# Panamá
Panamá, oficialmente denominada República de Panamá, es un país ubicado en América Central. Está dividida en diez provincias y cinco comarcas indígenas. Su capital y ciudad más poblada es la Ciudad de Panamá. Limita al norte con el mar Caribe, al sur con el océano Pacífico, al este con Colombia y al oeste con Costa Rica. Tiene una extensión de 75 517 km². Localizado en el istmo del mismo nombre, franja que une a América del Sur con América Central, su territorio montañoso solamente es interrumpido por la cuenca del canal de Panamá, la vía interoceánica que une al océano Atlántico con el Pacífico. Su condición de país de tránsito lo convirtió tempranamente en un punto de encuentro de culturas, provenientes de todo el mundo. 
El país es el escenario geográfico del canal de Panamá, obra que facilita la comunicación entre las costas de los océanos Atlántico y Pacífico; y que influye significativamente en el comercio mundial. Su población en el censo 2023 asciende con 4 064 780 habitantes. Al ser un país mayoritariamente católico, el 9 de septiembre de 2000, Año santo jubilar, la Conferencia Episcopal Panameña proclamó oficialmente a Santa María La Antigua como Patrona de la República de Panamá.
Políticamente, su territorio está constituido por diez provincias y por seis comarcas indígenas desde el año 2020. De acuerdo con la Constitución Política de la República de Panamá, el español es la lengua oficial del país y todos los panameños tienen el deber de conocerla y el derecho a usarla. En 2006, era la lengua materna del 93.1 % de los panameños. Otras lenguas, también panameñas, son reconocidas en el sistema educativo en diversas comunidades, donde la población indígena es mayoritaria.
Gracias a su posición geográfica, actualmente ofrece al mundo una amplia plataforma de servicios marítimos, comerciales, inmobiliarios y financieros, entre ellos la Zona Libre de Colón, la zona franca más grande del continente y la segunda del mundo.
Con una población superior a los cuatro millones de habitantes, tiene una posición privilegiada en varias clasificaciones de desarrollo en América Latina, ocupando el cuarto lugar más alto de crecimiento en América Latina según el índice de desarrollo humano 2019. Asimismo, Panamá es el tercer país latinoamericano más competitivo según el Foro Económico Mundial, es el país de su región con mayor crecimiento económico, con relación al producto interno bruto per cápita, a pesar de lo cual continúa siendo una de las naciones más desiguales de Latinoamérica.

## Toponimia
La República de Panamá recibe su nombre por la ciudad de Nuestra Señora de la Asunción de Panamá, donde se celebró el cabildo y se estableció la jurisdicción de la Real Audiencia de Panamá, la cual comprendía en su totalidad el istmo de Panamá. El nombre de Panamá prevaleció durante la pertenencia del territorio a los virreinatos de Perú y Nueva Granada, durante el periodo colonial español, y finalmente fue oficializado tras la firma del Acta de Separación de Panamá de Colombia. La etimología de la palabra Panamá es de origen indígena, probablemente de la lengua cueva. Existen varias versiones sobre su significado y referencias asignadas al nombre Panamá, sin embargo son comúnmente aceptados los significados «abundancia de peces o abundancia de mariposas».
Algunos historiadores atribuyen el nombre al árbol conocido en el país como panamá, y reconocido en otros países como camoruco, de frondosa sombra y muy común en el área, bajo el cual se reunían familias aborígenes.
Con respecto a la Ciudad de Panamá, cerca del sitio de fundación de la ciudad por Pedrarias Dávila, se encontraban pequeños asentamientos de pescadores llamados panamá, como lo indica en una carta, lo que para algunos autores pudo ser el motivo para nombrar a la ciudad con este nombre.

Vuestras Altezas sabrán que Panamá es una pesquería en la costa del Mar del Sur e por ser pescadores los indios dicen Panamá.
Carta de Pedro Arias de Ávila a Fernando el Católico (1516)

## Historia

### Tiempos prehispánicos

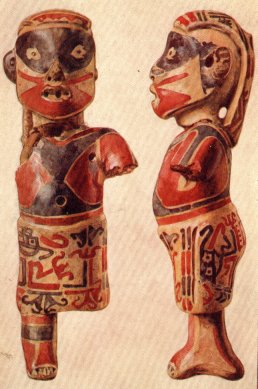
Arte precolombino de Panamá.

Antes de la llegada de los ibéricos, los territorios de Panamá estaban habitados por diversas etnias que estaban organizadas en cacicazgos, estos pueblos tenían en común que sus diversos lenguajes provenían de una familia idiomática conocida hoy como Lenguas chibchenses. No obstante, estos pueblos formaban grupos diversos, por lo que no constituían una unidad política unificada. 
A raíz de las crónicas españolas del siglo XVI, se ha podido determinar la extensión de los pueblos que existían en Panamá al momento de la conquista de América. Además de las crónicas, la historiografía panameña e internacional ha utilizado el lenguaje, la orfebrería y demás aspectos culturales, para lograr establecer el área de influencia territorial de las distintas naciones indígenas. Austronesios tenían una red comercial con Panamá, ya que hay evidencia de que cocos llegaron a la costa del Pacífico de Panamá desde Filipinas en la época Precolombina.

#### Cacicazgos indígenas orientales
Entre las naciones indígenas que habitaban el istmo destacaban los Cuevas, cuyo territorio comprendía el suroeste de Panamá, tanto en sus costas caribeña y pacífica, incluyendo el Darién. Se ha fijado el río Atrato como el límite este de los dominios de los cuevas, mientras, por el oeste, el territorio se extendería hasta Chame en el Pacífico y Quebore (Río Indio) en el Caribe.
Los cacicazgos cuevas más importantes eran los de Pocorosa, Comagre y Careta; cuyos territorios ocupaban la actual comarca de Guna Yala. En el litoral Pacífico destacaba el cacicazgo de Chochama que ocupaba una buena parte del golfo de San Miguel, al igual que la costa comprendida entre Chimán y la bahía de Chame, el archipiélago de Las Perlas y las islas de Chepillo, Taboga, Taboguilla y Otoque.
No obstante en la parte oriental del istmo existieron pueblos que no hablaban el cueva. Entre ellos destacan los chuchures, de lengua nahua, que se asentaron en Nombre de Dios. Por otro lado “los de Birú”, fueron reportados por Pascual de Andagoya y ubicados por Romoli en la cuenca alta del río Tucutí, y los de ‘Quarequa’ o ‘Careca’ que «habían venido conquistando de hacia las espaldas del Darién».

#### Cacicazgos indígenas en la región central

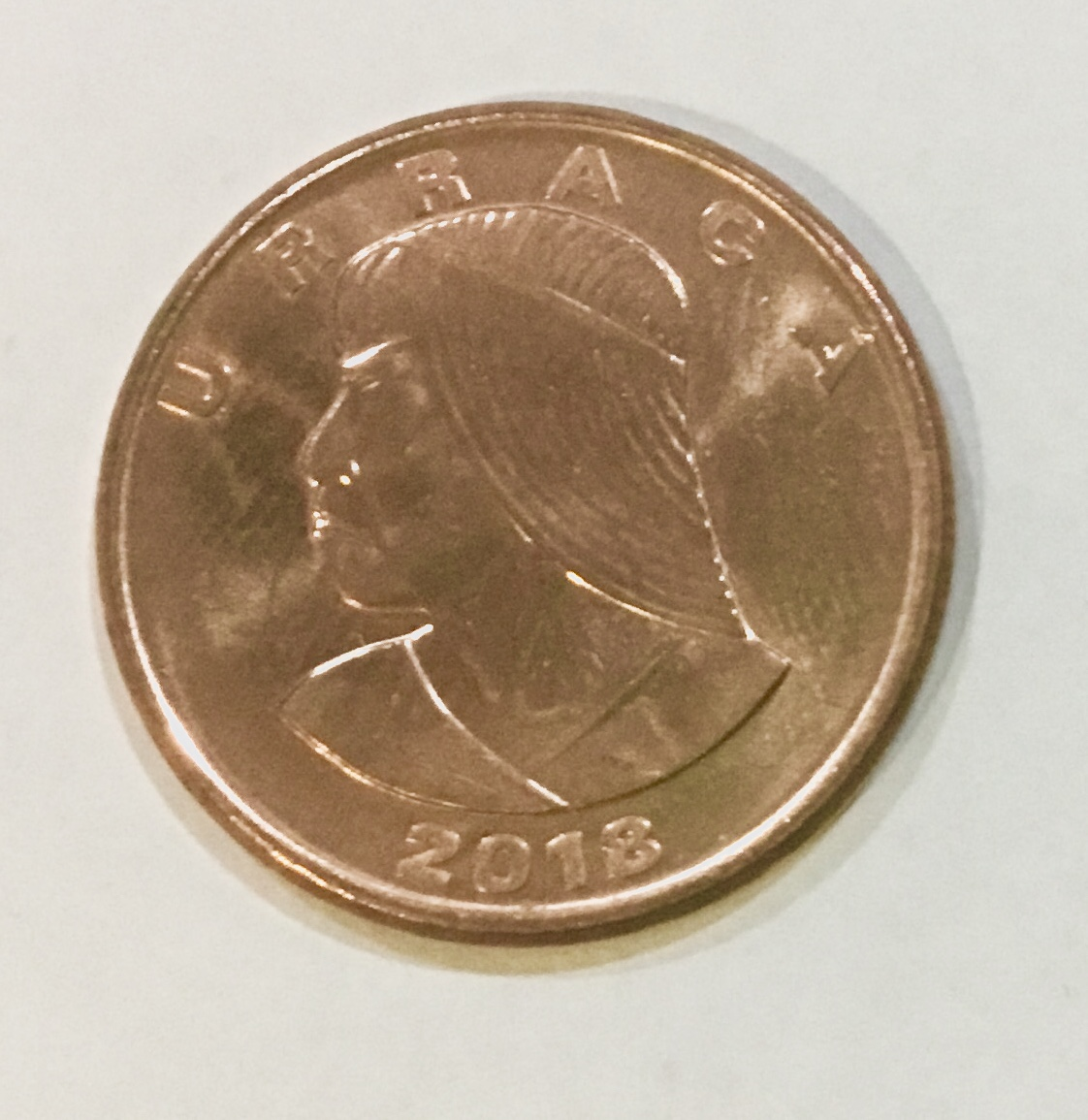
Moneda de un centésimo de balboa en honor al cacique Urracá.

En la parte central del istmo vivían un número plural de tribus indígenas que no compartían lenguaje ni características fenotípicas comunes. Las crónicas españolas apuntan que estos cacicazgos mantenían constantes enfrentamientos bélicos entre ellos por el control territorial.
Entre los señoríos hallados por los españoles durante la conquista, en territorios de la actual provincia de Coclé, se menciona a Periquete, Totonaga, Taracuru, Penonomé. Sin embargo, se ha establecido que en Natá residía el cacique Acherse que comandaba todos esos territorios.
En el área geográfica de la actual península de Azuero se ha documentado los cacicazgos de Escoria, Usagaña, Quema, Guararé, Pocrí y París. No obstante se conoce que el cacique Cutatara de París había dominado mediante la guerra al resto de los cacicazgos vecinos.
En la parte central de la actual provincia de Veraguas estaba establecido el cacicazgo de Tabraba; hacia el norte se encontraba el cacicazgo de Urracá que se encontraba en el área de la actual Santa Fe; con el avance de la colonización este territorio albergó una importante resistencia india.

#### Cacicazgos indígenas en la región occidental
En las actuales provincias de Bocas del Toro y Chiriquí, se desarrollaron un número plural de tribus indígenas entre las que destacan los guaymíes, dorasques y dolegas. Estas tribus se encontraban dispersas tanto en las costas del océano Pacífico y el mar Caribe; como en la Cordillera Central.

### Época virreinal

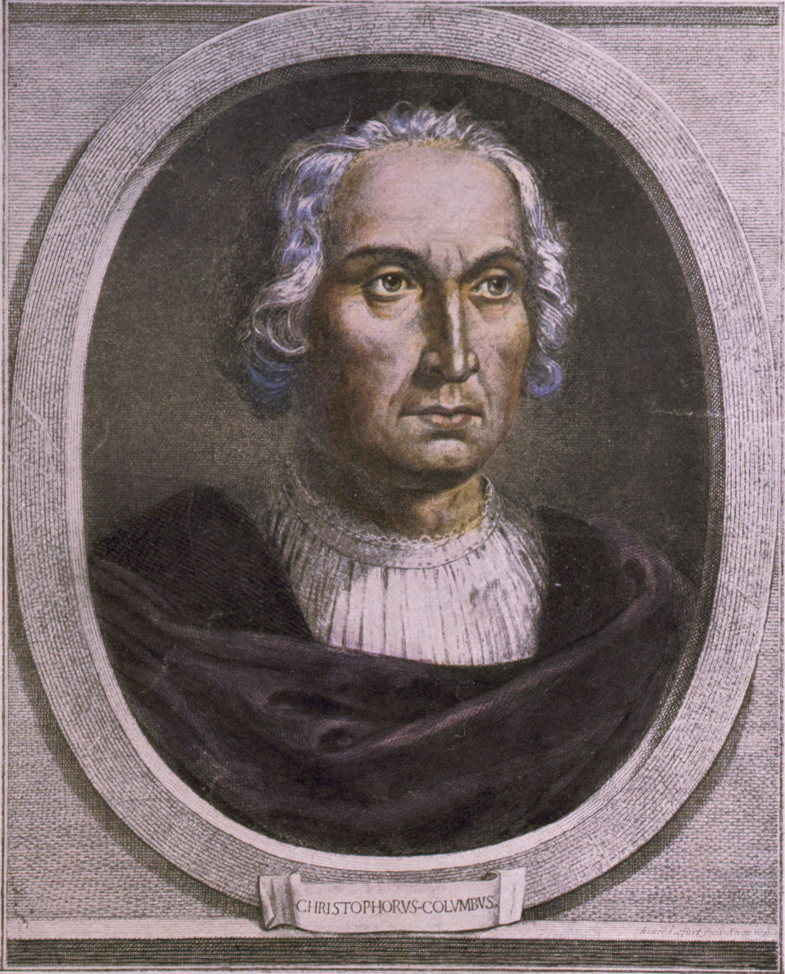
Cristóbal Colón.

#### Descubrimiento de La Tierra Firme y el Istmo de Panamá
El istmo de Panamá fue visitado por primera vez por los conquistadores españoles durante la expedición del escribano de Triana, Rodrigo de Bastidas, en el año 1501. Bastidas navegó la costa caribeña de la actual provincia de Colón y las islas del archipiélago de la Comarca de San Blas.
En su cuarto viaje, Colón llegó a la costa atlántica del istmo. El 2 de noviembre, llegó a una preciosa bahía en la actual provincia de Colón, a la que bautizó como el nombre de Portobelo o Puerto Bello.
El Reino de Tierra Firme, dentro del cual estaba el istmo de Panamá, fue dividido entre Diego de Nicuesa, quien obtuvo la gobernación de Castilla de Oro, que iba desde el río Atrato en el golfo de Urabá hasta el cabo Gracias a Dios y Alonso de Ojeda, la de Nueva Andalucía, desde el río Atrato al cabo de la Vela.

#### Fundación de Santa María La Antigua, La Primera Capital de Castilla de Oro
Santa María la Antigua del Darién fue la primera ciudad fundada por los españoles con permanencia, en la Tierra firme del continente americano. Los vestigios de esta primera ciudad actualmente se encuentran en el Departamento del Chocó (Colombia). 
Fue fundada por Vasco Núñez de Balboa en el 1510.
Santa María la Antigua del Darién fue la capital del territorio de Castilla de Oro hasta la fundación de la Ciudad de Panamá por Pedrarias Dávila en 1519. 
En 1520 los genoveses controlaban el puerto de Panamá. Los genoveses obtuvieron una concesión de los españoles para explotar el puerto principalmente para el comercio de esclavos, hasta la destrucción de la ciudad primitiva en 1671.

#### Descubrimiento del mar del Sur

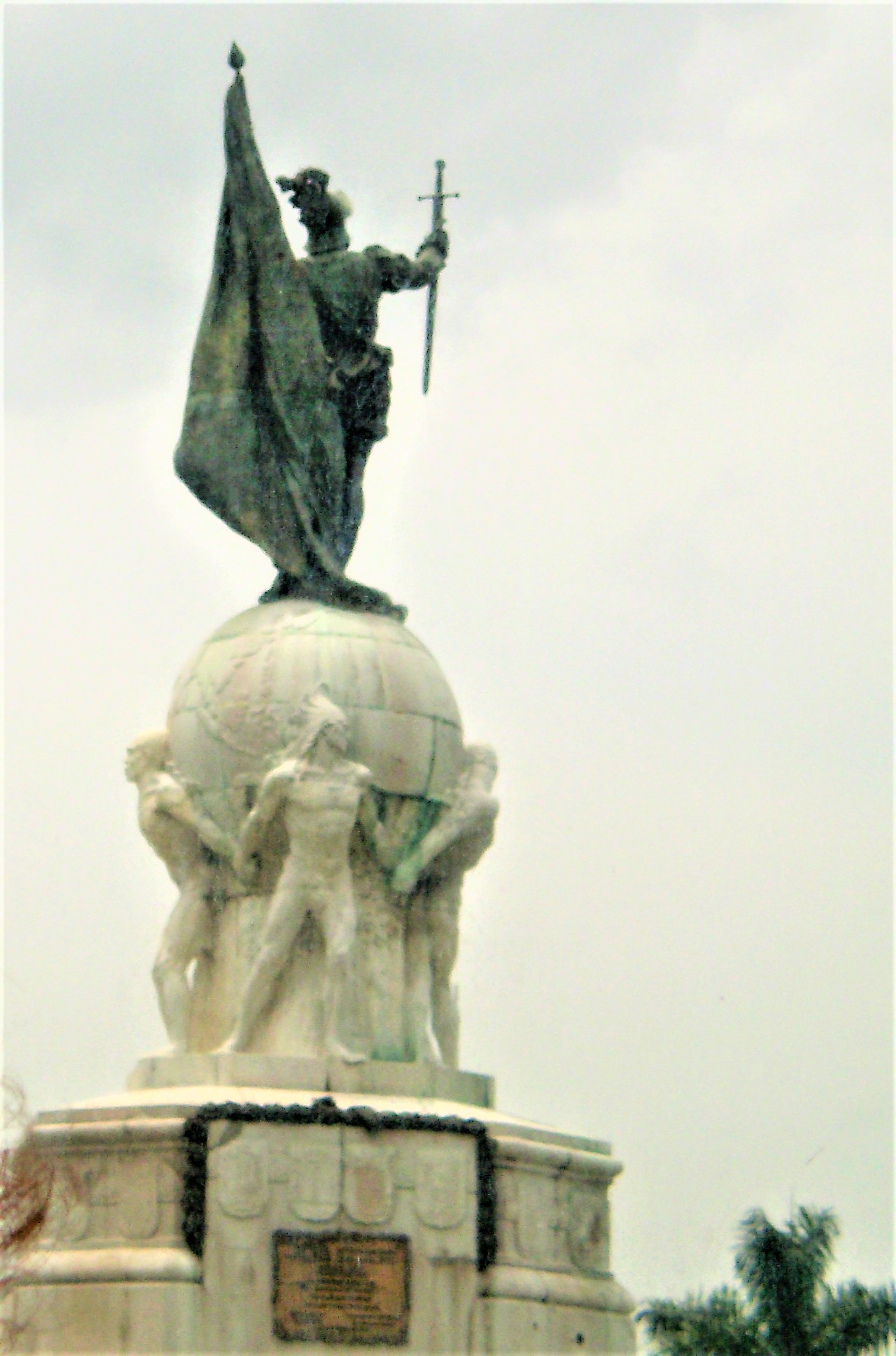
Monumento a Vasco Núñez de Balboa (Ciudad de Panamá).

En 1513, Vasco Núñez de Balboa emprende la conquista de los territorios de los caciques Careta, Ponca y Comagre, donde escucha por primera vez de la existencia de otro mar por parte del Indígena Panquiaco, hijo mayor de Comagre, donde se relataba de un reino al sur de población tan rica que utilizaban vajillas y utensilios en oro para comer y beber.
La noticia inesperada de un nuevo mar lleno de riquezas fue tomada muy en cuenta por Vasco Núñez de Balboa, quien organiza una expedición que parte de Santa María La Antigua el 1 de septiembre de 1513. El día 25 de septiembre, Núñez de Balboa se adelanta al resto de la expedición y se interna en la cordillera del río Chucunaque, y antes del mediodía logra llegar a la cima de la cordillera desde donde logra ver en el horizonte las aguas del nuevo mar.
Cuando la expedición llega a las playas, Núñez de Balboa levantó sus manos, en una estaba su espada y en la otra un estandarte de la Virgen María, entró a las aguas hasta el nivel de las rodillas y tomó posesión del Mar del Sur en nombre de los soberanos de Castilla.
Vasco Núñez de Balboa bautizó al golfo donde llegó la expedición como San Miguel, porque fue descubierto el día de San Miguel Arcángel, 29 de septiembre y al nuevo mar como mar del Sur por el recorrido que tomó la exploración por el istmo rumbo al sur. Este hecho es considerado por la historia de Panamá, como el capítulo más importante de la conquista después del descubrimiento de América.
En Panamá, se han bautizado a parques y avenidas con el nombre de Vasco Núñez de Balboa. En Ciudad de Panamá, frente a las costas se erige un monumento dedicado a su memoria y a la hazaña del descubrimiento del Mar del Sur. En su honor se ha bautizado la moneda oficial de la República de Panamá con la denominación de Balboa, apareciendo su rostro en el anverso de algunas monedas. Asimismo, el principal puerto en el Pacífico del canal de Panamá y el distrito que abarca el archipiélago de las Perlas, también llevan su nombre.

La máxima condecoración otorgada por el Gobierno de la República de Panamá a personajes destacados y sobresalientes es la Orden de Vasco Núñez de Balboa en sus diferentes grados. Cabe resaltar que Panamá es el único país de Hispanoamérica que honra la memoria de un conquistador español a tan alto nivel.

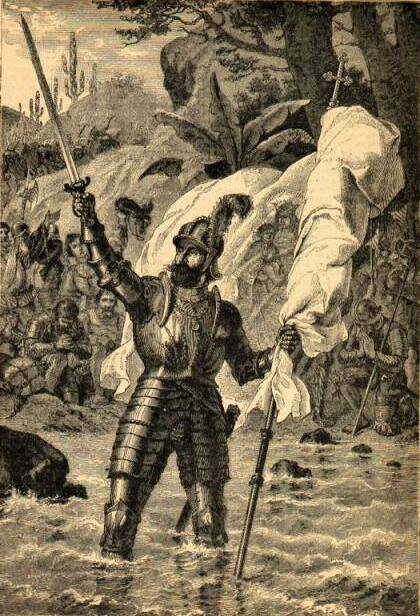
Vasco Núñez de Balboa, reclamando el mar del Sur para la corona española. Grabado del.

#### Fundación de la Ciudad de Panamá

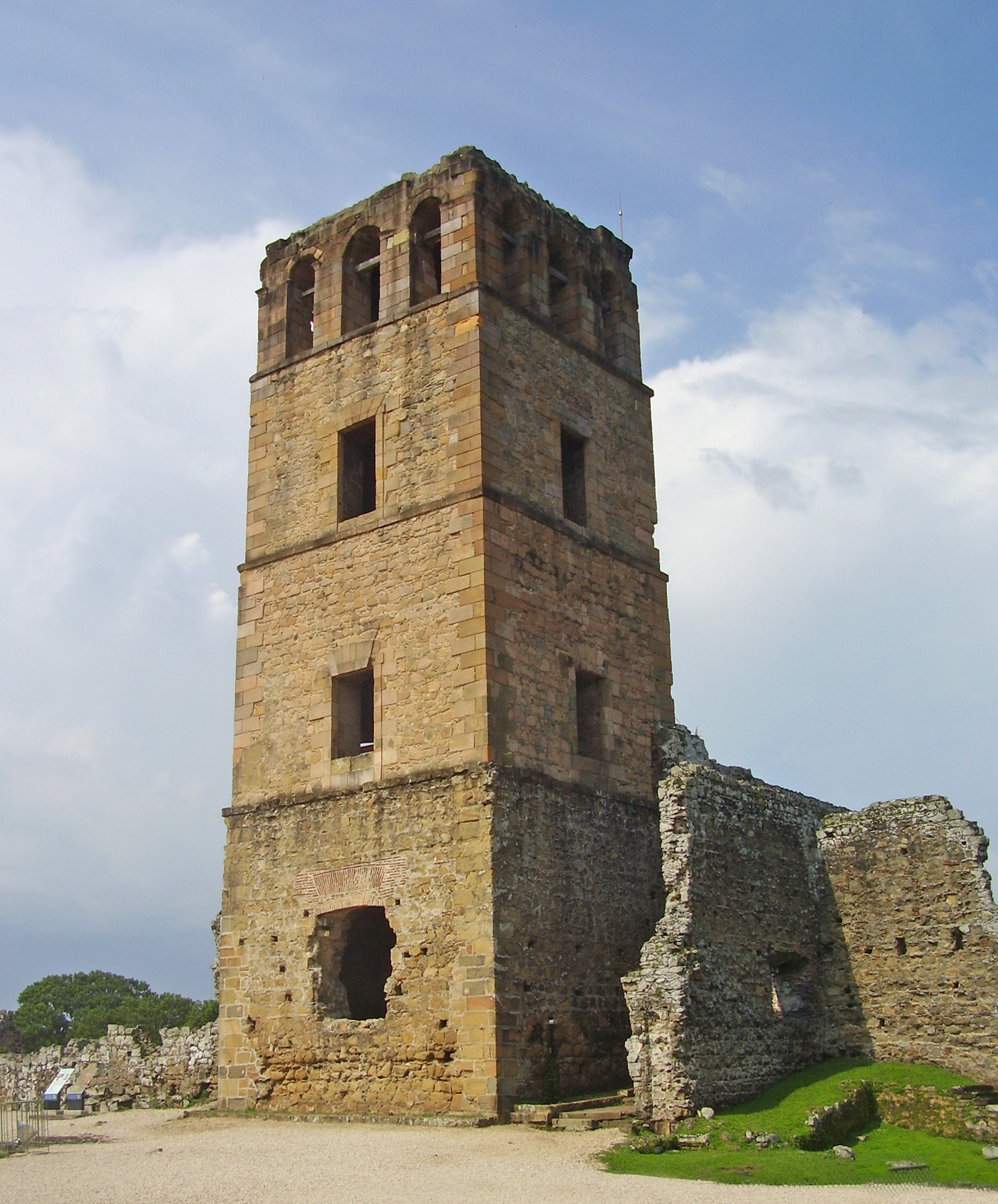
Catedral de Nuestra Señora de la Asunción, Panamá Viejo.

La Ciudad de Panamá fue fundada el 15 de agosto de 1519 por Pedro Arias Dávila, conocido como Pedrarias, siendo la primera ciudad española en las costas del Mar del Sur u Océano Pacífico y la más antigua de tierra firme que existe hasta nuestros días como ciudad. Su fundación reemplazó a las anteriores ciudades de Santa María la Antigua del Darién y Acla, convirtiéndose en la capital de Castilla del Oro. El 15 de septiembre de 1521, recibió mediante Real Cédula el título de ciudad y un escudo de armas conferido por Carlos I de España así como su lema oficial que se mantiene hasta la actualidad Muy Noble y Muy Leal Ciudad de Panamá. La Ciudad de Panamá se convirtió en el punto de partida para la exploración y conquista del Perú y ruta de tránsito para los cargamentos de oro y riquezas provenientes de todo el litoral Pacífico del continente americano que se enviaban a España.
En 1671 la ciudad es atacada por las fuerzas del pirata galés Henry Morgan con intención de saquearla. Por medidas de seguridad de la población y de los bienes, el capitán General de Tierra Firme, Juan Alonso Pérez de Guzmán ordena evacuar la ciudad y volar los depósitos de pólvora provocando un gigantesco incendio que destruyó totalmente la ciudad. Las ruinas de la antigua ciudad todavía se mantienen incluyendo la torre de su catedral y son una atracción turística conocida como el Conjunto monumental histórico de Panamá Viejo, reconocido como patrimonio de la humanidad.
La Ciudad de Panamá fue reconstruida en 1673, ubicada a 8 km al sudoeste de la ciudad original a las faldas del cerro Ancón, conocida hoy en día como el Casco Antiguo de la ciudad. El lugar inicialmente contenía una concesión comercial asignada a la República de Génova por los españoles. Sebastián Hurtado de Corcuera quien fue gobernador de Panamá, sabiendo de la participación histórica de los genoveses en las Cruzadas, reclutó a genoveses que se establecieron en Panamá, así como a peruanos y panameños nativos, en una guerra contra los musulmanes de Filipinas, y fundó la ciudad de Zamboanga.

#### Primeros años de la conquista española y la creación de la ruta comercial de Panamá
El 15 de agosto de 1519, Pedrarias Dávila funda Nuestra Señora de la Asunción de Panamá a orillas del océano Pacífico, que aparte de responder a las instrucciones dadas por el Rey Fernando de erigir poblados, se transformó en el centro de la actividad del descubrimiento y obtención de riquezas, con la partida de expediciones hacia el Perú.
Simultáneamente a la fundación de Ciudad de Panamá, Pedrarias envía a su lugarteniente Diego de Albítez a repoblar Nombre de Dios en el océano Atlántico, sitio que había sido descubierto por Cristóbal Colón y ocupado con algunas chozas de paja por Nicuesa en 1510. Entre ambos puertos, se estableció el Camino Real de Nombre de Dios, una ruta en tierra firme que atravesaba el istmo de Panamá para el transporte de mercancías y metales preciosos entre ambos océanos.
Gaspar de Espinosa en compañía del piloto Juan de Castañeda parten en julio de 1519 con una expedición que visitaría las tierras de los caciques París, Escoria y Chagres, haciendo un reconocimiento de la costa septentrional del mar del Sur, a bordo de los navíos ibéricos de Balboa, el San Cristóbal y el Santa María de Buena Esperanza. En Punta Burica desembarca dispuesto a emprender su viaje de regreso a Panamá por tierra, mientras Juan de Castañeda continuaba la navegación hacia el norte hasta alcanzar el golfo de Nicoya en la actual Costa Rica. En su camino de retorno Espinosa fue apresando indígenas con la finalidad de llevarlos a Panamá para ser repartidos en encomiendas. En 1520, Gaspar de Espinosa establece el asiento de Natá, en territorios fértiles convirtiéndose rápidamente en un centro agrícola y de frontera con Veragua. Pedrarias declara la fundación de Natá el 20 de mayo de 1522, la cual fue atacada por los indígenas dirigidos por el poderoso cacique Urracá, quien agrupó en torno suyo a los pueblos de las regiones de Chiriquí y Veraguas, creando una oposición al avance español en el área por casi una década. En 1531 muere el gran jefe indio Urracá.
Pedrarias, interesado en encontrar un estrecho marino que comunicara ambos mares, se dedicó a organizar una serie de expediciones como la de Gil González Dávila y Andrés Niño que navegaron y desembarcaron en la actual Costa Rica y luego en Nicaragua. Gracias a los indígenas, González Dávila se percató de la existencia de dos grandes lagos: lago Nicaragua y lago Managua; pensando erróneamente que se trataba de un estrecho entre los mares.
Otra expedición organizada por Pedrarias fue la del capitán Francisco Hernández de Córdoba, acompañado por Gabriel de Rojas, Francisco Campañón y Hernando de Soto, que partió a fines de 1523, con la misión de fundar poblaciones a lo largo de toda la tierra visitada por Gil González y Andrés Niño. Hernández de Córdoba visitó parte de la actual Costa Rica y en 1524 fundó la villa de Bruselas (próxima a la actual Puntarenas, a orillas del lago Nicaragua), fundó la ciudad de Granada y al norte del lago Managua erigió el asiento de León.
En 1523, Hernán Cortés había concluido la conquista del Imperio azteca y con el propósito de encontrar un paso o estrecho entre los dos mares, envió desde México a Pedro de Alvarado con destino a Guatemala y a Cristóbal de Olid con dirección a la actual Honduras, creando una situación de rencillas con Pedrarias.
Hacia 1526 tanto las exploraciones enviadas por Pedrarias desde Panamá como las de Cortés desde México habían demostrado que el tan ansiado estrecho de mar no existía en Centroamérica (Nicaragua, Honduras, Costa Rica, Guatemala y el Salvador). Para entonces ya se habían cumplido seis años desde que Fernando de Magallanes el 28 de noviembre de 1520 descubriera en el extremo meridional del continente el estrecho de los Patagones que hoy lleva su nombre.

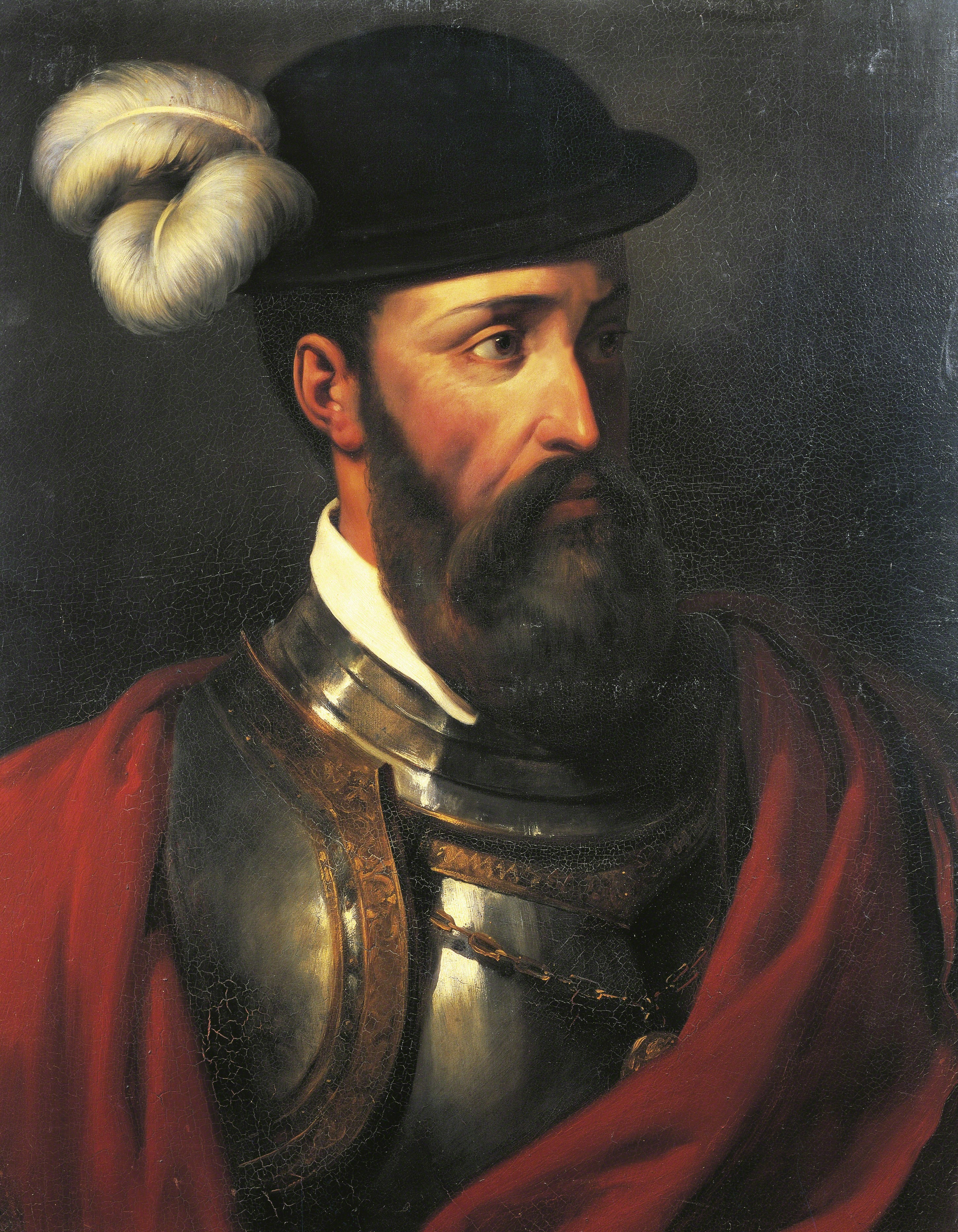
Francisco Pizarro.

El 20 de mayo de 1524, Pedrarias autoriza la expedición de Francisco Pizarro, Diego de Almagro y el sacerdote Hernando de Luque, la cual parte el 14 de noviembre desde Panamá hacia la conquista del Perú.
El río Chagres representó para las autoridades españolas una posibilidad de servir como parte de una ruta transístmica navegable. Con este propósito, en 1527 el gobernador Pedro de los Ríos instruyó a Hernando de la Serna, Miguel de la Cuesta y Pedro Corso para que hicieran exploraciones en el río Chagres, los cuales determinaron que era favorable para ser utilizado en una vía para comunicar ambos mares.
En 1529, Álvaro de Saavedra Cerón fue el primero en proponer la construcción de un canal interoceánico por el istmo de Panamá, pero en 1533 Gaspar de Espinosa le escribe al rey Carlos I de España señalándole que el Río Chagres podría hacerse navegable a un costo muy bajo, siendo la ruta más útil del mundo, afirmando que un canal para la navegación puede ser excavado. Por órdenes de la Corona española se hicieron otras exploraciones en el río Chagres durante las Gobernaciones de Antonio de la Gama y Francisco de Barrionuevo sin resultados alentadores.

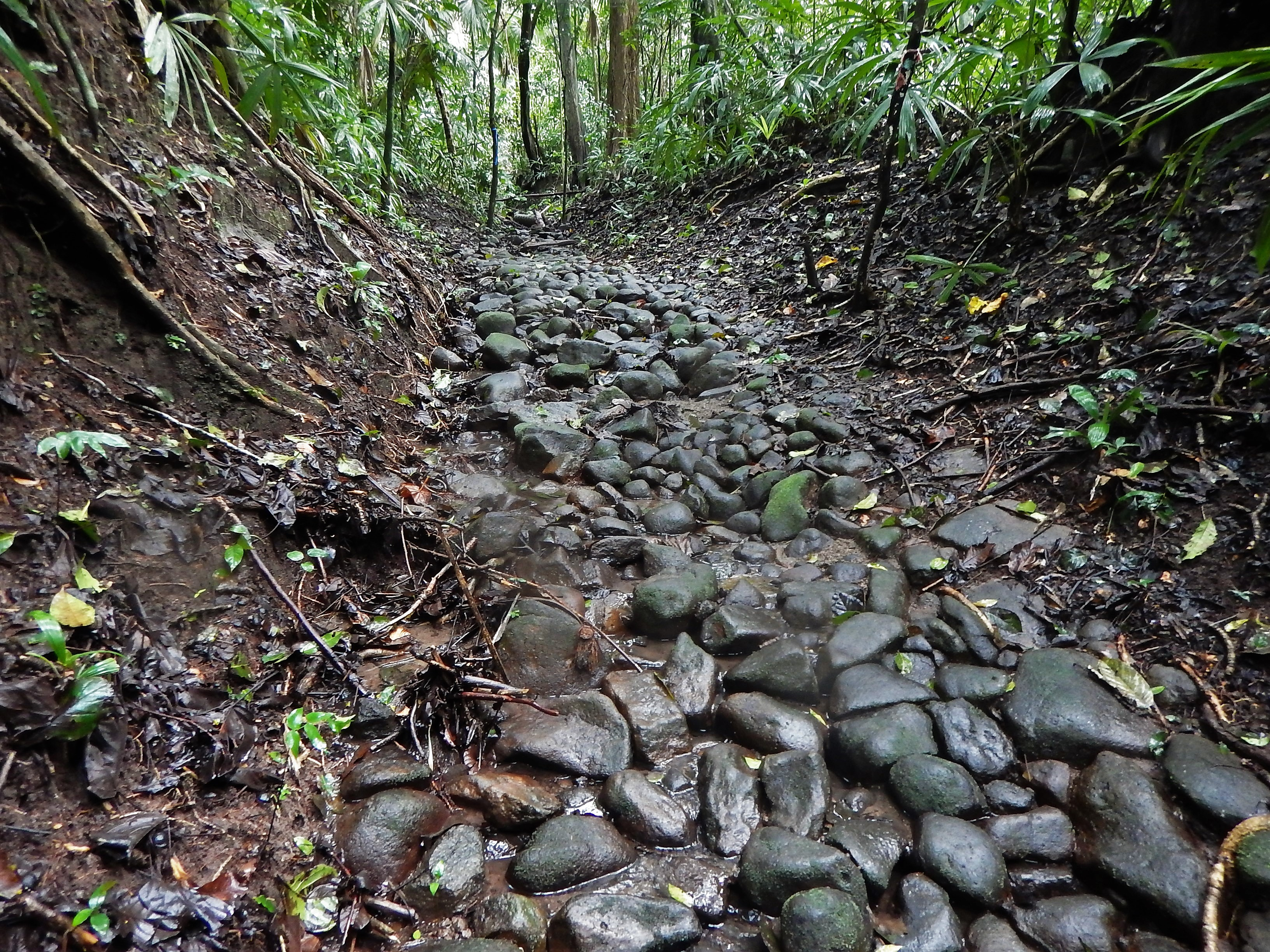
Restos del empedrado del Camino de Cruces.

El Camino Real de Nombre de Dios era casi intransitable en época de estación lluviosa por lo que se pensó en una nueva ruta. En 1536 se autorizó a la Municipalidad de Panamá a construir un almacén en Venta Cruz o Cruces a orillas del río Chagres, a siete leguas de la Ciudad de Panamá (equivalente a 7 horas de marcha, a pie). Ante las deplorables condiciones en que se encontraba el Camino Real de Nombre de Dios, en 1569 el Virrey del Perú, Francisco de Toledo, ordenó construir otro camino que pasara por Cruces, el cual fue llamado Camino Real de Cruces. La mayor parte del antiguo pueblo de Cruces se encuentra bajo las aguas del lago Gatún en el canal de Panamá, aunque una parte de los restos de su antiguo emplazamiento son todavía visibles en el lugar de Venta de Cruces.
Como resultado de las exploraciones y conquistas en el Perú y Centroamérica y México, se produce un despoblamiento de los principales asentamientos en Panamá. Esta situación es mencionada por Pedro Cieza de León en 1535, en una descripción de Ciudad de Panamá donde indica que habiendo muerto los antiguos conquistadores, los nuevos pobladores no pensaban en habitar Panamá más tiempo del necesario para hacerse ricos, sin miras a colonizar y establecerse en el istmo. Panamá dejó de ser el habitual centro de exploraciones, descubrimientos y conquista para convertirse en el sitio de paso de metales preciosos y productos americanos con destino a Europa, y a la vez de importante centro de comercio de manufacturas europeas con las que el Imperio español abastecía a los mercados de las Indias Occidentales. La función de ruta de tránsito fue el papel que asumió el territorio panameño dentro del Virreinato del Perú durante poco más de dos siglos en la época virreinal española. Además de la ruta europea a través del Océano Atlántico, también había una ruta asiático-estadounidense a través del Pacífico, lo que llevó a comerciantes y aventureros que llevaban plata desde Perú pasando por Panamá para llegar a Acapulco, México antes de navegar a Manila, Filipinas utilizando la famosa Galeón de Manila Además, un real decreto de 1579 relajó el monopolio que Acapulco tenía en el comercio con Manila y desde esa fecha, Panamá pudo comerciar directamente con Filipinas en Asia.

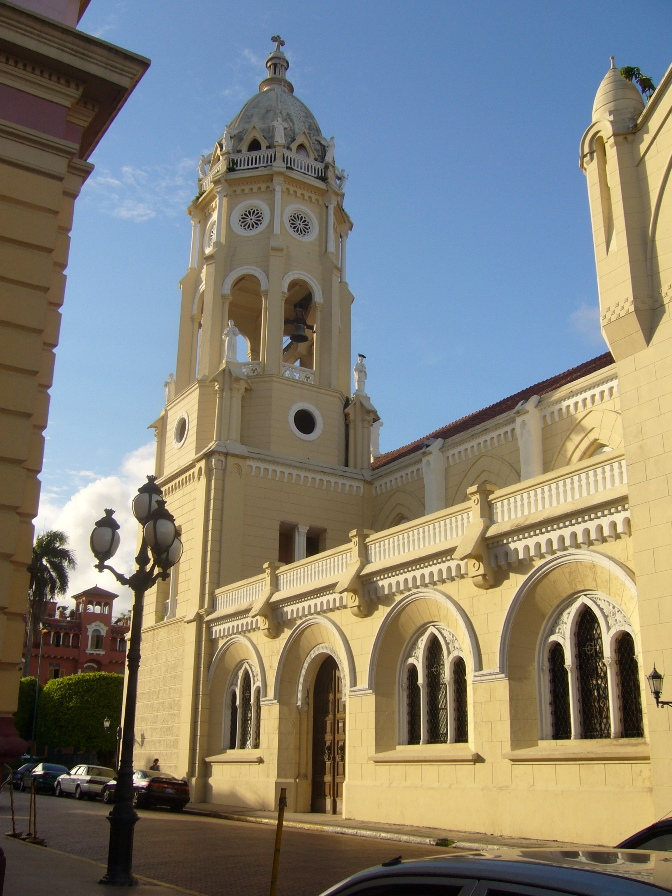
Iglesia de San Francisco de Asís en el Casco Antiguo de la Ciudad de Panamá.

Las ferias realizadas en la costa atlántica del istmo de Panamá, primero en Nombre de Dios en 1544 y a partir de 1597 en Portobelo, tenían como objetivo primordial abastecer de artículos europeos los mercados americanos y enviar con destino a España los metales preciosos procedentes de las minas de Perú y la actual Bolivia. La importancia de este evento de intercambio comercial se pone de manifiesto en los datos suministrados que indican que entre 1531 y 1660, de todo el oro que ingresó a la España peninsular procedente del Nuevo Mundo, el 60 % cruzó por el istmo de Panamá. La última feria se realizó en Portobelo en 1737.
La introducción de los negros en condición de esclavos provenientes de Senegal y el Congo, ofreció resistencia como antes lo hizo el indio, con levantamientos y ataques al Camino Real de Cruces, por parte de los negros cimarrones como Felipillo y Bayano. La convivencia entre blancos criollos, indios y negros trajo una mezcla de razas en el istmo.

#### El Reino de Tierra Firme y la Real Audiencia de Panamá

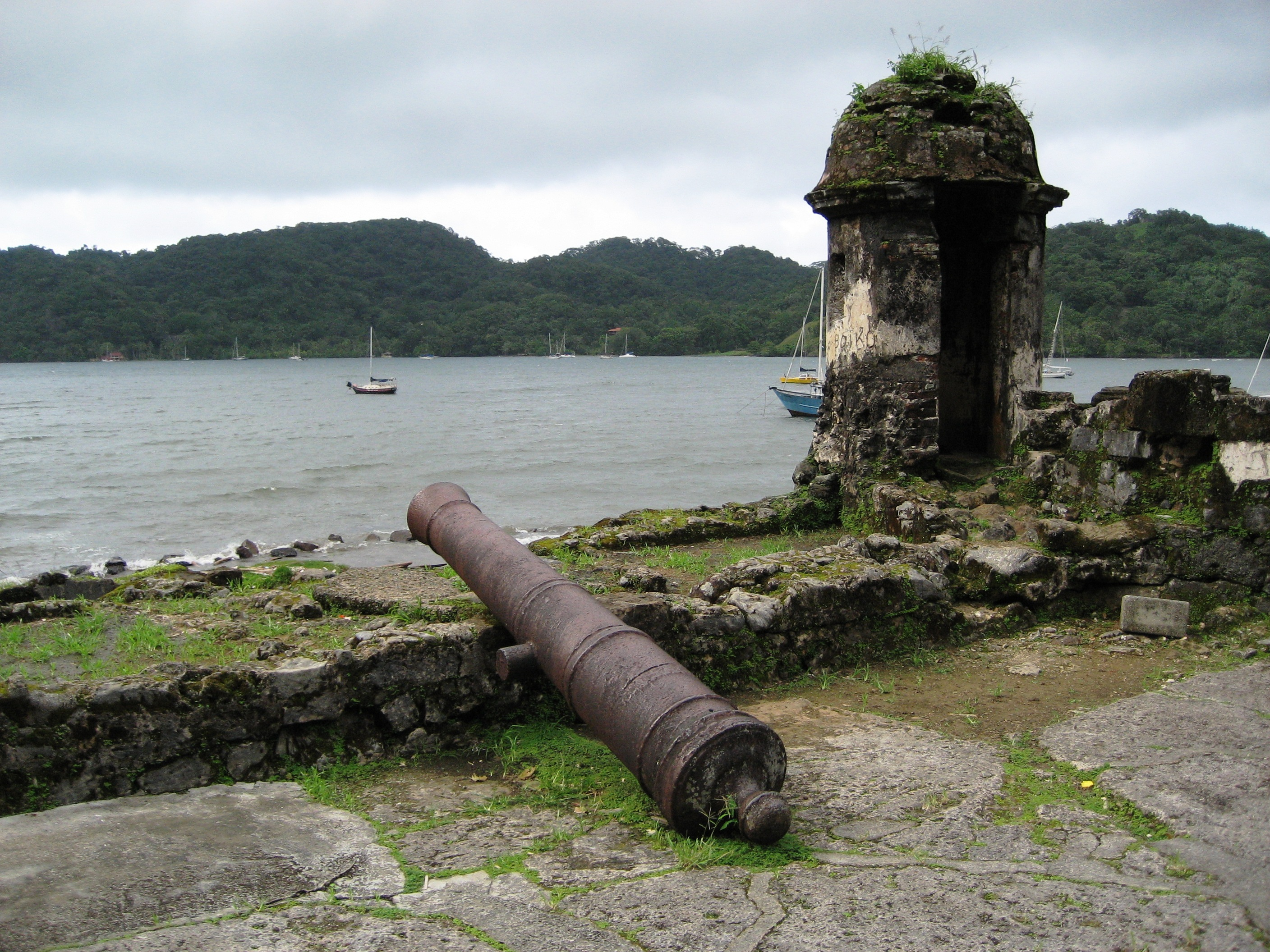
Las Fortificaciones de la costa Caribe de Panamá fueron declaradas Patrimonio de la Humanidad por la UNESCO en 1980.

Mediante la Real Cédula del 26 de febrero de 1538, se crea la Real Audiencia de Panamá y se confunde en la Jefatura de Panamá, los títulos de gobernador, capitán general, y presidente de la Real Audiencia, creándose un Gobierno Central para el llamado Reino de Tierra Firme, cuya jurisdicción comprendía la gobernación de Veragua y la provincia de Castilla de Oro hasta Buenaventura y el río Atrato.
El Reino de Tierra firme en un principio constituyó un gobierno Autónomo de los virreinatos existentes en el siglo XVI, posteriormente sería puesto bajo la jurisdicción de la Nueva España, Virreinato del Perú y finalmente sería extinguido con la creación de la Comandancia General de Tierra Firme en 1751, bajo la jurisdicción del Virreinato de la Nueva Granada.
Varias Reales Cédulas del emperador Carlos I configuraron el territorio:
- Del 16 de febrero de 1533:

«Porque los límites de la Provincia de Cartagena comiençan desde el Río grande del Magdalena, que parte términos con la de Santa Marta, hasta el otro Río, del Darien, que corre por el Golfo de Urabá, con setenta leguas de costa. Declaramos que la culata de este Golfo, donde estaba el Cacique Cemaco, toca á la Gobernación de Tierrafirme.»

- Del 26 de febrero de 1538: Creación de la Real Audiencia de Panamá, señalando los límites de la Tierra Firme:

En la Ciudad de Panamá, de el Reyno de Tierra Firme, resida otra nuestra Audiencia y Chancilleria Real, con vn Presidente, Governador y Capitán General (...) tenga por distrito la Provincia de Castilla del Oro, hasta Portobelo y su tierra: la Ciudad de Nata y su tierra: la Governacion de Veragua: y por el Mar del Sur, ázia el Perú, hasta el Puerto de la Buenaventura, exclusivé: y desde Portobelo, ázia Cartagena, hasta el río de Darien, exclusivé, con el Golfo de Vrabá y Tierra Firme, partiendo términos por el Levante y Mediodía con las Audiencias de el Nuevo Reyno de Granada, y San Francisco del Quito: por el Poniénte cõ la de Santiago de Guatemala: y por el Septentrión y Mediodía cõ los dos Mares del Norte y Sur. Y mandamos, ‘q el Governador y capitán General de dichas Provincias y Presidente de la Real Audiencia de ellas, tenga, vse y exerça por si solo el gobierno de la dicha Provincia de Tierra Firme, y de todo el distrito de la Real Audiencia (...)

Aparte de una ruta commercia a Europa de la plata desde Potosí, existía también una ruta asiático-americana, que conducía a comerciantes y aventureros que llevaban plata desde Perú pasando por Panamá para llegar a Acapulco, México antes de navegar a Manila, Filipinas usando el famoso Galeón de Manilas.

#### Decadencia económica y política del istmo de Panamá

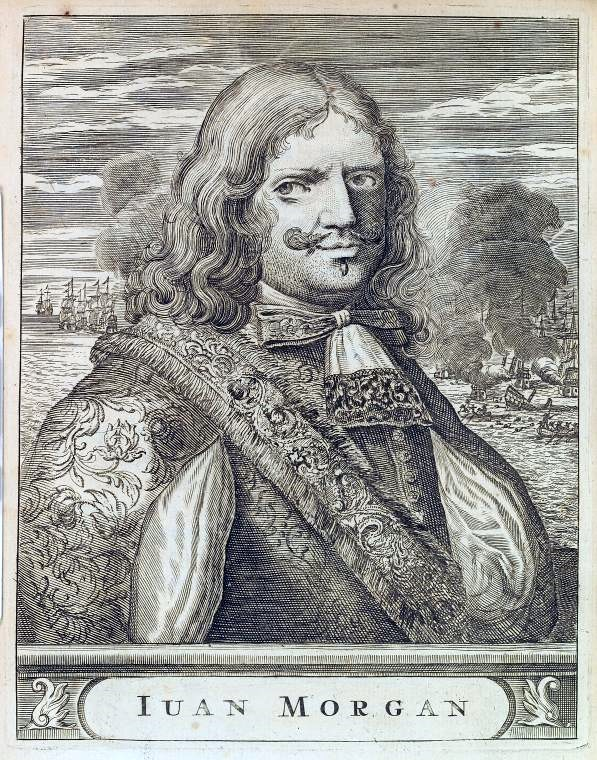
Henry Morgan.

Durante los siglos XVI y XVII, Panamá fue blanco de constantes ataques por parte de piratas, corsarios, filibusteros y bucaneros, como Francis Drake quien sufriría una derrota definitiva frente a tropas españolas en 1596, y Henry Morgan, así como algunos intentos escoceses de colonizar el Darién, en territorios denominados por ellos como Nueva Caledonia.

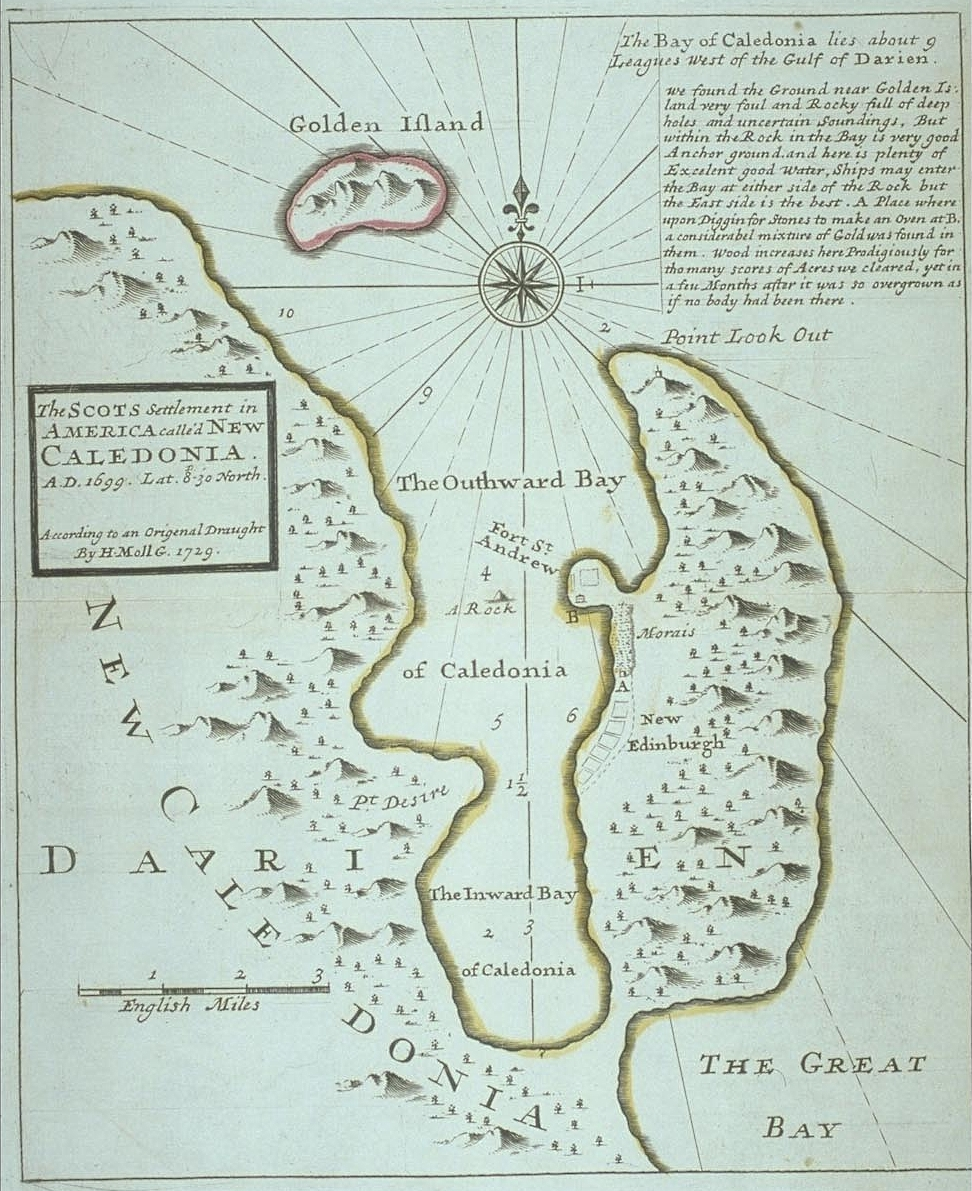
Nueva Caledonia en Darien.

Para 1746 las flotas del Mar del Sur utilizaban la ruta del cabo de Hornos, que aunque era más larga en distancia, resultaba ser más segura. En 1753 se permitió a los barcos de registro utilizar el puerto de Buenos Aires y con las reformas de Carlos III en 1764 se comienza a abrir al comercio los puertos de España y las Indias, lo cual significó para el Istmo la postración económica. Los campos adquieren importancia económica debilitando la vida urbana.
La necesidad de implantar la economización de los gastos del gobierno de Tierra Firme y de poner fin al estado de agitación en que mantenía al país la intemperancia de los Oidores, determinaron la extinción definitiva del Tribunal de la Audiencia de Panamá por Cédula del 20 de junio de 1751 y por ende del Reino de Tierra Firme. Los Territorios quedaron regidos por un gobierno netamente militar, a cargo de don Manuel Montiano, con dependencia de la autoridad del Virrey de la Nueva Granada y, en lo contencioso, de la Real Audiencia de Santafé. La sede de panamá siguió siendo sufragánea del Arzobispado de Lima. y se crea entonces la Comandancia General de Tierra Firme, cuyos límites se conservaron desde el Atrato hasta los linderos de la Capitanía de Guatemala, incluía las provincias de Panamá, Darién, Veraguas y Portobelo.
Los movimientos separatistas transforman al istmo en sitio de exportador de ejércitos realistas, pues la situación de España y sus virreinatos se había agravado y los movimientos conducían a las guerras separatistas.
La independencia de las 13 Colonias del Reino de Gran Bretaña en 1776 para constituirse en EE. UU., acrecientan los movimientos independentistas de España por parte de varios panameños, que propugnaban un régimen de libertades comerciales y civiles, contra el desgastado régimen monárquico. En 1812 se establece el Virreinato del Istmo de Panamá, como respuesta al contrabando y restableciendo el comercio por el istmo.
La invasión napoleónica a la España europea y las victorias de Simón Bolívar en Boyacá debilitan el poder de la Corona española en América, empobreciendo el comercio en el istmo. En 1815, Simón Bolívar en su carta de Jamaica habla de la idea de una confederación desde la Patagonia hasta México y cuya capital fuese Panamá, esto y las batallas que se daban entre patriotas y realistas en el Virreinato de la Nueva Granada, animó a los istmeños a independizarse de España, y así dejar a un lado su fidelidad a España condición que compartía con Pasto, Santa Marta y Maracaibo. 

### Independencia de España

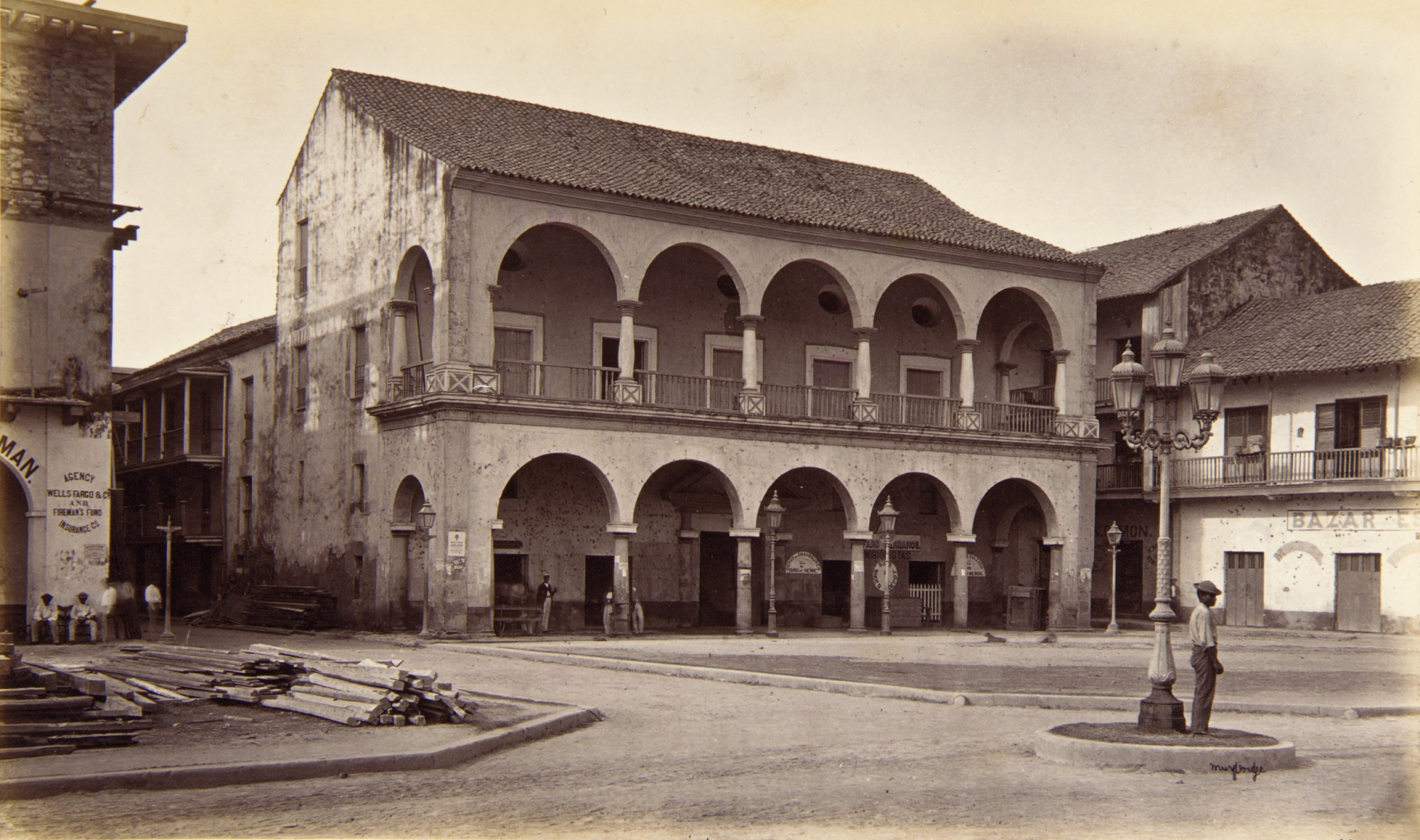
Antiguo cabildo de la Ciudad de Panamá.

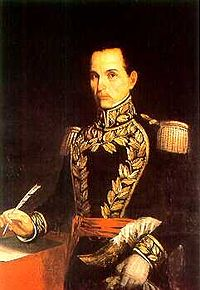
Coronel José de Fábrega

El movimiento panameño de independencia de la Corona Española se tiene referencias concretas que inició el 10 de noviembre de 1821 con los eventos del Primer Grito de Independencia en la Villa de Los Santos, la leyenda de Rufina Alfaro y los actos del coronel Segundo de Villareal, el cual contó con el respaldo de otras poblaciones como Natá, Penonomé, Ocú y Parita.
El ejército realista de la Ciudad de Panamá estaba al mando del coronel José de Fábrega, criollo oriundo de Veraguas, lo cual fue aprovechado por los istmeños, obteniendo la complicidad del coronel Fábrega, las sociedades patrióticas y el clero, que contribuyó económicamente al movimiento. El 28 de noviembre, el Ayuntamiento convocó a Cabildo Abierto y en acto solemne, en presencia de las autoridades militares, civiles y eclesiásticas, y en ausencia de los mandos medios y de los soldados del ejército realista, que en ese momento se encontraba combatiendo a las fuerzas independentistas de Antonio José de Sucre en Quito, se declararon rotos los vínculos que ataban al istmo de Panamá con España. Entre los personajes ilustres se encontraban José Higinio Durán y Martell, Obispo de Panamá, Carlos de Icaza Arosemena, Mariano Arosemena, Juan de Herrera, Narciso de Urriola, José de Alba, Gregorio Gómez, Manuel María Ayala, Antonio Planas, Juan Pío Victorias, Antonio Bermejo, Gaspar Arosemena y Casimiro del Bal.
El 30 de noviembre de 1821 las fragatas de guerra Prueba y Venganza llegan a la bahía de Panamá acompañadas a buscar al resto de las tropas españolas. Los capitanes españoles José de Villegas y Joaquín de Soroa firman un tratado de paz con el general José de Fábrega (ascendido a general y nombrado jefe civil y militar del istmo por Simón Bolívar) el 4 de enero de 1822, entre la monarquía española y los patriotas donde acuerdan la no agresión a los territorios del istmo y la retirada de las tropas y todos los barcos de la Corona Española de la nueva nación istmeña.
La falta de presupuesto, el poco armamento militar con el que se contaba y la inseguridad de ser reconquistados por España, pone en peligro el seguir con la aventura independentista del istmo, por lo que se proponen la unión con algunas de las nuevas naciones americanas, entre ellas los vecinos de la unión centroamericana y el Perú, que ese mismo año se habían declarado independientes, el 15 de septiembre y el 28 de julio, respectivamente, Sin embargo, los patriotas panameños admirando el liderazgo y la visión de Simón Bolívar, por la previa pertenencia del istmo al Virreinato de Nueva Granada, toman la medida de unirse voluntariamente a la Gran Colombia, una nueva nación ratificada ese mismo año en el congreso de Cúcuta bajo los ideales de Bolívar.

### Época departamental

#### Unión a la Gran Colombia

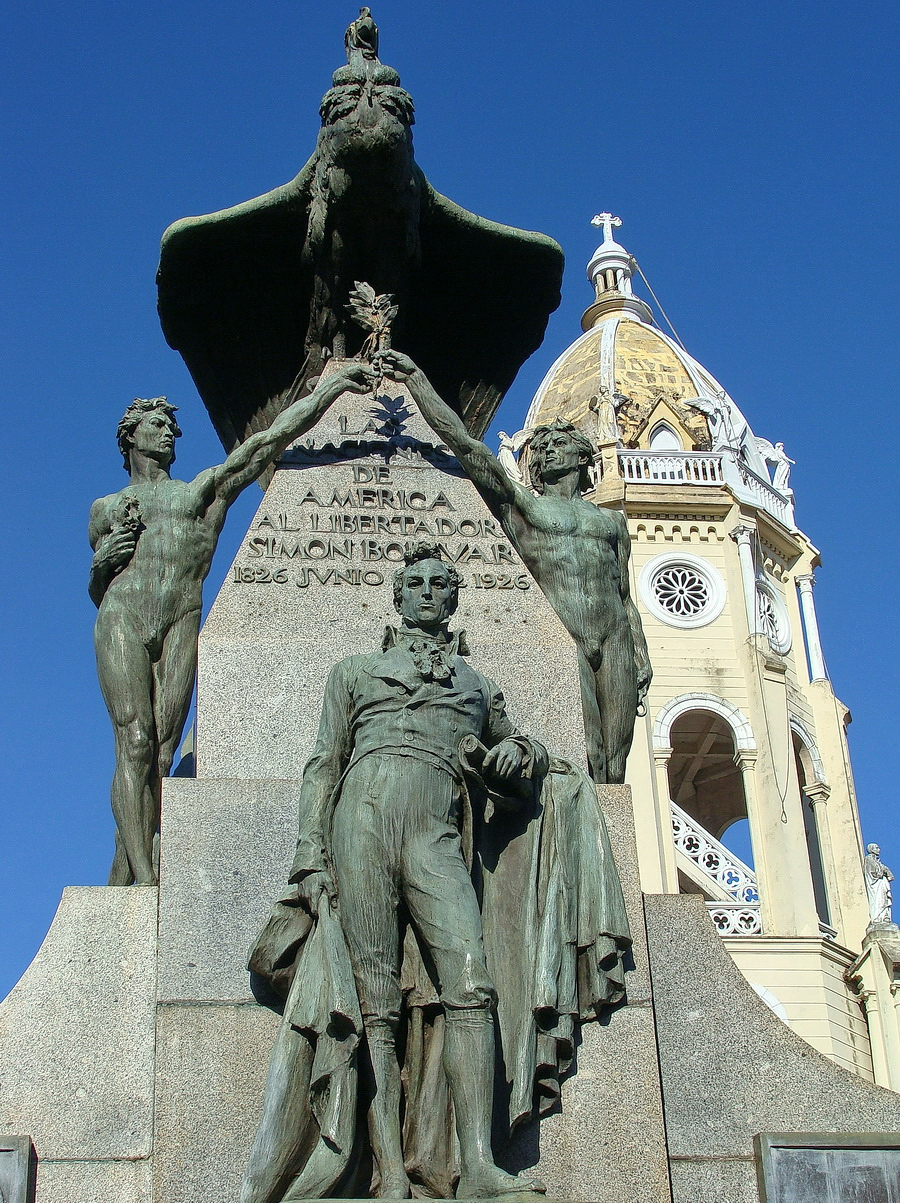
Monumento a Simón Bolívar en la Ciudad de Panamá.

Declarada su independencia de España, el 28 de noviembre de 1821, los gobernantes de Panamá tomaron la decisión de unirse voluntariamente a la Gran Colombia, la cual estaba conformada por los territorios que pertenecieran al Virreinato de Nueva Granada, la cual incluía a la Real Audiencia de Panamá. 
El Congreso Anfictiónico de junio de 1826, bajo el ideal de Simón Bolívar, reunió en la Ciudad de Panamá a representantes de los nuevos países del continente americano como Argentina, Bolivia, Brasil, Centroamérica, Estados Unidos, Colombia, Chile, México y Perú, como una confederación en defensa del continente contra posibles acciones de la Liga de la Santa Alianza conformada por las potencias europeas y sus reclamaciones de territorios perdidos en América.
Tentativa de separación de Panamá en 1826
En 1826, mismo año en que se celebró en la capital istmeña el famoso Congreso internacional Bolivariano, Panamá rechazó la constitución bolivariana, mas este notable acontecimiento no fue óbice para que en ese año se produjese la primera tentativa de separación. Sucede que el congreso colombiano hacía caso omiso de las solicitudes de franquicias comerciales para el istmo, lo cual frustraba las aspiraciones de los comerciantes istmeños. En consecuencia, surgió un movimiento separatista para convertir a Panamá en un país hanseático, bajo la protección del Reino Unido y los Estados Unidos. El movimiento fue, sin embargo, reprimido por los militares colombianos destacados en el istmo.
La desintegración de la Gran Colombia y los intentos separatistas en 1830 y 1831

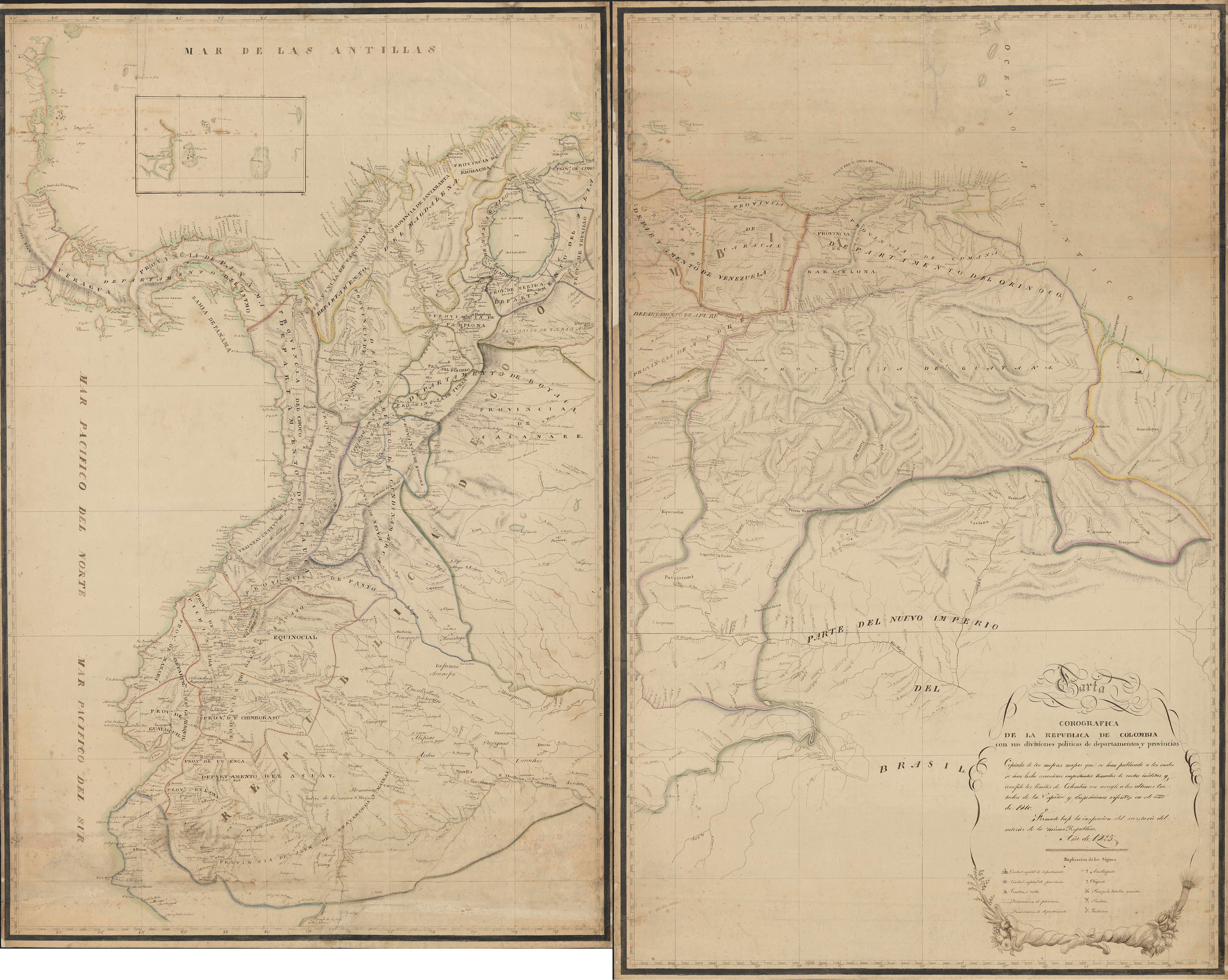
Mapa de la antigua República de Colombia.

En 1830 surgió un movimiento que intentó la separación de Panamá de la Gran Colombia, la cual atravesaba un período de caos político. Este enorme país se disolvió a finales de la década de 1820 e inicios de la siguiente, por las diferencias políticas que existían entre partidarios del federalismo y el centralismo, así como por las tensiones regionales entre los pueblos que integraban la república. Venezuela y Ecuador tomaron la decisión de separarse de la confederación, el general Antonio José de Sucre había sido asesinado y Bolívar desistió del gobierno. El general José Domingo Espinar, Comandante Militar del Istmo, declaró la separación de Panamá el 26 de septiembre de 1830, al no estar de acuerdo con la inestabilidad del gobierno de Joaquín Mosquera, sucesor de Bolívar. Espinar le ofreció a Bolívar el gobierno del istmo, para que luchara por la adhesión de los demás países de la confederación. Sin embargo, Bolívar se encontraba enfermo y declinó el ofrecimiento, pidiéndole a Espinar que reintegrara el Istmo de nuevo a Colombia. Panamá fue reintegrada a la confederación el 11 de diciembre de 1830. 
El general Fábrega no apoyaba la decisión de reintegro del istmo por parte de Espinar y se marchó hacia Veraguas, dejando a cargo del control militar de la Ciudad de Panamá al coronel Juan Eligio Alzuru. Los enemigos de Espinar convencen a Alzuru de aprisionarlo y enviarlo al destierro. Con la idea de proclamarse dictador, Alzuru busca apoyo en el pueblo panameño y su sentido nacionalista, dando como resultado la Separación de Panamá del 9 de julio de 1831. Alzuru se convirtió en dictador y perdió el apoyo de la población panameña. La llegada al istmo del coronel Tomás Herrera, en cooperación con Fábrega y demás panameños ilustres, Alzuru es apresado y fusilado y el istmo vuelve a unirse a la Nueva Granada.

#### Unión de Panamá a la República de la Nueva Granada
Separados de la Gran Colombia, los departamentos que conformaban las regiones del norte y sur, surgieron dos nuevos países denominados Estado de Venezuela y Estado del Ecuador.
Las provincias que geográficamente ocupaban la parte central de la desintegrada Gran Colombia, que en ese entonces comprendía los antiguos departamentos de Boyacá, Cauca, Cundinamarca, Magdalena e Istmo, decidieron formar un nuevo estado.
Mediante el Convenio de Apulo (llevado a cabo el 28 de abril de 1831), el general Rafael Urdaneta, último presidente de la Gran Colombia, entregó el mando a Domingo Caicedo (3 de mayo de 1831). El nombre provisorio adoptado por la república granadina a partir de ese momento, fue proclamado como Estado de Nueva Granada.
El 29 de febrero de 1832 la Convención Nacional, conformada por los representantes de las provincias de Antioquía, Barbacoas, Bogotá, Cartagena, Mompós, Neiva, Pamplona, Panamá, Pasto, Popayán, Socorro, Tunja, Vélez y Veraguas, sancionó una nueva constitución por medio de la cual el país pasaba a denominarse República de la Nueva Granada.
Separación de Panamá de la Nueva Granada y la Creación del Estado del Istmo de 1840

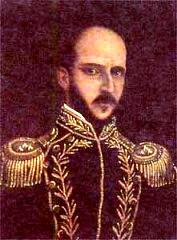
General Tomás Herrera.

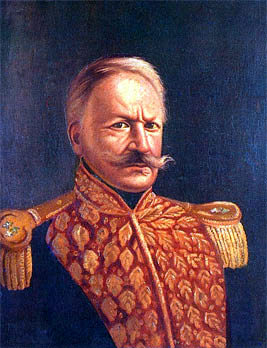
José María Obando.

El Estado del Istmo fue una antigua república independiente que abarcaba el istmo de Panamá; se constituyó el 18 de noviembre de 1840, separándose de la República de la Nueva Granada.
A excepción de la separación definitiva en 1903, sería el más exitoso de los intentos de
separación que tendría Panamá. Su único jefe de Estado fue el general Tomás Herrera. La independencia no fue reconocida por la Nueva Granada, aunque sí fue reconocida internacionalmente por Costa Rica.
La guerra granadina de 1839 al mando de general José María Obando, quien 10 años atrás asesinara a Sucre, lanzó a la región a un conflicto armado, al cual los habitantes del istmo se sentían ajenos y preferían evitar. Desistiendo de entrar a la guerra, se creó una junta popular reunida en la Ciudad de Panamá el 18 de noviembre de 1840, para declarar la separación de Panamá de la Nueva Granada por segunda vez, bajo el nombre del Estado del Istmo. Encabezado por el coronel Tomás Herrera, se redacta la primera constitución panameña, se organiza la economía y las instituciones políticas de la nación. Costa Rica y EE. UU. reconocieron al nuevo país. Tras meses de negociación el gobierno de Bogotá logra convencer al coronel Herrera de reintegrar al istmo bajo el acuerdo de no emprender castigo contra los secesionistas istmeños. Haciendo caso omiso a lo acordado, una vez reintegrado el istmo, el coronel Herrera es desterrado y borrado del escalafón militar.
Al reintegrarse el istmo de Panamá a la Nueva Granada en 1841, las autoridades neogranadinas contemplaron la idea de negociar con el Reino Unido, Francia y EE. UU., garantías para que la Nueva Granada mantuviera el control y soberanía sobre el Istmo de Panamá y sus habitantes. Con ese propósito, el ministro de Relaciones Exteriores de la Nueva Granada, Manuel María Mallarino y el encargado de los negocios estadounidenses Benjamin Bidlack, firman el 12 de diciembre de 1846 el tratado Mallarino-Bidlack, en donde la Nueva Granada le solicitaba a EE. UU. que le garantizara la posesión y soberanía del Istmo de Panamá, ofreciéndole a cambio ventajas para el transporte a través del territorio panameño de sus mercancías, correos y pasajeros. Asimismo, los Estados Unidos se compromete a garantizar la neutralidad del istmo y el libre tránsito entre los océanos Pacífico y Atlántico, produciéndose la entrada del ejército estadounidense en territorio panameño y abriendo la puerta al intervencionismo en Panamá. Con este tratado se inician formalmente las relaciones entre Panamá y los Estados Unidos, trayendo como consecuencia un retraso de la separación del Istmo de Panamá de la Nueva Granada, al impedir movimientos de emancipación durante la segunda mitad del siglo XIX.
Segunda Separación de Panamá de la Nueva Granada
En 1850 el general José Domingo Espinar y E. A. Teller, editor del periódico "Panamá Echo", llevan a cabo una revolución la madrugada del 29 de septiembre, que termina con la segunda separación de Panamá de la Nueva Granada. Obaldía, gobernador del Istmo, no estaba de acuerdo con esta separación ya que veía al istmo todavía no preparado para asumir el control de su destino, convenciendo de desistir y reintegrar nuevamente al istmo.

#### La Confederación Neogranadina y la Creación del Estado Federal de Panamá

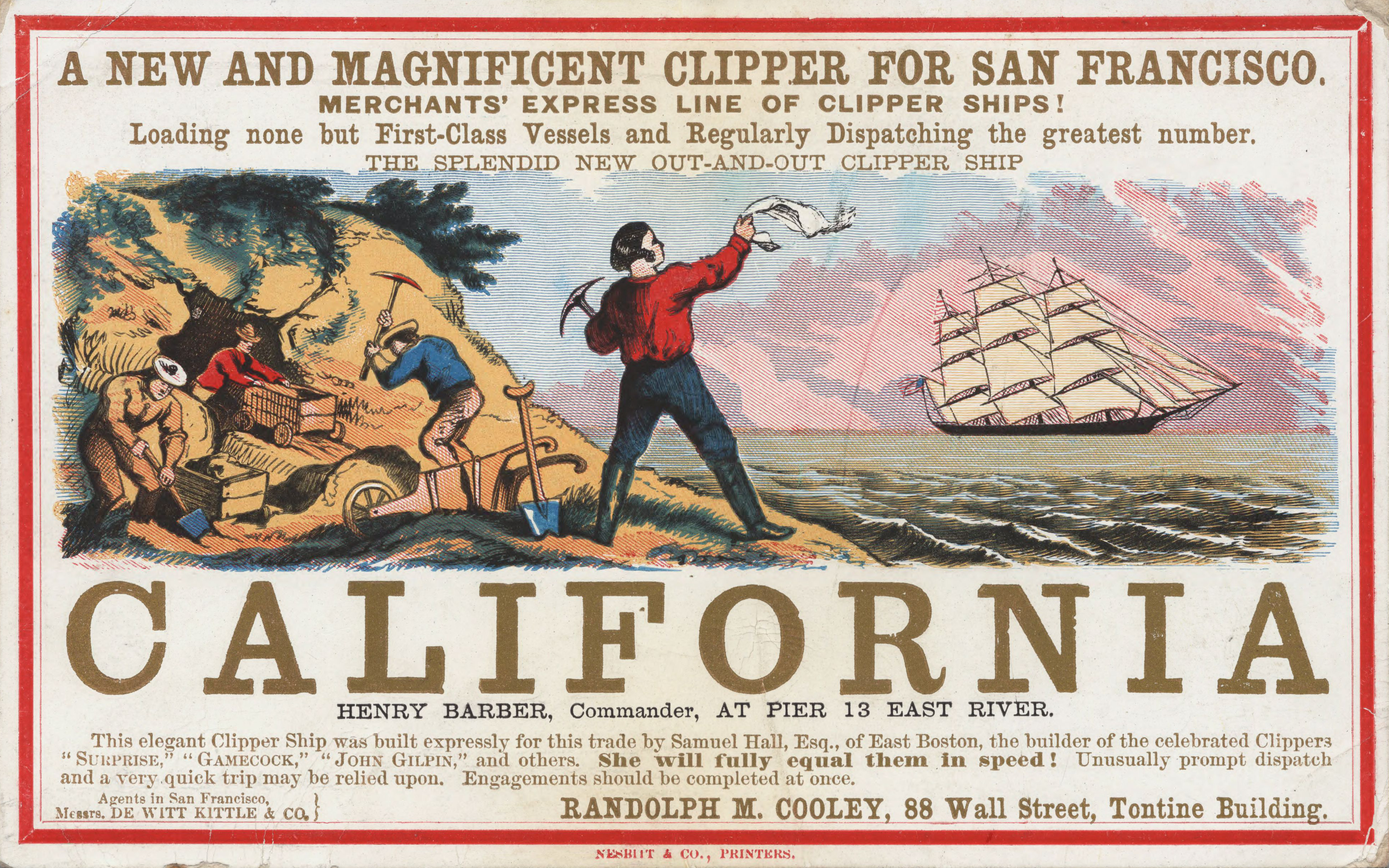

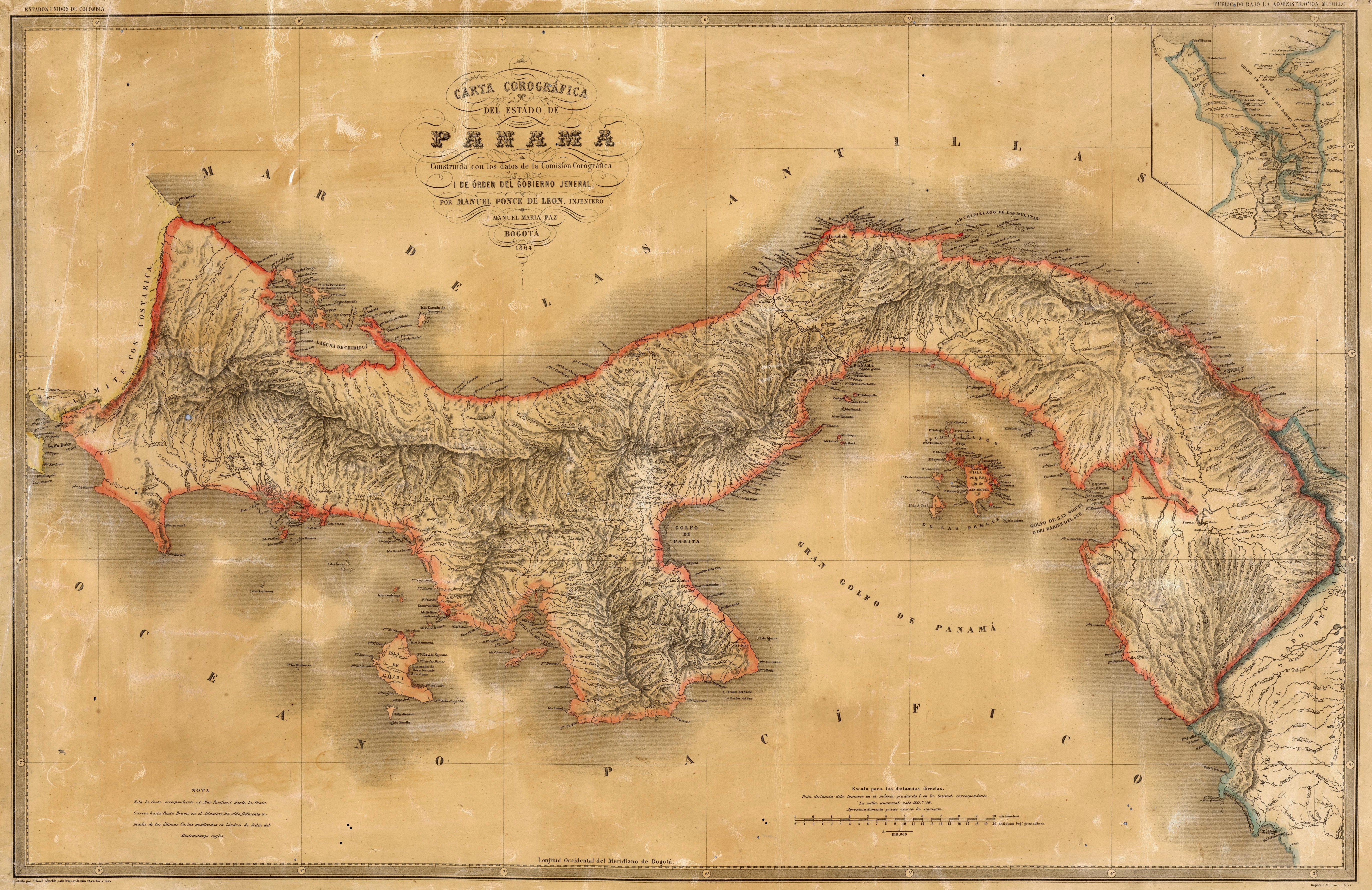
Estado Federal de Panamá, 1865.

La estructura centralista que se venía implantando en la República de la Nueva Granada después de la disolución de la Gran Colombia y que fue ratificada por la constitución de 1843, fue rápidamente afectada por los sentimientos separatistas de las diferentes regiones del país, particularmente en aquellas muy lejanas de la capital como fueron las que se encontraban en el istmo de Panamá, las cuales demandaban autonomía interna.
Justo Arosemena, estadista elegido representante del Istmo ante el Congreso Granadino, considerado el principal teórico de la nacionalidad panameña, logró el 27 de febrero de 1855 que se incorporase a la constitución, por medio de un Acto Legislativo, la creación del Estado Federal de Panamá, el primer estado federal dentro de la Nueva Granada: Panamá.
La fiebre del oro en California, produjo la migración de viajeros de todo el mundo por diversas rutas, convirtiendo a Panamá como la vía más corta y factible entre el levante y el poniente del continente americano, haciendo retomar la idea de la construcción de vías de comunicación como canales y ferrocarriles para el paso de mercancías y pasajeros. Los derechos para la construcción y administración de la obra por parte de los Estados Unidos en territorio panameño fueron negociados por el gobierno de Bogotá a través del Convenio Paredes-Stephens. El 28 de enero de 1855 se inaugura el ferrocarril de Panamá por parte del presidente de la Nueva Granada, el panameño José de Obaldía, como una de las obras de ingeniería más importantes de esa época que atravesaba el istmo. Bajo el liderazgo de William J. Aspinwall, John L. Stephens y James L. Baldwin, se completa la construcción del ferrocarril, demostrando un gran valor y resistencia a los intensos trabajos y lucha contra las enfermedades.

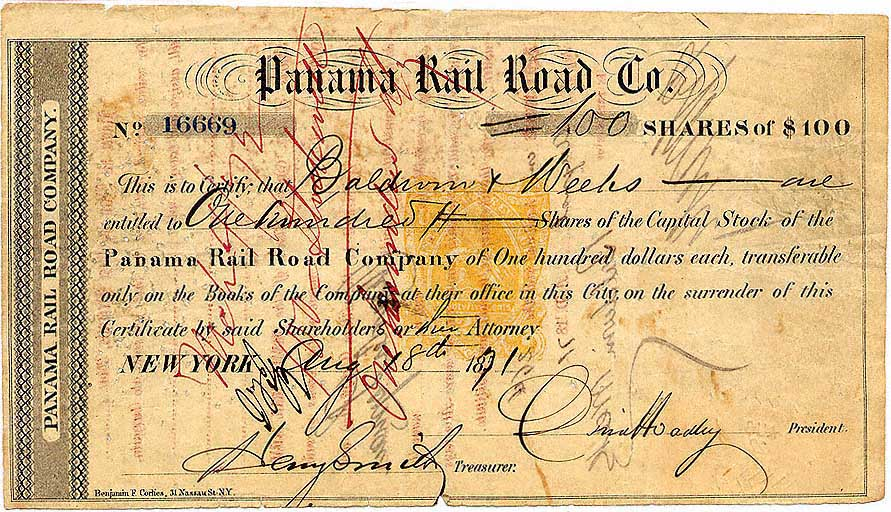
Certificado por 100 acciones de Panama Railroad Company (Cert #16669) fechado en Nueva York, el 18 de agosto de 1871. (The Cooper Collections).

El Incidente de la tajada de sandía
El 15 de abril de 1856 ocurrió una serie de hechos violentos entre panameños y estadounidenses conocidos como el incidente de la «tajada de sandía». El estadounidense Jack Olivier, decide comprarle al panameño José Manuel Luna una tajada de sandía, la cual se comió y por la que se negó a pagar un real o 5 centavos de dólar. Esto generó una discusión que finalizó cuando Olivier sacó un arma y disparó, escapando luego del lugar. Esto provocó una pelea entre panameños y estadounidenses, donde se termina por incendiar las instalaciones del ferrocarril, provocando que los soldados estadounidenses reprimieran a la población panameña, con un saldo de 16 muertos estadounidenses y 2 muertos panameños. El gobierno de Estados Unidos acusó a la Policía de Nueva Granada de haberse puesto de parte de los panameños y permitirles asaltar y saquear propiedades estadounidenses, indicando la incapacidad de mantener el orden y suministrar protección adecuada para el tránsito estadounidense por Panamá.
El 19 de septiembre de ese año, el ejército estadounidense desembarca un destacamento militar para la protección de la estación de ferrocarril y restablecer el orden en la Ciudad de Panamá. Esta ocupación es considerada el primer caso de intervención armada en Panamá por parte del gobierno estadounidense, con el motivo de garantizar la neutralidad y el libre tránsito a través del istmo. El 10 de septiembre de 1857 el gobierno neogranadino acepta su culpabilidad y firma el Tratado Herrán-Cass, pagando una indemnización de $412 394 (dólares estadounidenses en oro), por los daños causados por los panameños.

#### El Estado Soberano de Panamá dentro los Estados Unidos de Colombia

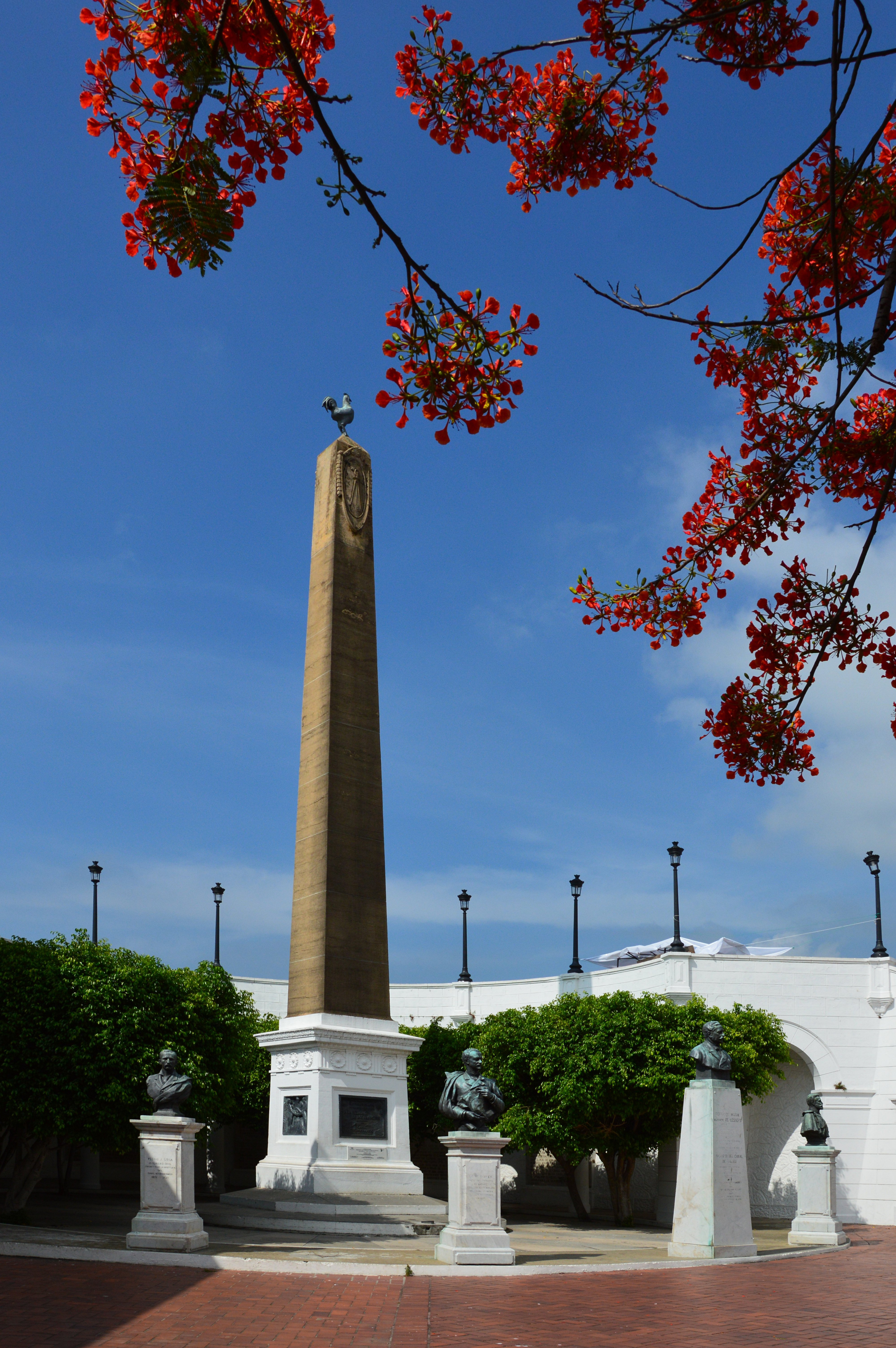
Las Bóvedas de la Plaza de Francia, para conmemorar a los franceses que murieron en la construcción del canal.

Mediante la Constitución Política de Colombia de 1863, Panamá se convirtió en Estado Soberano bajo el esquema que constituyó a los Estados Unidos de Colombia en una nación federalista.

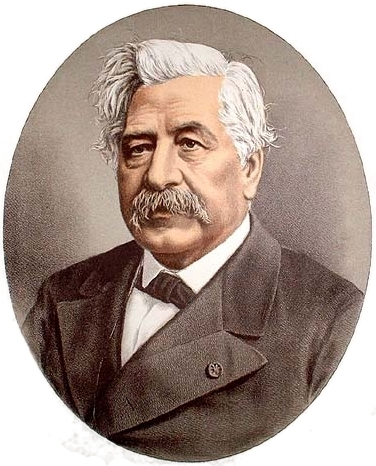
Ferdinand de Lesseps.

El 5 de julio de 1874 se funda la Compagnie Universelle du Canal Interocéanique por parte del conde De Lesseps, con el propósito de construir un canal a nivel por Panamá. Los franceses iniciaron los trabajos en enero de 1881, pero los grandes gastos y el poco control existente, sumado al desconocimiento de la forma de transmisión de enfermedades en la región como la fiebre amarilla y la malaria se convirtieron en el principal obstáculo para la construcción del canal. Entre los trabajadores altamente calificados que llegaron al istmo para la construcción del canal por parte de Francia se encontraba el ingeniero francés Philippe Bunau-Varilla, graduado de la École Polytechnique y de la École de Ponts et Chaussées, que a la edad de 27 años es designado Jefe Interino de la Compañía del Canal.

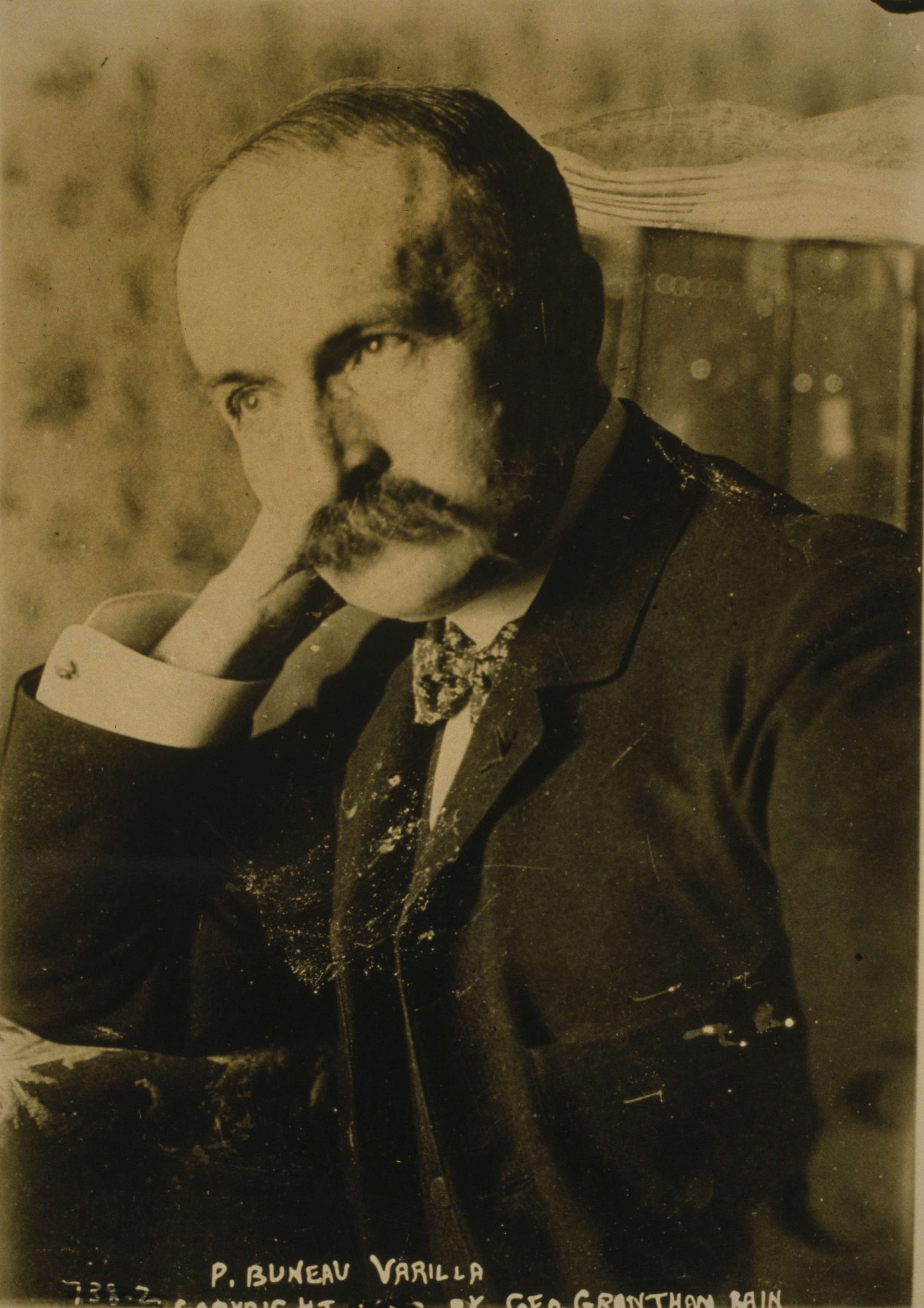
Philippe Bunau-Varilla.

La Compagnie Universelle du Canal de Panama fue intervenida y liquidada el 15 de septiembre de 1889. Como causas probables para explicar el fracaso se indican una mala administración, corrupción, alta mortalidad por enfermedades tropicales y la no aceptación por parte del Conde de Lesseps de no cambiar el proyecto de canal a nivel por uno de esclusas, como alternativa y recomendación de ingeniería para poder concluir la obra. En esfuerzos desesperados por salvar los dineros de la compañía, se autoriza a vender activos y derechos en el istmo a los Estados Unidos, por parte de Bunau-Varilla. La aventura francesa en el istmo duró diez años a un costo aproximado de 1400 millones de francos y una pérdida de vidas humanas cercana a los 20 000 muertos.

#### El Departamento de Panamá en la República de Colombia
Con la Constitución Política de Colombia de 1886, Panamá se convirtió en departamento de la República de Colombia, sometido a la autoridad directa del Gobierno, y administrado con arreglo a leyes especiales. Entre 1899 y 1902 se desata la guerra de los Mil Días entre liberales y conservadores, convirtiendo al istmo en un sangriento campo de batalla donde muere gran parte de la juventud panameña, como lo reflejan la Batalla del puente de Calidonia en julio de 1900 y la Batalla de Aguadulce en febrero de 1901. El 22 de noviembre de 1902 conservadores y liberales firmaron en el barco de guerra estadounidense «Wisconsin», el pacto llamado la «Paz del Wisconsin», donde se da por terminado el conflicto. En noviembre de 1902 es capturado Victoriano Lorenzo, con el argumento de que no compartía el acuerdo de paz y que tomaría de nuevo las armas. El gobierno colombiano, temeroso de que el guerrillero panameño fuera puesto en libertad decide condenarlo a muerte presentándolo como un delincuente común. El 15 de mayo de 1903 es ejecutado en la Ciudad de Panamá el caudillo liberal Victoriano Lorenzo. Su cadáver nunca fue entregado a sus familiares y amigos.
En enero de 1903 se firma el Tratado Herrán-Hay entre Estados Unidos y Colombia para finalizar la construcción del canal por territorio panameño, el cual luego no fue ratificado por el senado colombiano el 12 de agosto.

### Separación de Colombia

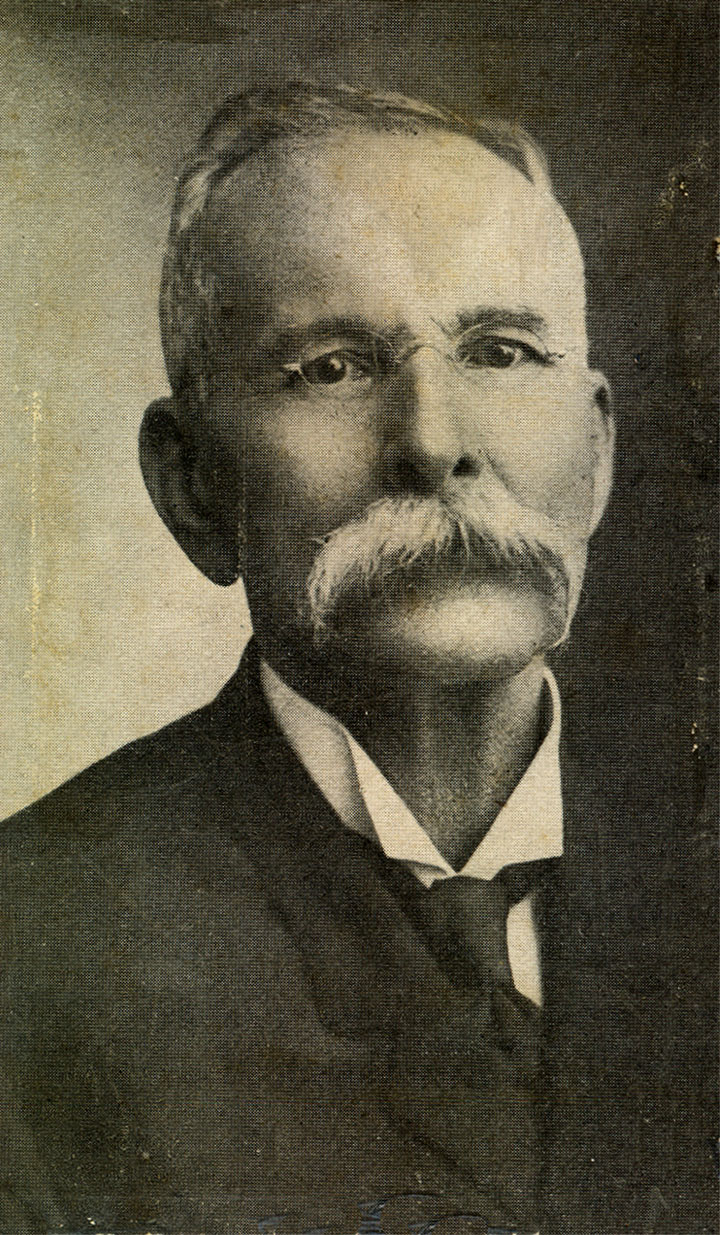
Manuel Amador Guerrero.

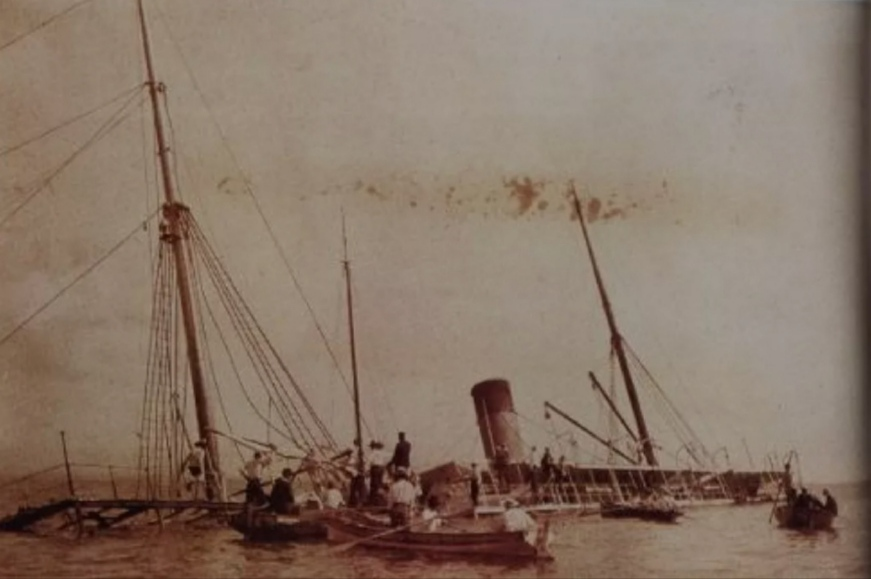
Hundimiento del barco Lautaro en Panamá, 1902

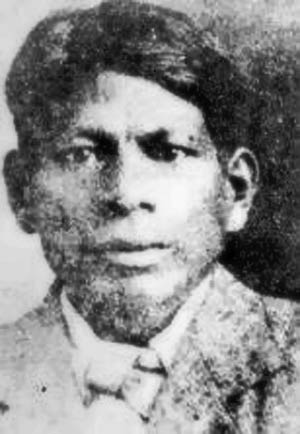
Victoriano Lorenzo.

Si bien es cierto que la independencia panameña de España fue un movimiento ajeno a la revolución bolivariana, la unión voluntaria del istmo a la Gran Colombia, en busca de un mejor futuro bajo el liderazgo de Simón Bolívar, fue una decisión tomada por los istmeños en 1821, la cual estuvo marcada por las situaciones adversas vividas en las diferentes repúblicas colombianas como guerras civiles, enfrentamientos políticos y una mala situación económica.
Luego de 17 intentos de separación y 4 separaciones declaradas con un posterior reintegro a Colombia, el fracaso de la construcción del canal por parte de los franceses, la guerra de los Mil Días trasladada a territorio panameño, el fusilamiento del caudillo liberal Victoriano Lorenzo, el rechazo del senado colombiano al tratado Herrán-Hay para la construcción del canal interoceánico por parte de los Estados Unidos sirven de detonante para un nuevo movimiento separatista liderado por José Agustín Arango, Manuel Amador Guerrero, Carlos Constantino Arosemena, General Nicanor A. De Obarrio, Ricardo Arias, Federico Boyd, Tomás Arias y Manuel Espinosa Batista.
Según algunos historiadores, el político istmeño José Agustín Arango conspiró en secreto con inversionistas de Wall Street la preparación del movimiento separatista y conformó una junta revolucionaria clandestina destinada a separar el istmo de la soberanía colombiana, y así poder negociar directamente con Estados Unidos la construcción del canal interoceánico por Panamá, ya que los Estados Unidos exploraba la posibilidad de la construcción de la vía entre Nicaragua y Costa Rica. Por su parte, Manuel Amador Guerrero viajó en secreto a Estados Unidos en busca de apoyo para el plan. Asimismo, el movimiento obtuvo en Panamá el respaldo de importantes jefes liberales y el apoyo del comandante militar Esteban Huertas, acordándose la puesta en marcha del plan separatista para un día no definido del mes de noviembre de 1903.
Los insistentes rumores sobre un movimiento en Ciudad de Panamá, hicieron que Colombia movilizara al Batallón Tiradores desde Barranquilla, con instrucciones para reemplazar al Gobernador José Domingo de Obaldía y al General Esteban Huertas, quienes ya no gozaban de confianza por parte del gobierno de Bogotá.
La mañana del 3 de noviembre de 1903, desembarca en Ciudad de Colón el Batallón Tiradores, al mando de los generales Juan B. Tovar y Ramón G. Amaya. El contingente armado debió ser transportado hacia la Ciudad de Panamá a través del Ferrocarril de Panamá, quienes actuaron en complicidad con el movimiento separatista. Sin embargo los generales y altos oficiales accedieron a transportarse a la Ciudad de Panamá sin sus tropas.
Una vez llegados a Ciudad de Panamá, Tovar, Amaya y sus oficiales fueron arrestados por órdenes del general Esteban Huertas, quien comandaba el Batallón Colombia, de cuya jefatura pretendían reemplazar.
La decisión del general Huertas de apoyar el movimiento separatista y arrestar a los generales colombianos dependió del apoyo que le brinda el general Domingo Díaz quien junto al pueblo del arrabal de Santa Ana tomaron las armas, formando un ejército de más de mil panameños listos a defender la separación. La flota naval anclada en la bahía de Panamá se rindió sin oponer resistencia.
En Colón quedó la tropa del Batallón Tiradores bajo el mando del coronel Eliseo Torres, quienes fueron sometidos por las fuerzas separatistas y obligados a zarpar del istmo rumbo a Colombia.
La Ciudad de Panamá se encontraba conmocionada y en los barrios se escuchaban los gritos de celebración y festejo de la naciente República de Panamá. En la noche del 3 de noviembre de 1903 el Consejo Municipal de la Ciudad de Panamá, presidido por Demetrio H. Brid se reunió bajo la voluntad del pueblo de ser libre y de establecer un gobierno propio, independiente, y soberano, sin la subordinación de Colombia, bajo el nombre de República de Panamá, decisión que halló inmediatamente respaldo en el resto del país en los subsigientes días en poblados como Natá de los Caballeros, Chitré, Soná, Santiago de Veraguas entre otros. Ante el surgimiento de un gobierno de facto, Demetrio H. Brid se convirtió entonces en el primer Presidente de facto de la República de Panamá.

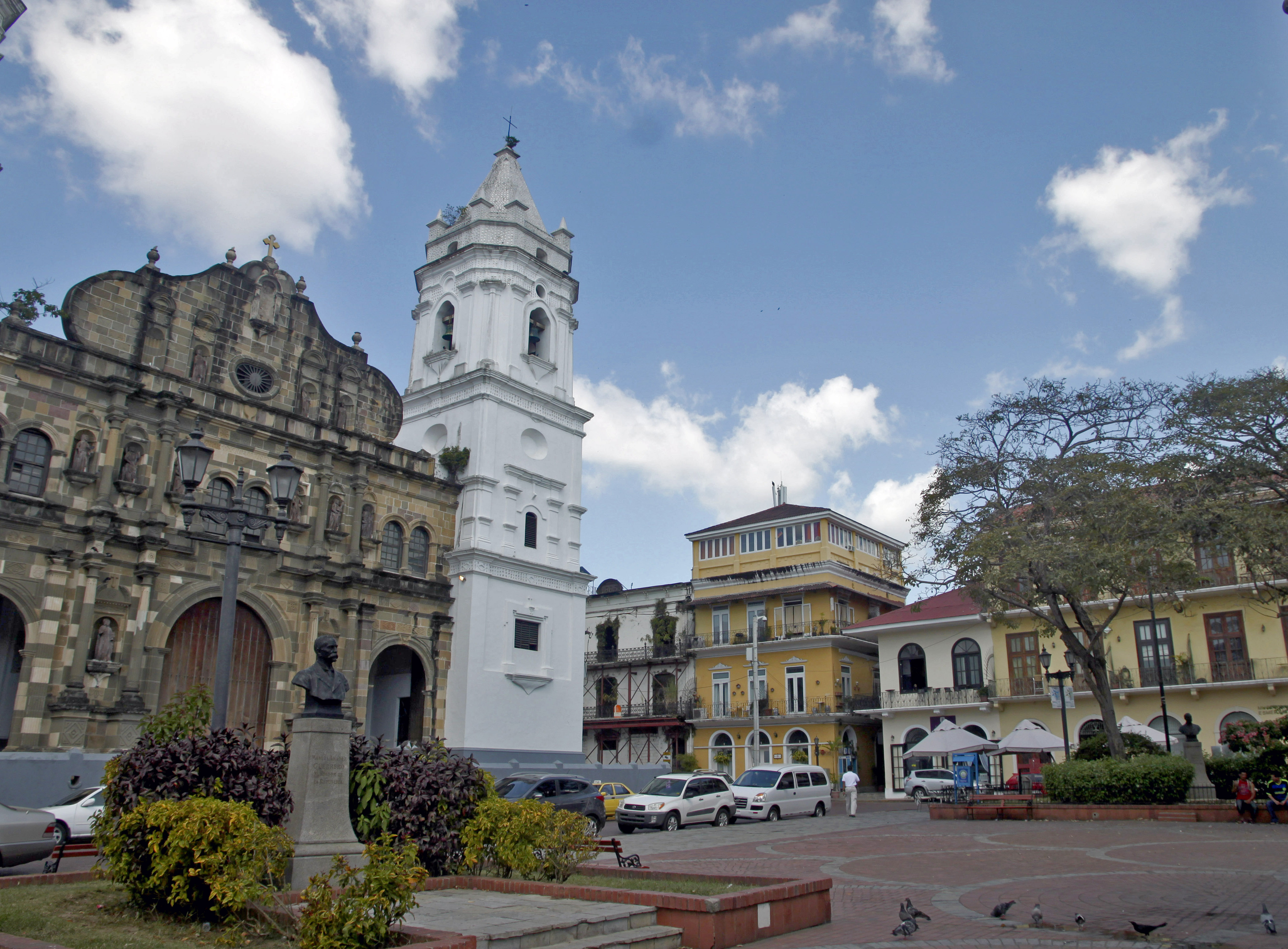
La Catedral Metropolitana y la Plaza de la Independencia, en el Casco Antiguo de Panamá.

El Consejo Municipal de Panamá, por intermedio de su Presidente, estableció el 4 de noviembre a una Junta Provisional de Gobierno, quedando conformada por José Agustín Arango (Presidente), Federico Boyd y Tomás Arias, quienes ejercieron funciones hasta el 19 de febrero de 1904 cuando la Convención Nacional Constituyente designó a Manuel Amador Guerrero como primer Presidente Constitucional de la República de Panamá.
Hubo varios intentos por parte del gobierno colombiano para revertir la separación del istmo, desde reuniones de alto nivel entre representantes de Bogotá y Ciudad de Panamá, ofrecimientos políticos como la aprobación del tratado del canal que había sido rechazado y el traslado de la capital de Colombia a Ciudad de Panamá, así como un fracasado intento de invasión militar a través de las selvas del Darién y hasta la invocación del tratado Mallarino-Bidlack que exigía a Estados Unidos someter militarmente al pueblo panameño a fin de restablecer una soberanía colombiana sobre el istmo. Sin embargo la decisión para los panameños ya estaba tomada y la República de Panamá fue rápidamente reconocida por las naciones latinoamericanas, los Estados Unidos y las potencias europeas.
El 30 de marzo de 1922, el Congreso de Estados Unidos ratificó el tratado Thompson-Urrutia, tratado que fue firmado en 1914, que concedía a Colombia una indemnización por 25 millones de dólares, con el propósito de «eliminar todas las desavenencias producidas por los acontecimientos políticos ocurridos en Panamá en 1903», además de otorgarle a Colombia el derecho a tránsito gratuito por el canal para buques de guerra y tropas. A raíz de dicho tratado se produce el intercambio de embajadores, Nicolás Victoria Jaén por Panamá y Guillermo Valencia por Colombia, lo que marca el inicio de relaciones diplomáticas y el reconocimiento de ambos países.

### Época republicana

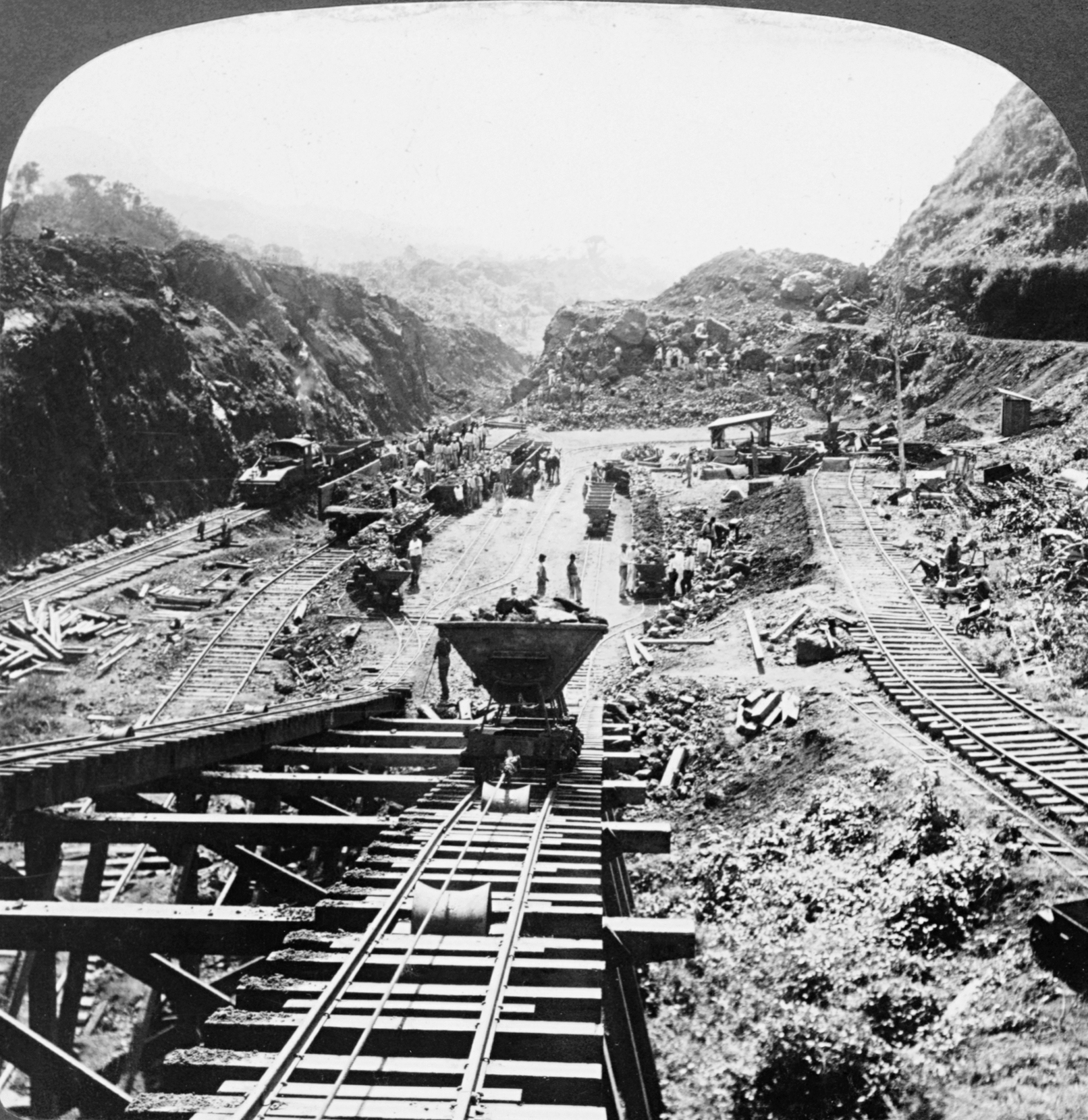
Trabajos de construcción del Corte Culebra del Canal de Panamá, año 1907.

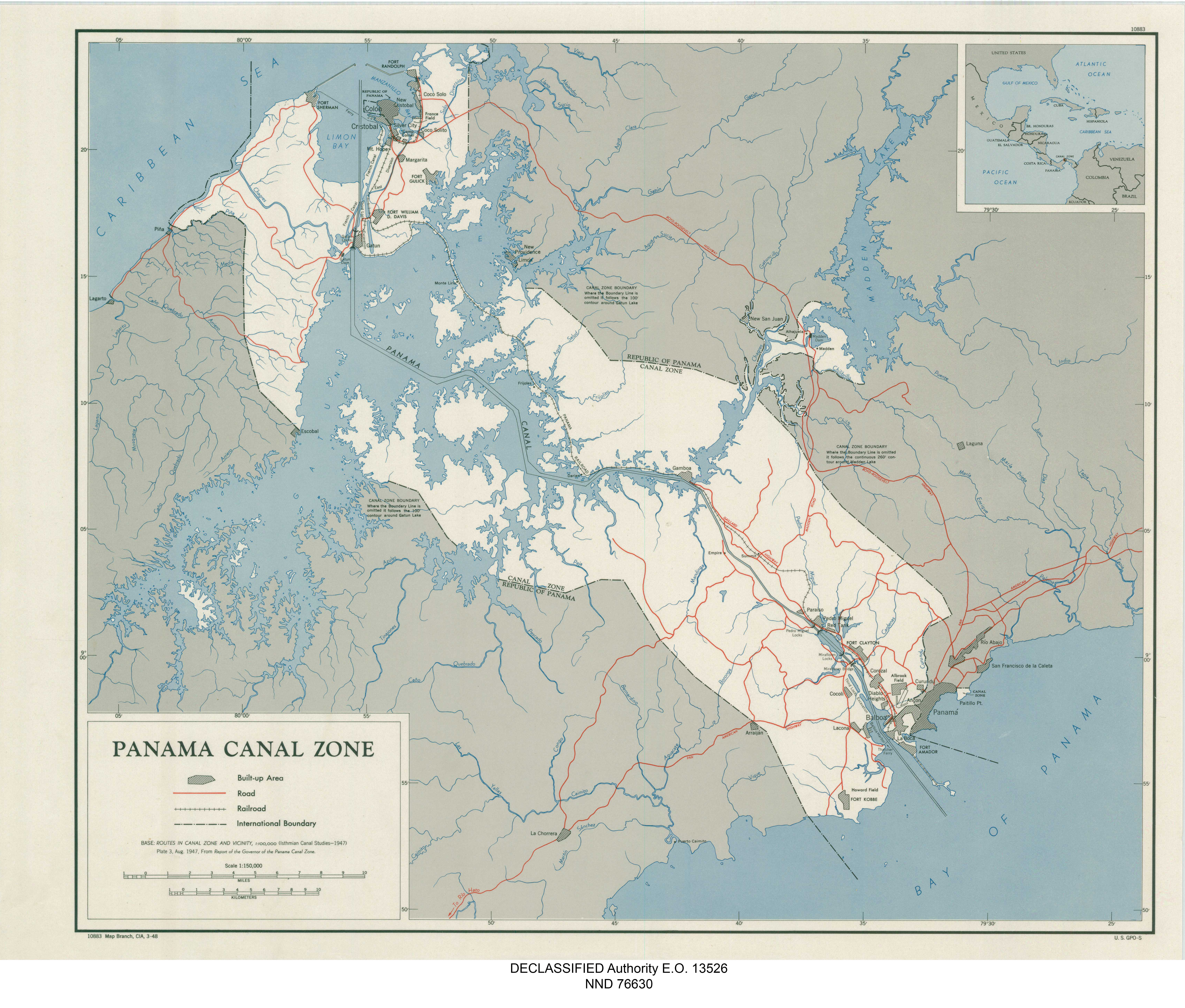
Zona del Canal de Panamá, ocupada por soldados y ciudadanos de EE. UU. entre 1903 y 1979.

Una vez declarada la Separación de Panamá de Colombia, el nuevo gobierno por medio de su embajador plenipotenciario Philippe-Jean Bunau-Varilla, logra la firma de un tratado para la construcción de un canal interoceánico por el istmo con el gobierno de los Estados Unidos de América. El Tratado Hay-Bunau Varilla permitió la construcción de la vía que había quedado inconclusa por el grupo francés de Ferdinand de Lesseps y el gobierno de Colombia. 
La obra de ingeniería fue terminada en 1914 utilizando tecnología avanzada para la época como motores eléctricos con sistemas de reducción para mover las compuertas de las esclusas, sistemas de vías de ferrocarril para movilizar las toneladas de material excavado y la construcción del lago Gatún, el lago artificial más grande del mundo hasta esa época. Algunos aspectos en salud pública resultaron de relevancia ya que se consideraron como uno de los obstáculos que motivaron el fracaso de la empresa francesa. El saneamiento y fumigación de las áreas, así como la reconstrucción de los acueductos y alcantarillados de las Ciudad de Panamá y Colón fueron decisivos.

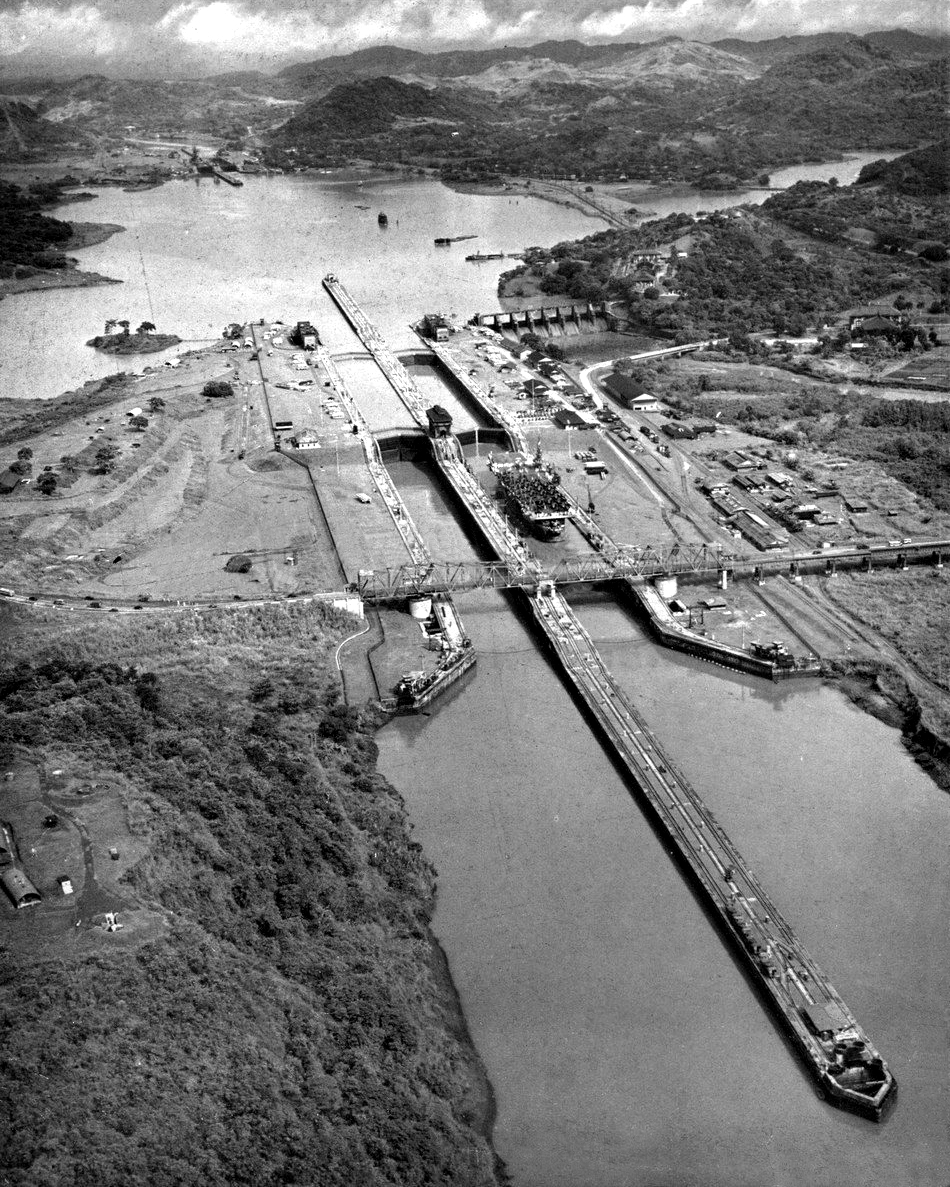
Imagen aérea del canal en 1945, en la época de Panamá durante la Segunda Guerra Mundial

Los tratados del canal concedían la administración de una franja de terreno de 10 millas de ancho a lo largo de la vía interoceánica al gobierno de los Estados Unidos, que aun cuando se reconocía la soberanía de Panamá generó situaciones de conflicto entre ambas naciones en décadas siguientes.
Las controversias políticas surgidas por la interpretación de los tratados, eran consideradas como una amenaza a la soberanía panameña y acentuaban las diferencias entre las autoridades del Istmo y las de la Zona del Canal. En 1914, el presidente Belisario Porras plantea por primera vez la necesidad de un nuevo tratado sobre el canal de Panamá. Ese mismo año comenzó la Primera Guerra Mundial y Panamá se mantuvo neutral hasta el año 1917, cuando se incorporó al bando de los aliados, quienes ganaron la guerra.
El Tratado Arias-Roosevelt de 1936, firmado por los presidentes Harmodio Arias Madrid de Panamá y Franklin Delano Roosevelt de Estados Unidos, anula el principio de la intervención militar estadounidense en los asuntos internos del estado panameño, cambiando el concepto jurídico de país protegido por Estados Unidos para garantizar su independencia. Panamá en la Segunda Guerra Mundial tuvo gran importancia estratégica para Estados Unidos.
En 1948 se crea la Zona Libre de Colón como una institución autónoma del estado panameño, por el presidente Enrique A. Jiménez, a través de una zona franca que aprovecha la posición geográfica, los recursos portuarios y el canal como paso de rutas navieras mundiales.
La firma del Tratado Remón-Eisenhower de 1955, entre los presidentes José Antonio Remón Cantera de Panamá y Dwight David Eisenhower de Estados Unidos, le otorga nuevas ventajas económicas y el pago de arriendos a Panamá por el canal.

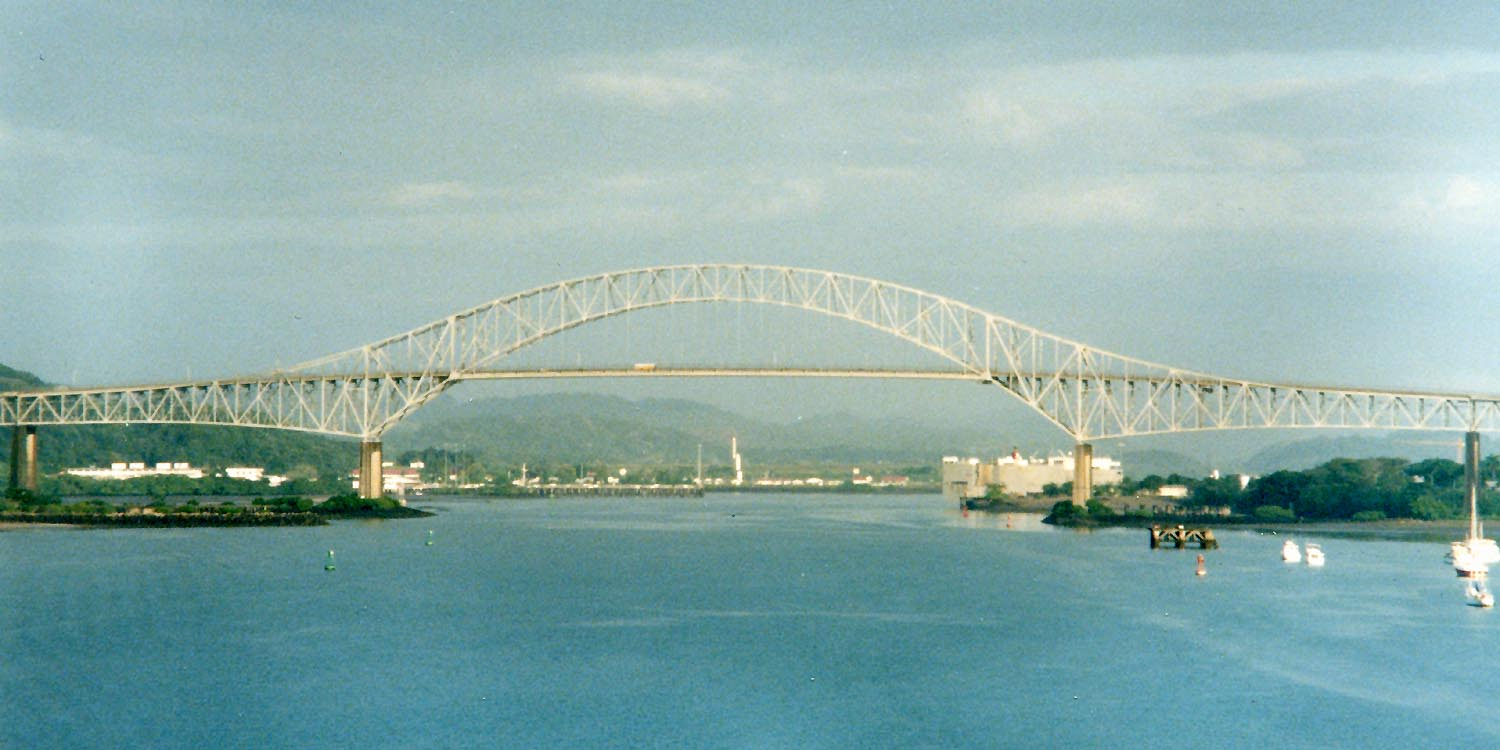
Puente de las Américas

El Puente de las Américas, la estructura sobre el canal de Panamá que une por vía terrestre el istmo, es inaugurado el 12 de octubre de 1962.
El 9 de enero de 1964, estudiantes del Instituto Nacional lideran un movimiento que reclama la izada de la bandera panameña junto a la estadounidense en la zona del canal, según los acuerdos Chiari-Kennedy de 1962, terminando en disturbios estudiantiles y enfrentamientos con la población civil. Como medida para controlar la situación, el gobernador de la Zona del Canal autoriza al ejército estadounidense quien abre fuego contra civiles panameños dejando un saldo de 21 muertos y más de 300 heridos. El Presidente de Panamá Roberto F. Chiari, en una situación sin precedentes en el continente americano, rompe relaciones diplomáticas con los Estados Unidos de América y declara el no reinicio de las mismas hasta que se acordara abrir negociaciones para un nuevo tratado. En abril de ese año, ambas naciones reasumen relaciones diplomáticas y el presidente estadounidense Lyndon Johnson accede a iniciar conversaciones con el propósito de eliminar las causas de conflicto entre ambas naciones.

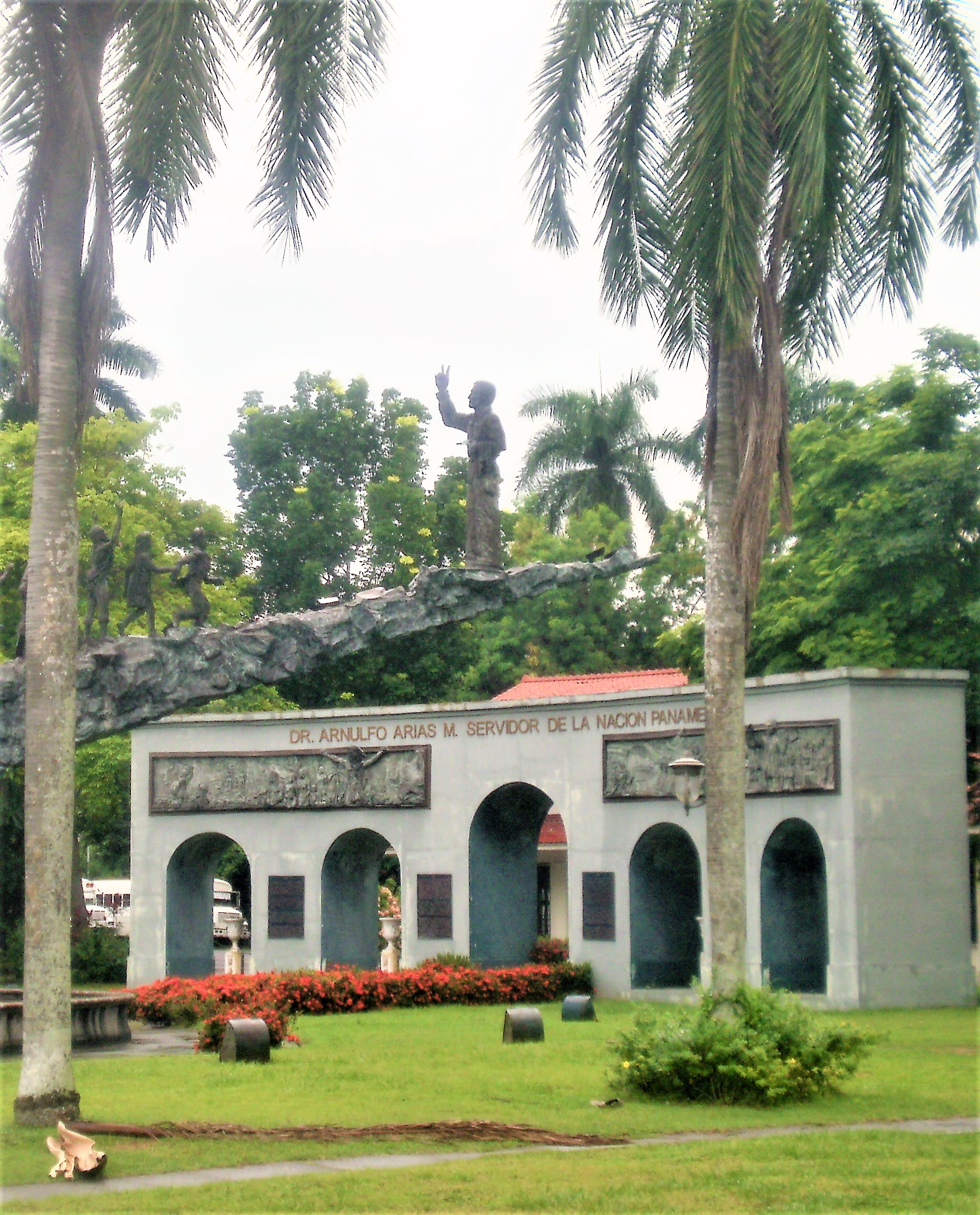
Monumento a Arnulfo Arias Madrid, 3 veces presidente de Panamá, habiendo sido derrocado las 3 veces (Ciudad de Panamá).

En 1965, Panamá y los Estados Unidos firmaron la Declaración Robles-Johnson, entre los presidentes Marco Aurelio Robles de Panamá y Lyndon Johnson de Estados Unidos, en los cuales se tocaron temas como la administración del canal, la exploración para un canal a nivel por una nueva ruta, y la defensa de la vía acuática.

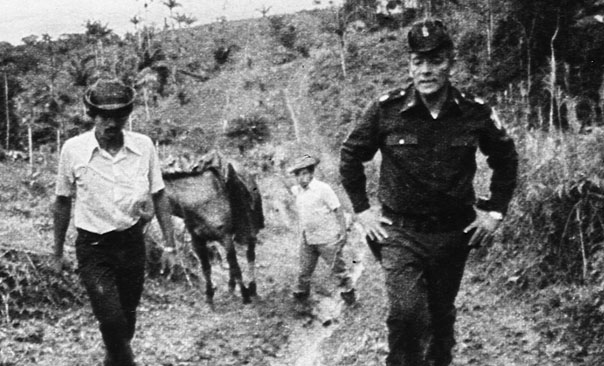
General Omar Torrijos (derecha) acompañando a campesinos del campo panameño. El gobierno de Torrijos fue conocido por sus políticas de redistribución de tierras.

El 11 de octubre de 1968, a solo unos días de haber asumido la presidencia Arnulfo Arias Madrid, los mandos medios de la Guardia Nacional, liderados por Boris Martínez dan un golpe de Estado, en el comunicado oficial los golpistas señalaron que: el intento por violar la voluntad popular en las elecciones legislativas, así como la integración ilegal del Tribunal Electoral, los había llevado a adoptar la decisión de asumir el poder por medio de un gobierno provisional que preparara el retorno al orden democrático. estableciendo el inicio de una dictadura militar que trajo consigo exilios, asesinatos, desapariciones y corrupción al país. Un año después asume el mando de la Guardia Nacional el general de Brigada Omar Torrijos. En 1972 el gobierno militar del general Torrijos emite una nueva Constitución Política en la cual se le reconoce como líder del proceso revolucionario del 11 de octubre y jefe del estado panameño. En 1977 el general Torrijos en calidad de jefe de Estado de Panamá y el presidente de EE. UU., Jimmy Carter, firman los Tratados Torrijos-Carter que establecen la entrega de la administración del canal de Panamá y el abandono progresivo de todas las infrastructuras civiles y militares estadounidenses en el territorio de Panamá. 
Torrijos implementó una política populista, con la inauguración de escuelas y la creación de empleo, la redistribución de tierras agrícolas (que fue la medida más popular de su gobierno). Las reformas fueron acompañadas de un importante programa de obras públicas. También se enfrenta a las multinacionales norteamericanas, que exigen aumentos salariales para los trabajadores y la redistribución de 180 000 hectáreas de tierras no cultivadas. En febrero de 1974, siguiendo el modelo de la OPEP para el petróleo, intentó formar la Unión de Países Exportadores de Banano con los demás Estados centroamericanos para responder a la influencia de estas multinacionales, pero no obtuvo su apoyo. Su política promueve el surgimiento de una clase media y la representación de las comunidades indígenas. En 1981 muere el general Torrijos en un accidente aéreo.

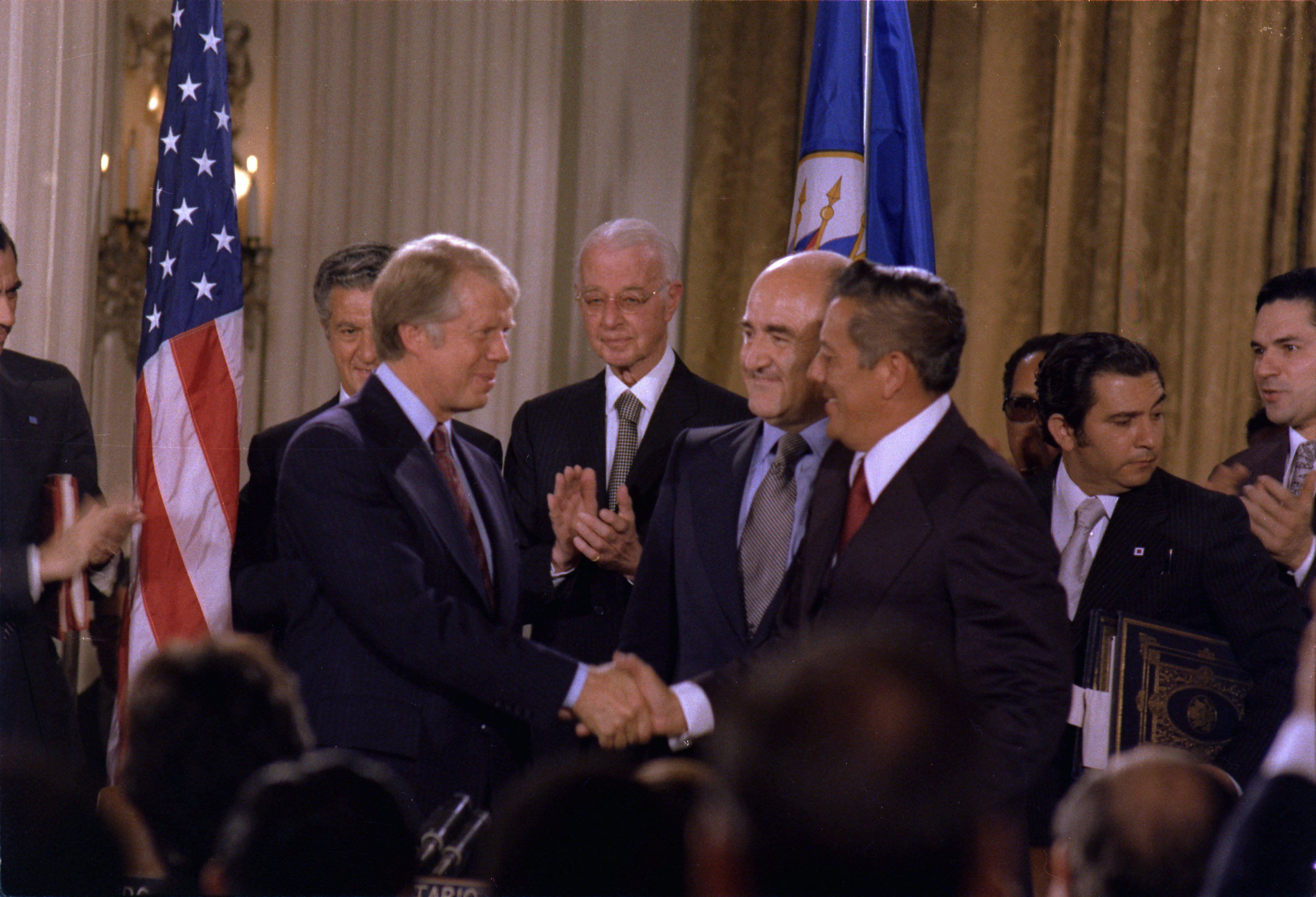
El presidente estadounidense Jimmy Carter y el jefe del gobierno panameño Omar Torrijos después de firmar los Tratados Torrijos-Carter de 1977.

En agosto de 1983 asciende a comandante en jefe de la Guardia Nacional el general de cuatro estrellas, Manuel Antonio Noriega, quien transforma la institución armada en las Fuerzas de Defensa de Panamá. Durante los siguientes años, el país es bloqueado económicamente por Estados Unidos y cae en una recesión económica y social, pues sufre una contracción del PIB por dos años seguidos (1987: -1.8), (1988: -13.3). En mayo de 1989, por instrucciones del general Noriega, son anulados los resultados electorales para elecciones presidenciales, suspendiendo en septiembre la Constitución y asumiendo el control de la nación panameña en calidad de jefe del Gabinete de guerra, declarando a Panamá en estado de guerra con EE. UU. Según fuentes nacionales panameñas, instituciones sociales, organismos gubernamentales y sociedad civil, existen estimaciones de que hubo casi unas 3000 víctimas fatales entre soldados de las Fuerzas de Defensa de Panamá y población civil.
La Comisión para la Defensa de los Derechos Humanos en Centroamérica (CODEHUCA) estimó entre 2500 y 3000 civiles muertos y la Comisión para la Defensa de los Derechos Humanos en Panamá (CONADEHUPA) estimó en 3500 el número de muertos civiles.

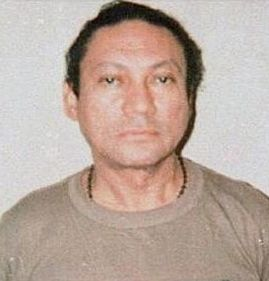
General Manuel Noriega tras su captura por Estados Unidos. Noriega fue el dirigente de facto de Panamá en la década de 1980.

Human Rights Watch estimó mucho menos en 300 muertes de civiles, mientras que las Naciones Unidas estimaron 500 muertes de civiles. Las cifras que estiman miles de bajas civiles fueron ampliamente rechazadas en Panamá.
El 20 de diciembre de 1989 el ejército de EE. UU. invadió Panamá, capturando al general Noriega quien fue llevado ante los tribunales estadounidenses, marcando el fin de la dictadura militar en Panamá. Human Rights Watch describió la reacción de la población civil panameña a la invasión como «generalmente comprensiva».

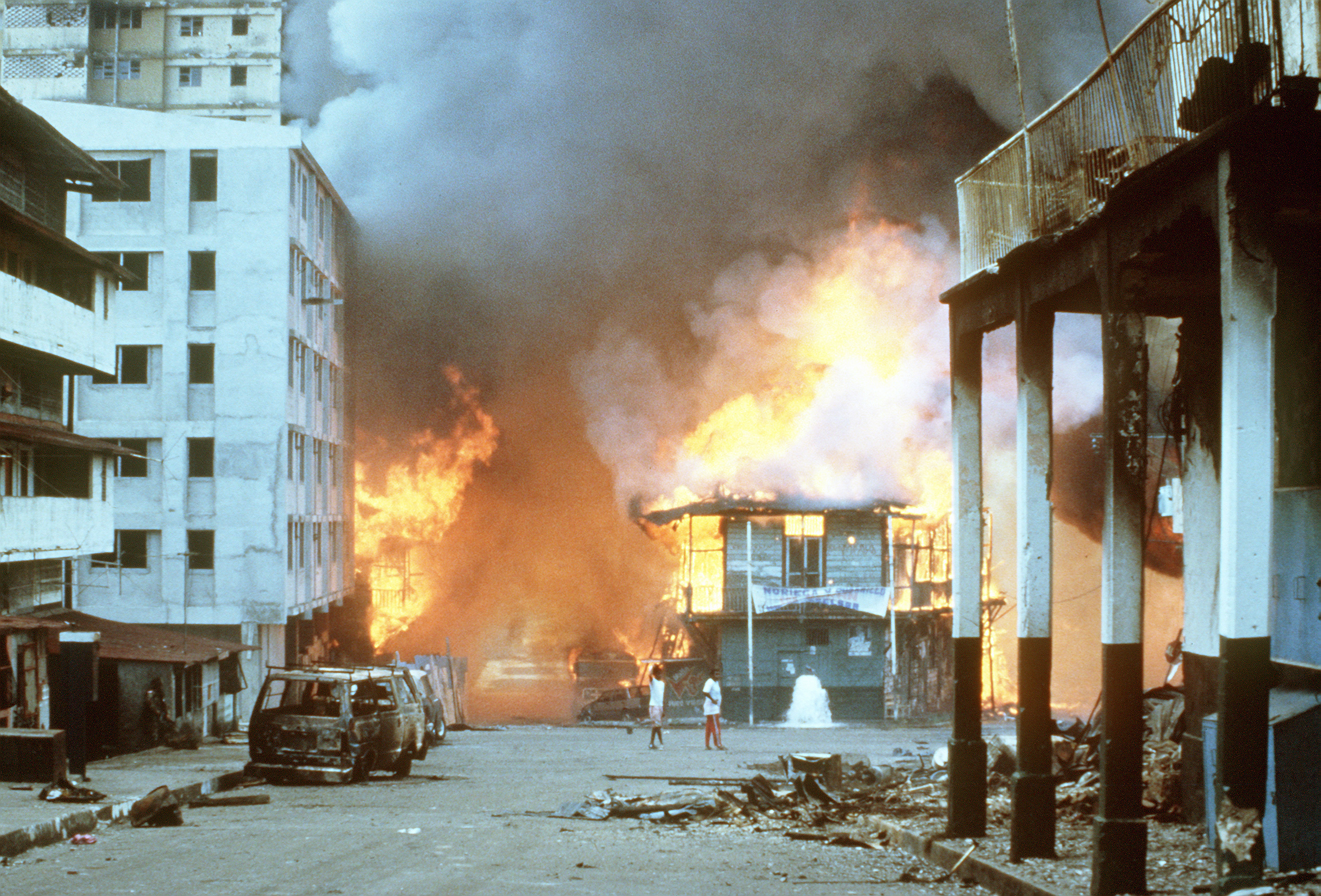
Estado de una calle de Ciudad de Panamá durante la invasión estadounidense de Panamá de 1989.

Guillermo Endara Galimany, ganador de las elecciones de 1989 mismas que fueran anuladas por el general Noriega, asume el cargo de presidente y restablece el orden constitucional. El 10 de febrero de 1990, el gobierno del presidente Endara emitió un decreto ejecutivo en el que reorganizaba la fuerza policial. De acuerdo con el decreto ejecutivo, las Fuerzas de Defensa de Panamá quedaban abolidas con efecto retroactivo al 22 de diciembre de 1989 y en su lugar se creaban las Fuerzas Públicas de Panamá que abarcan la Policía Nacional, el Servicio Marítimo Nacional, el Servicio Aéreo Nacional y el Servicio de Protección Institucional, más tarde el 15 de noviembre de 1992 se celebra en referéndum de reformas constitucionales entre las que figuraba la abolición del Ejército, el cual fue rechazado por casi el 60 % de los votos, tiempo después, la antigua Asamblea Legislativa aprueba la abolición del ejército, que lleva a la nación por primera vez desde 1968 a un proceso electoral transparente en 1994, donde gana el candidato de oposición Ernesto Pérez Balladares.

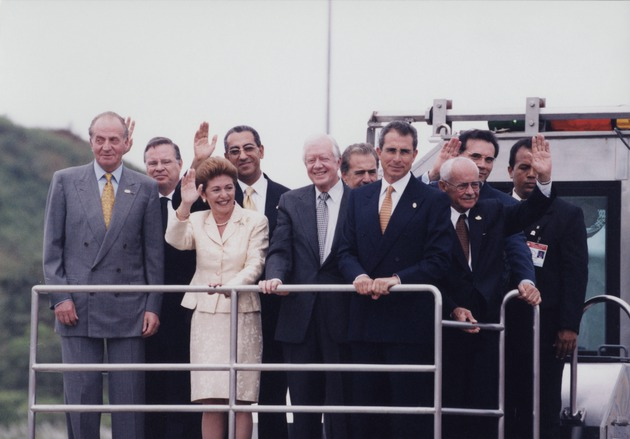
Presidenta panameña Mireya Moscoso durante la ceremonia de entrega del canal al control panameño en 1999.

Mireya Moscoso, viuda del expresidente Arnulfo Arias, gana las elecciones en 1999, convirtiéndose en la primera mujer que preside el gobierno panameño. El 31 de diciembre de 1999, 22 años después de la firma del tratado Torrijos- Carter, la República de Panamá asume el control total del canal de Panamá.
En mayo de 2004 gana las elecciones Martín Torrijos Espino, hijo del general Omar Torrijos. Ocupó el cargo desde septiembre del mismo año, hasta el 30 de junio de 2009.
El día uno de julio de 2009 el empresario Ricardo Martinelli toma posesión de la administración del gobierno hasta el año 2014.
En febrero de 2011, el vicepresidente y excanciller, Juan Carlos Varela anunció que la extradición de Manuel Antonio Noriega, era un hecho. Por su parte el Departamento de Justicia de Estados Unidos comunicó no tener inconvenientes para que Noriega regresara al país, en donde respondería a la justicia por varios delitos cometidos.
En las elecciones presidenciales del 4 de mayo de 2014, fue elegido presidente a Juan Carlos Varela y como vicepresidente a Isabel Saint Malo, por parte de la alianza «El Pueblo Primero» conformado por el Partido Panameñista y el Partido Popular, con el 39.1 % de los votos (724 762 votos). Varela sucedió a Martinelli como presidente de Panamá el 1 de julio de 2014.
En el año 2016 y tras varios años de labores, se culmina una de las obras de ingeniería más representativas del siglo XXI: la ampliación del canal de Panamá; encabezada por una empresa española y llevada a cabo con una nutrida presencia de personal panameño (a diferencia de la construcción del canal originario en el siglo anterior, cuyo sello era casi exclusivamente estadounidense).
En 2024, Panamá generó controversia en los Estados Unidos de América debido a que la reciente inmigración a gran escala desde China aumentó la población china en Panamá hasta formar el 4% del país, desplazando a los locales, mientras que Estados Unidos acusó a los inmigrantes chinos en Panamá de espiar para la China comunista y amenazar los intereses estadounidenses en la Zona del Canal de Panamá, que es el punto central del comercio en las Américas. En relación con esto, el presidente Donald Trump ha amenazado con sanciones a Panamá a menos que se neutralice la influencia china.

## Gobierno y política

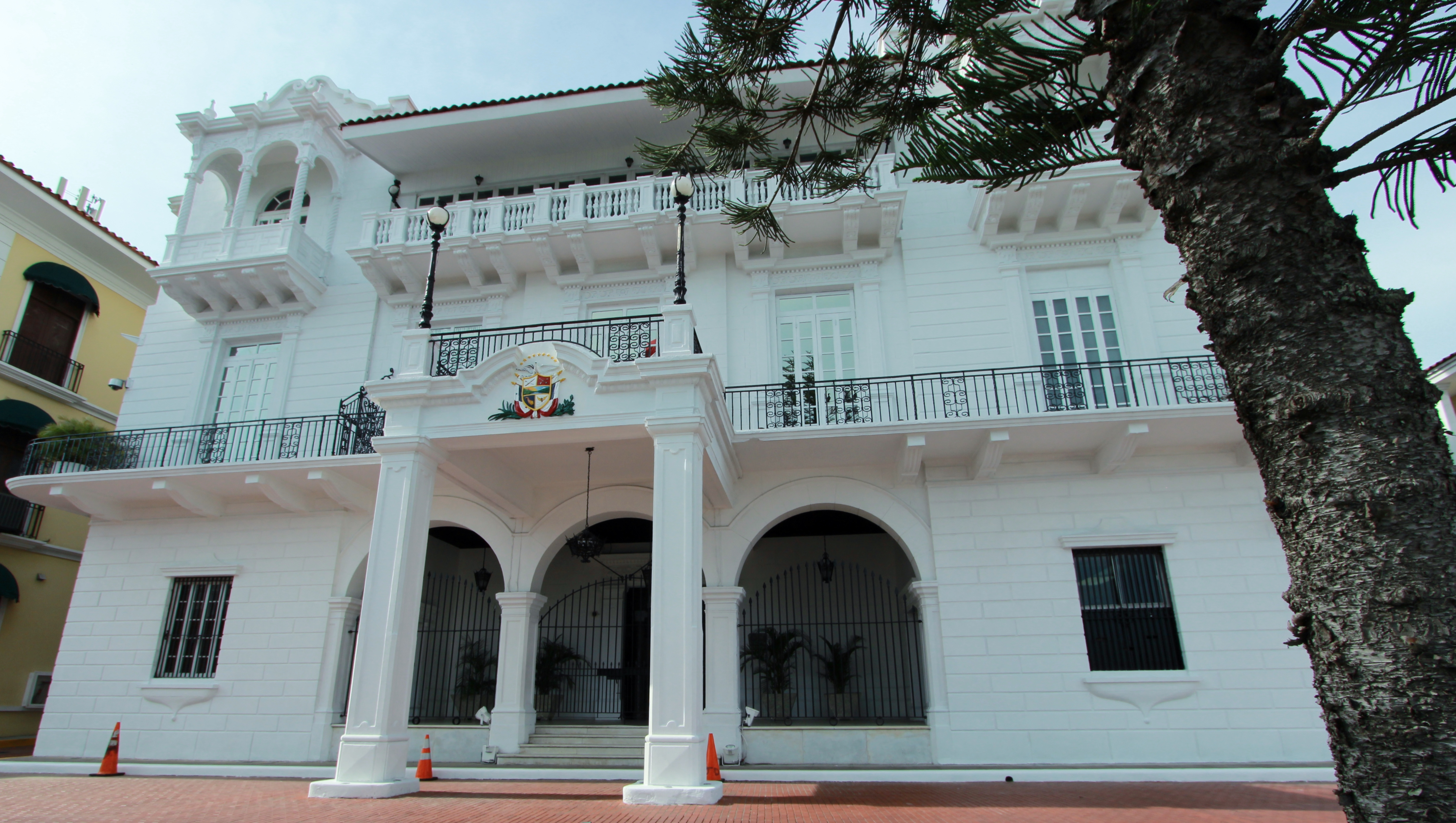
Palacio de las Garzas, sede de Gobierno de Panamá.

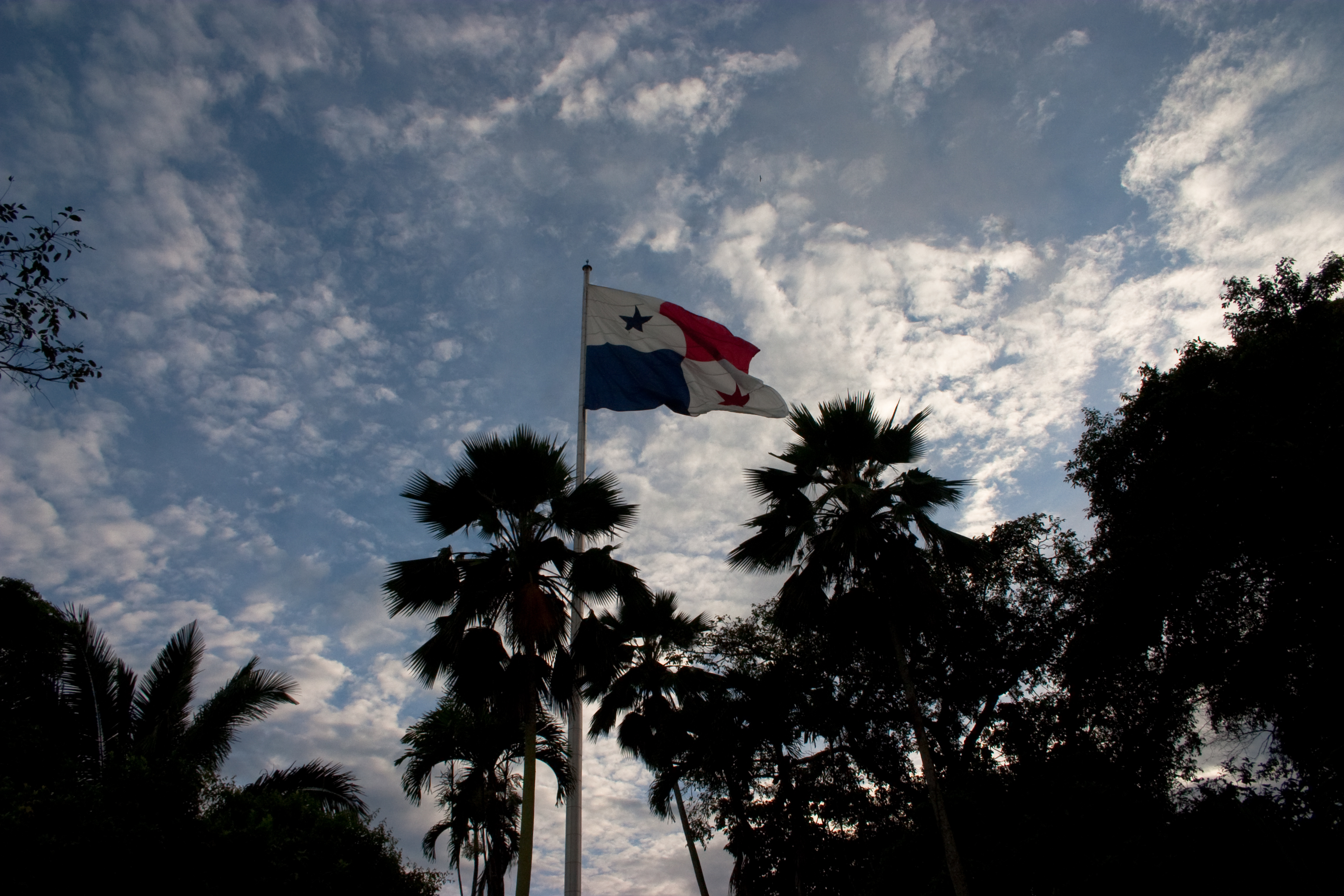
Bandera panameña en la cima del cerro Ancón, símbolo de la soberanía del estado panameño.

La República de Panamá es un Estado Independiente y Soberano, asentado en un territorio propio, en donde se observan y respetan los derechos individuales y sociales establecidos en la Constitución Política. La voluntad de las mayorías, está representada por el libre sufragio.
El Poder Público emana del pueblo y se ejerce por medio de tres Órganos: Legislativo; Ejecutivo y Judicial, armonizados en la separación, unidos en la cooperación y limitados por el clásico sistema de frenos y contrapesos.
Se encuentran tres organizaciones independientes cuyas responsabilidades están claramente definidas en la Constitución Política:
- La Contraloría General de la República: tiene la obligación de fiscalizar los fondos públicos.
- El Tribunal Electoral, que tiene que garantizar la libertad, la honradez y la eficacia del sufragio popular.
- El Ministerio Público, que vela por los intereses del Estado y de los municipios.

### Instituciones políticas de Panamá
La Constitución Política de la República de Panamá, reformada por los Actos Reformatorios de 1978 y por el Acto Constitucional de 1983, presenta un gobierno unitario, republicano, democrático y representativo.

#### Órgano ejecutivo
Formado por el Presidente de la República, el Vicepresidente de la República y los Ministros de Estado, que conforman el Consejo de Gabinete.
El Presidente será elegido por sufragio universal directo, por un período de cinco años, de igual manera será elegido el vicepresidente (Título VI, Capítulo 1, Constitución Política de la República de Panamá).

#### Órgano judicial
Le corresponde administrar justicia en forma permanente, gratuita y expedita en nombre de la República y conforme a la ley.
El Órgano Judicial de Panamá está constituido por la Corte Suprema de Justicia, los Tribunales y los Juzgados que la Ley establezca, según la Constitución Política de la República de Panamá (Título VII, Capítulo 1).
Para los efectos jurisdiccionales en lo judicial, se ha dividido el territorio de la República de Panamá en cuatro distritos judiciales. Estos se dividirán en Circuitos Judiciales.
El primer Distrito Judicial comprenderá las Provincias de Panamá, provincia de Colón, provincia de Darién y la Comarca Guna Yala; el segundo Distrito Judicial estará formado por las Provincias de Cocle y Provincia de Veraguas; el tercer Distrito Judicial por la provincia de Chiriquí y provincia de Bocas del Toro; y el Cuarto Distrito Judicial por las Provincias de Herrera y provincia de Los Santos.

Mantiene distintas jurisdicciones judiciales penales, civiles, de comercio, de familia, contencioso administrativo, marítima entre otras, teniendo más notoriedad y aceptación ciudadana la Jurisdicción Penal desde la entrada en vigencia del Sistema Penal Acusatorio que implicó la reorganización de la Justicia en sus distintos ámbitos.

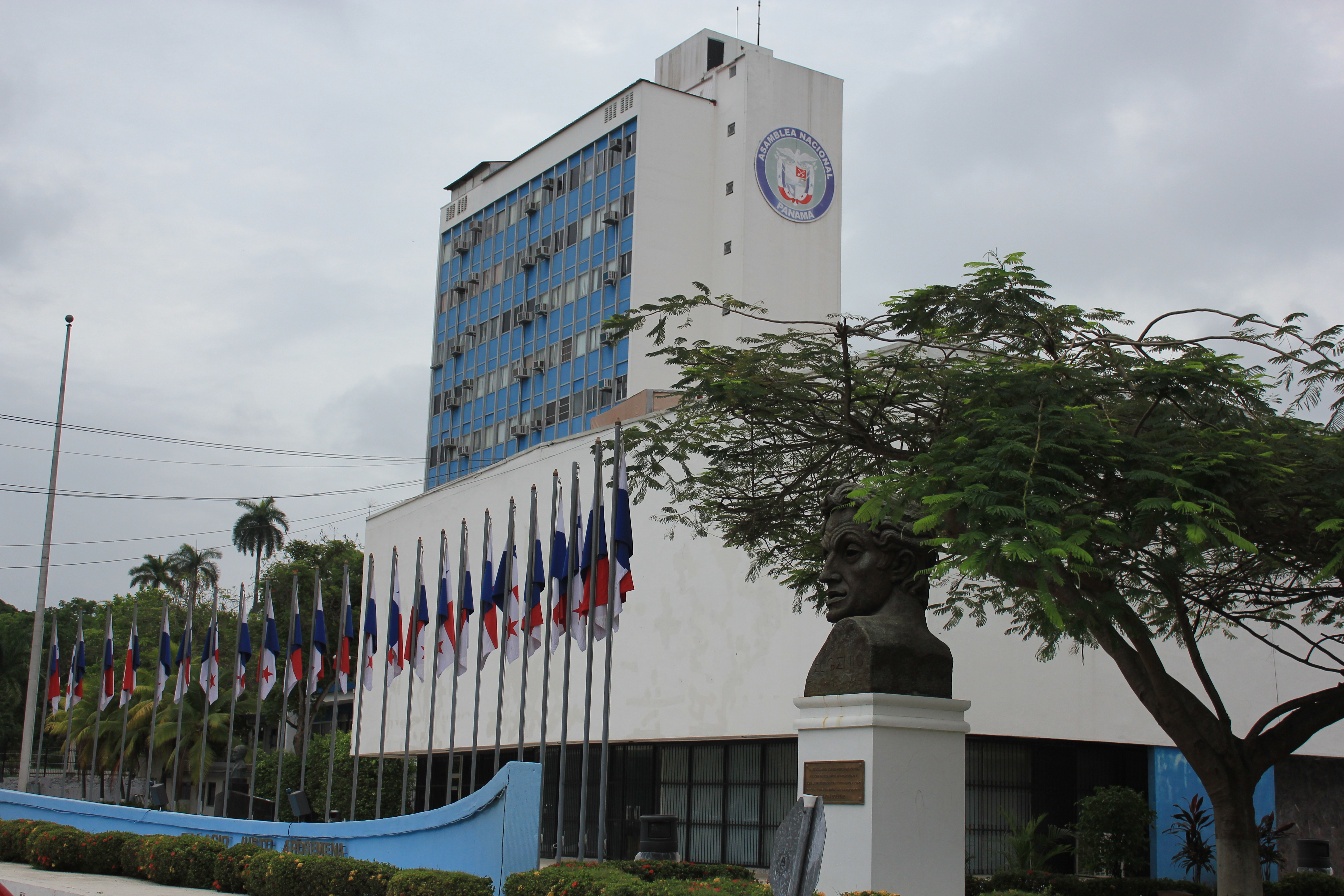
Asamblea Nacional de Panamá.

#### Órgano legislativo
Está constituido por una corporación denominada Asamblea Nacional de Panamá (anteriormente llamada Asamblea Legislativa) y tiene como actividad principal la expedición de leyes.
La Asamblea Nacional estará conformada por los Diputados (anteriormente llamados legisladores), escogidos mediante postulación partidista y votación popular directa para ocupar el cargo por un período de 5 años (Título V, Capítulo 1, Constitución Política de la República de Panamá.)

### Fuerzas de Seguridad

Estamentos de las Fuerzas Públicas de Panamá
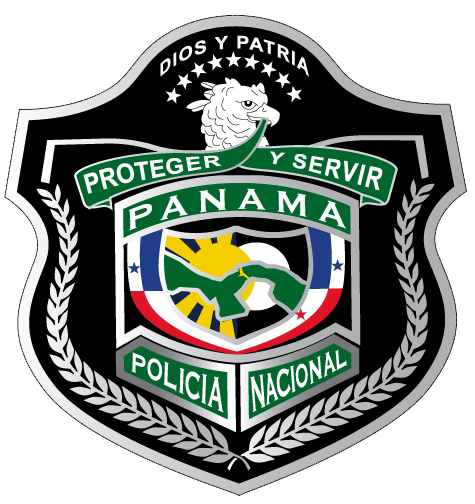
Policía Nacional
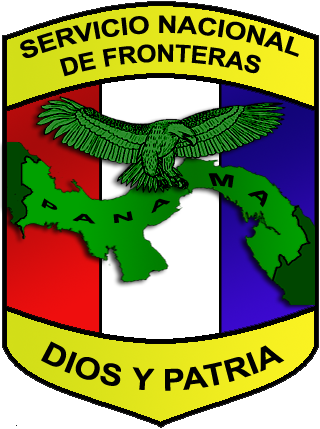
SENAFRONT
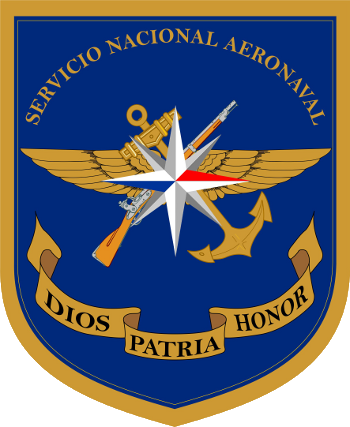
SENAN
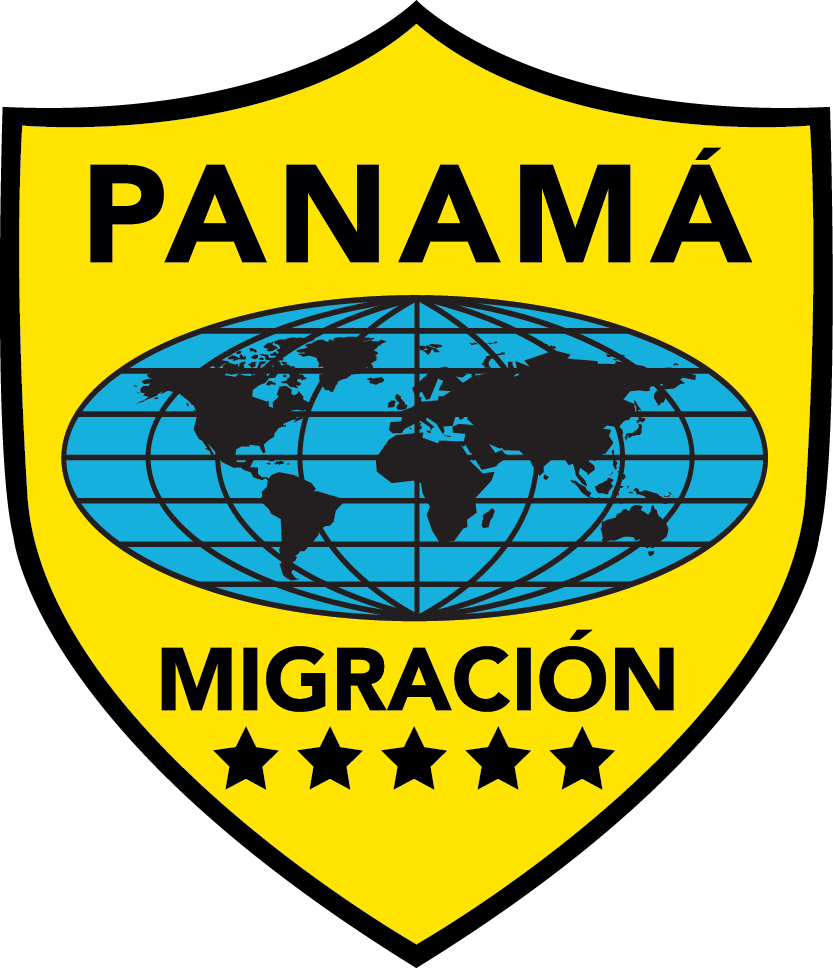
Migración

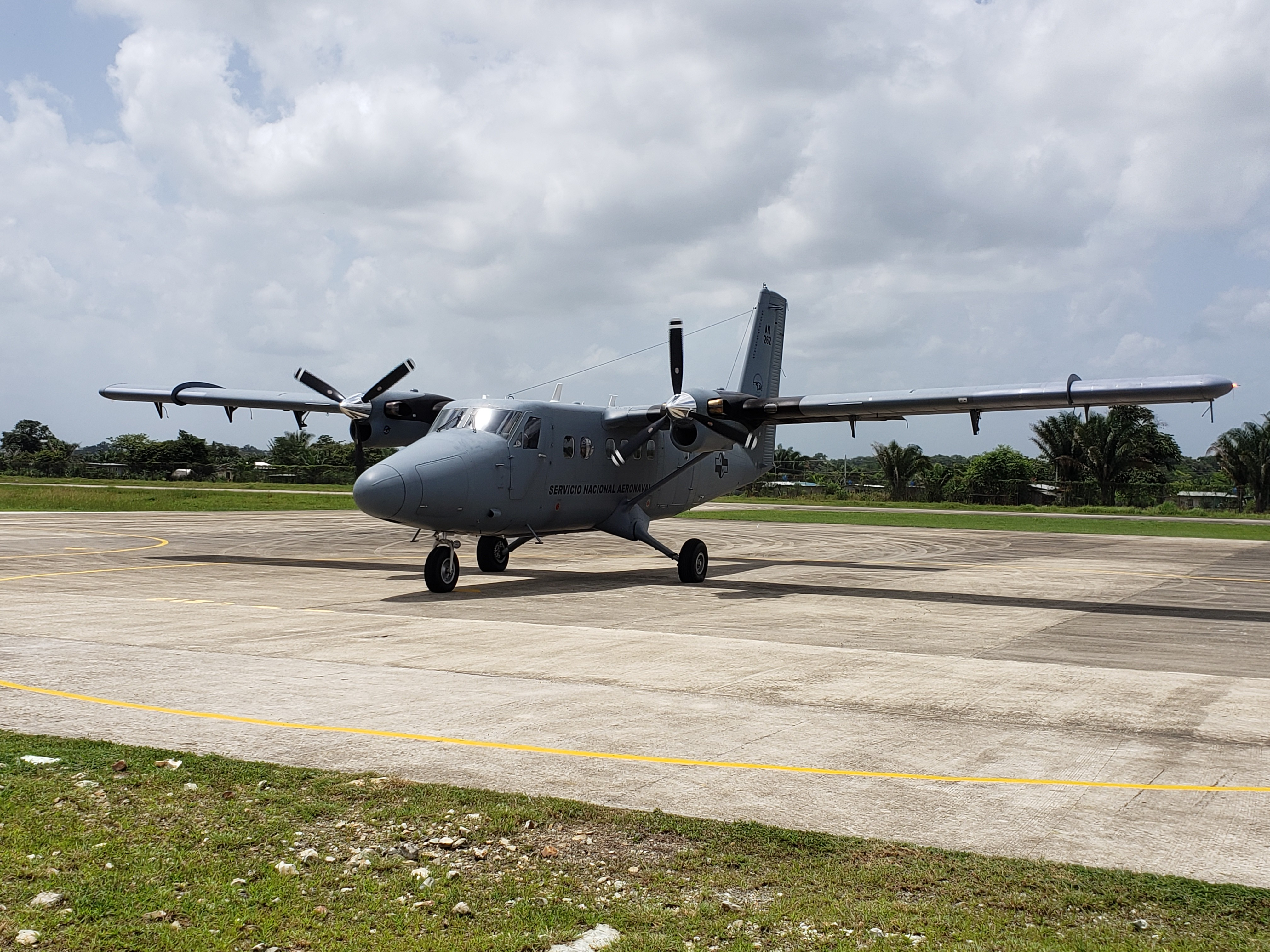
Avión del Servicio Nacional Aeronaval.

Panamá no tiene ejército, fue abolido después de la invasión estadounidense de Panamá en 1989. Entonces, estableció una fuerza pública, las cuales tienen como principal función la de mantener la seguridad, el orden público y la protección de las fronteras de Panamá. Las Fuerzas Públicas de Panamá están compuestas por la Policía Nacional, el Servicio Nacional de Fronteras, el Servicio Nacional Aeronaval y el Servicio Nacional de Migración, también esta el Servicio de Protección Institucional, sin embargo, este no esta adscrito al Ministerio de Seguridad Pública, al igual que el resto de las fuerzas públicas, sino que este esta adscrito al Ministerio de la Presidencia, pero aun así, se le toma en cuenta dentro de las Fuerzas Públicas. Pero las Fuerzas Públicas tienen algunas pequeñas capacidades para combatir en guerra.

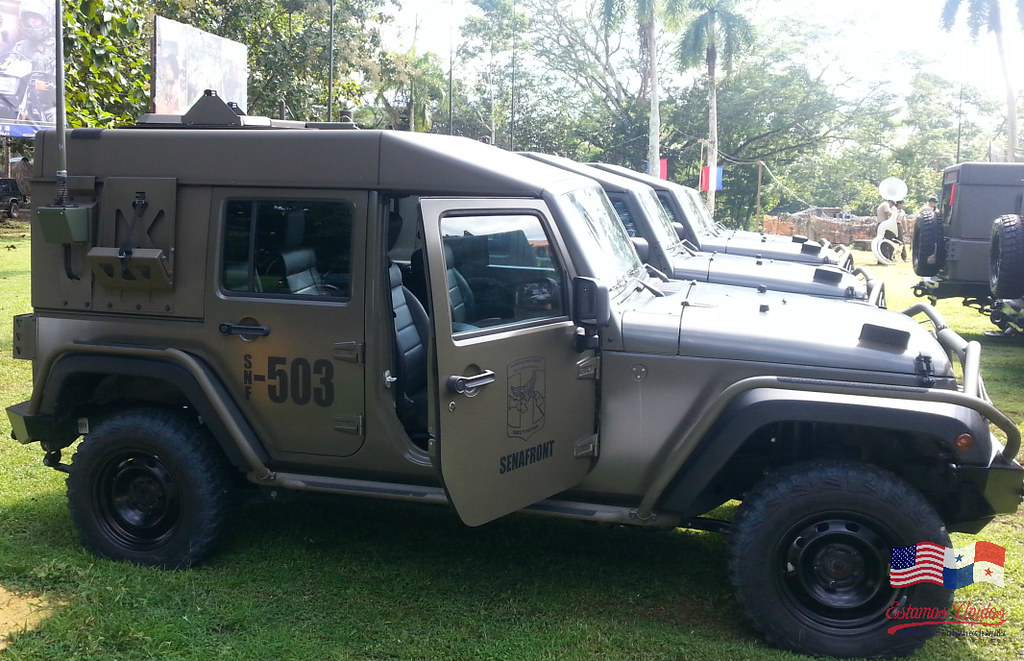
Vehículos del Senafront.

### Derechos humanos
En materia de derechos humanos, respecto a la pertenencia a los siete organismos de la Carta Internacional de Derechos Humanos, que incluyen al Comité de Derechos Humanos (HRC), Panamá ha firmado o ratificado:
| Panamá | Tratados internacionales | Tratados internacionales  | Tratados internacionales | Tratados internacionales | Tratados internacionales | Tratados internacionales | Tratados internacionales    | Tratados internacionales | Tratados internacionales | Tratados internacionales | Tratados internacionales  | Tratados internacionales | Tratados internacionales | Tratados internacionales | Tratados internacionales | Tratados internacionales  | Tratados internacionales | Tratados internacionales |
| --- | --- | ------------------------- | ------------------------ | ------------------------ | --- | ------------------------ | --------------------------- | ------------------------ | ------------------------ | ------------------------ | ------------------------- | ------------------------ | ------------------------ | ------------------------ | ------------------------ | ------------------------- | ------------------------ | ------------------------ |
| Panamá | CESCR | CESCR                     | CCPR                     | CCPR                     | CCPR | CERD                     | CED                         | CEDAW                    | CEDAW                    | CAT                      | CAT                       | CRC                      | CRC                      | CRC                      | CRC                      | MWC                       | CRPD                     | CRPD                     |
| Panamá | CESCR | CESCR-OP                  | CCPR                     | CCPR-OP1                 | CCPR-OP2-DP | CERD                     | CED                         | CEDAW                    | CEDAW-OP                 | CAT                      | CAT-OP                    | CRC                      | CRC-OP-AC                | CRC-OP-SC                | CRC-OP-CP                | MWC                       | CRPD                     | CRPD-OP                  |
| Pertenencia | Panamá ha reconocido la competencia de recibir y procesar comunicaciones individuales por parte de los órganos competentes. | Ni firmado ni ratificado. | Firmado y ratificado.    | Firmado y ratificado.    | Panamá ha reconocido la competencia de recibir y procesar comunicaciones individuales por parte de los órganos competentes. | Firmado y ratificado.    | Firmado pero no ratificado. | Firmado y ratificado.    | Firmado y ratificado.    | Firmado y ratificado.    | Ni firmado ni ratificado. | Firmado y ratificado.    | Firmado y ratificado.    | Firmado y ratificado.    | Sin información.         | Ni firmado ni ratificado. | Firmado y ratificado.    | Firmado y ratificado.    |
| Firmado y ratificado, firmado, pero no ratificado, ni firmado ni ratificado, sin información, ha accedido a firmar y ratificar el órgano en cuestión, pero también reconoce la competencia de recibir y procesar comunicaciones individuales por parte de los órganos competentes. | |                           |                          |                          | |                          |                             |                          |                          |                          |                           |                          |                          |                          |                          |                           |                          |                          |

Panamá es un miembro pleno y participante de la Conferencia interamericana de seguridad social (CISS), la Comunidad de Estados Latinoamericanos y Caribeños (CELAC), la Organización de las Naciones Unidas (ONU) y la Organización de los Estados Americanos (OEA).

## Organización territorial
Desde el 4 de diciembre de 2020, la división político-administrativa de la República de Panamá se divide en 10 provincias, 81 distritos (o municipios), 6 comarcas indígenas (4 de ellas a nivel provincial) y 702 corregimientos de los cuales dos son comarcales indígenas.
| División Territorial de Panamá | División Territorial de Panamá | División Territorial de Panamá | División Territorial de Panamá | División Territorial de Panamá | División Territorial de Panamá |
| --- | ------------------------------ | ------------------------------ | ------------------------------ | ------------------------------ | ------------------------------ |
| Bocas del Toro Coclé Colón Chiriquí Darién Herrera Los Santos Panamá Oeste Veraguas Guna Yala Emberá- Wounaan Emberá- Wounaan Naso- Tjër Di Ngäbe-Buglé Madugandí Wargandí Costa Rica Colombia Océano Pacífico Mar Caribe Golfo de los Misquitos Golfo de Panamá Golfo de Parita Golfo de Chiriquí Golfo de Montijo Golfo de San Miguel Golfo de San Blas Golfo del Darién Laguna de Chiriquí |                                |                                |                                |                                |                                |
| Provincia/Comarca | Capital                        | Año de creación                | Superficie                     | Población (2023)               | Abreviatura (ISO)              |
| Provincias |                                |                                |                                |                                |                                |
| Bocas del Toro | Bocas del Toro                 | 1903 (1843)                    | 3 037,74 km²                   | 159 228                        | PA-1                           |
| Coclé | Penonomé                       | 1886 (1855)                    | 4 927 km²                      | 268 264                        | PA-2                           |
| Colón | Colón                          | 1886 (1852)                    | 4 868,4 km²                    | 281 956                        | PA-3                           |
| Chiriquí | David                          | 1849                           | 6 548 km²                      | 471 071                        | PA-4                           |
| Darién | La Palma                       | 1922 (1850)                    | 11 896,5 km²                   | 54 235                         | PA-5                           |
| Herrera | Chitré                         | 1886 (1855)                    | 756 km²                        | 122 071                        | PA-6                           |
| Los Santos | Las Tablas                     | 1886 (1855)                    | 3 809,4 km²                    | 98 466                         | PA-7                           |
| Panamá | Ciudad de Panamá               | 1539                           | 8 763 km²                      | 1 439 575                      | PA-8                           |
| Veraguas | Santiago de Veraguas           | 1560                           | 10 629,6 km²                   | 259 791                        | PA-9                           |
| Panamá Oeste | La Chorrera                    | 2014                           | 3 123,8 km²                    | 653 665                        | PA-10                          |
| Comarcas Indígenas como Provincia |                                |                                |                                |                                |                                |
| Emberá-Wounaan | Unión Chocó                    | 1983                           | 4 383,5 km²                    | 12 358                         | PA-EM                          |
| Guna Yala | Gaigirgordub                   | 1938                           | 2 340,7 km²                    | 32 016                         | PA-KY                          |
| Naso Tjër Di | Sieyic                         | 2020                           | 1 606,1 km²                    | 5 000                          | PA-NT                          |
| Ngäbe-Buglé | Buäbitdi                       | 1996                           | 6 968,0 km²                    | 212 084                        | PA-NB                          |
| Comarcas Indígenas de corregimiento |                                |                                |                                |                                |                                |
| Madugandí | Akua Yala                      | 1996                           | 2 319 km²                      | 7 647                          | N/A                            |
| Wargandí | Mortí                          | 2000                           | 755 km²                        | 2 781                          | N/A                            |

## Geografía

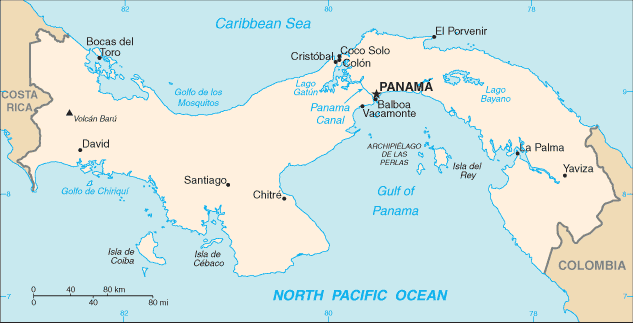
Mapa de Panamá.

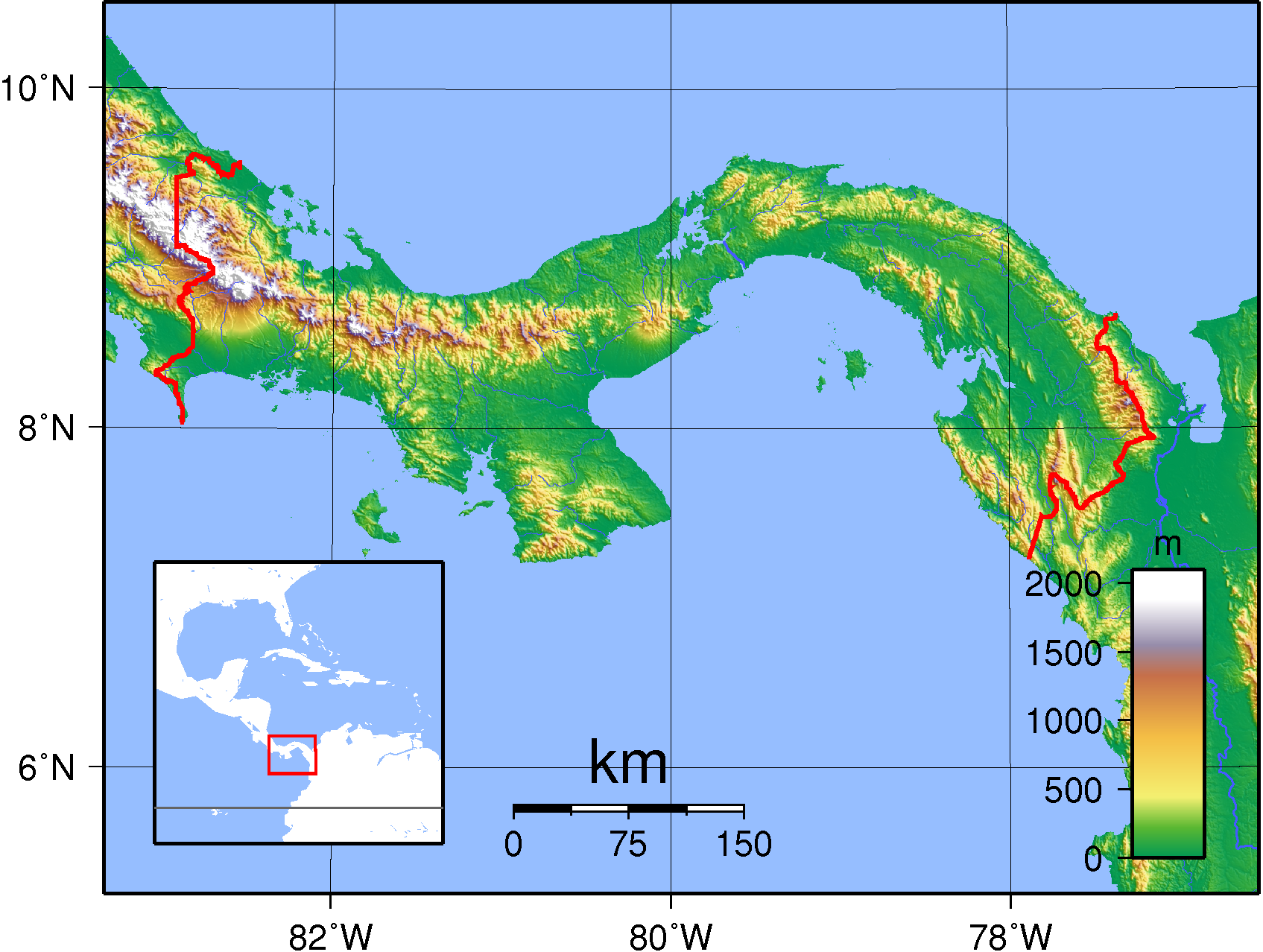
Mapa topográfico de Panamá

La República de Panamá es una franja ístmica con una superficie total de 75 517 km², y 2210 km² de superficie de aguas territoriales, totalizando 77 630 km².
El país se localiza en América Central entre los paralelos 7° 11′ y 9° 37′ de latitud norte, que está situada en la Zona intertropical entre los dos subcontinentes de América.
Las máximas alturas son el volcán Barú con 3475 m, el cerro Fábrega con 3375 m, el Itamut con 3280 m y el Echandi con 3163 m.
Sus islas principales son Coiba con 493 km², Del Rey con 234 km² y Cebaco con 80 km².
Los lagos más grandes son Gatún con 423.15 km², el Bayano con 185.43 km², y el Alajuela con 57 km².
Sus ríos más importantes son el Chucunaque con 231 km, Tuira con 230 km, Bayano con 206 km, Santa María con 173 km y su río más importante por su impacto en la economía es el Chagres de 125 km, vital para el funcionamiento del Canal de Panamá.

### Límites
- Fronteras: 687 km total; Colombia 339 km, Costa Rica 348 km.[2]
- Costas: 2490 km.[2]

Limita al norte con el mar Caribe, al sur con el océano Pacífico, al oriente con Colombia y al occidente con Costa Rica.
Puntos extremos de la República de Panamá
- Al norte:  Isla Tambor, localizada al norte de Isla Grande, provincia de Colón.
- Al sur:  Isla Jicarita, Localizada al sur de la isla Jicarón, provincia de Veraguas.
- Al oriente:  Hito Auxiliar #10, Localizado en Alto Limón, provincia de Darién.
- Al occidente:  Hito Auxiliar #60, Localizado en San Bartolo, provincia de Chiriquí.

### Costa

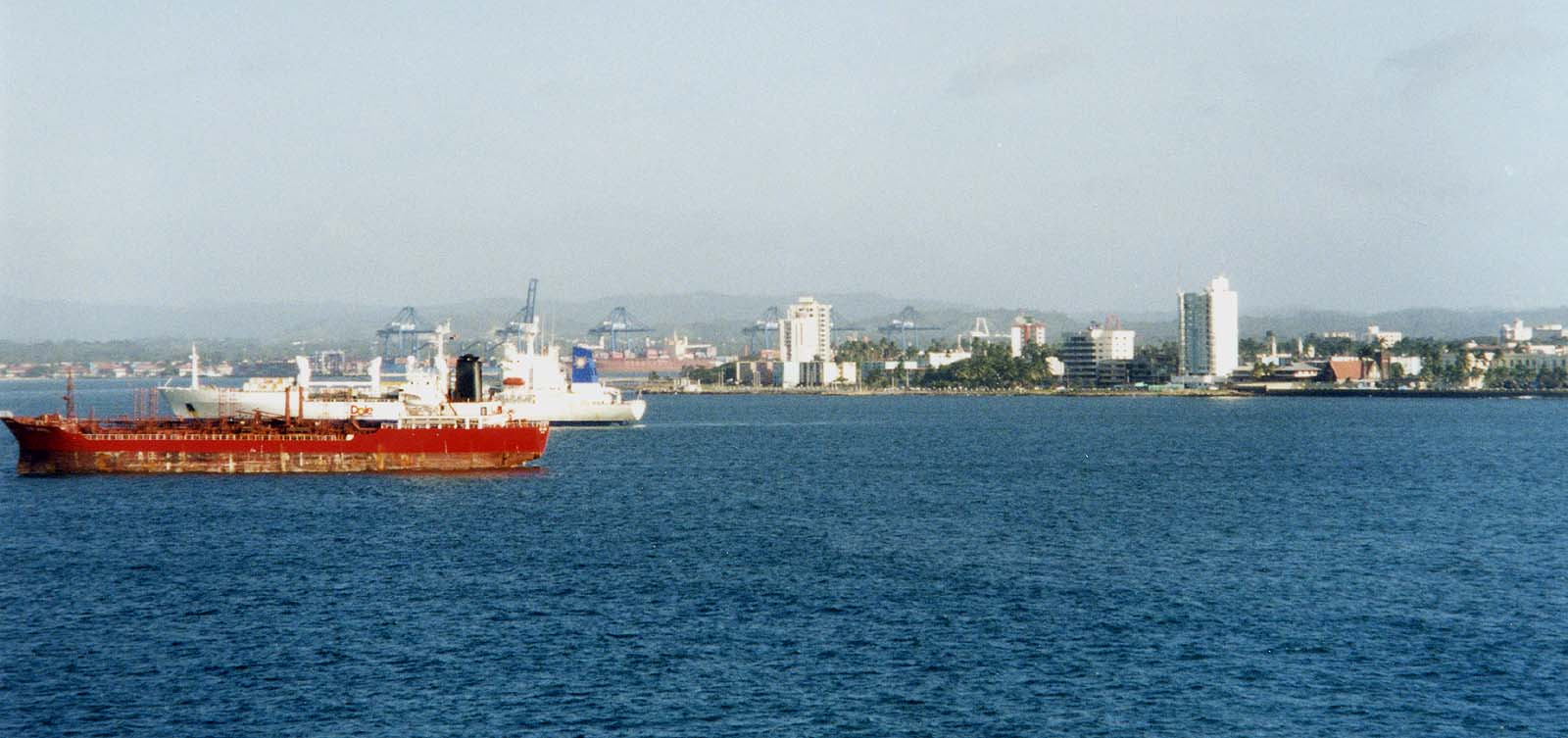
Puerto Colón, Panamá.

Panamá cuenta con costas tanto en el océano Atlántico como en el Pacífico.
Los principales núcleos urbanos del país se asientan sobre la costa pacífica, dado que presenta condiciones climáticas más favorables para el establecimiento de la población, así como mayor cantidad de golfos, bahías y sectores para el desarrollo de actividades humanas. En la costa pacífica es muy notorio el fenómeno de las mareas, tanto en el golfo de Panamá como en el de Chiriquí, donde es posible apreciar durante la marea baja el retiro del mar en algunos sectores de hasta 70 kilómetros, dejando al descubierto extensas superficies fangosas.
La costa del mar Caribe es de contornos más regulares aunque más abrupta, con acantilados y playas estrechas y cubierta en su mayor parte por una tupida selva tropical. El fenómeno de las mareas es menos notorio en esta costa y en algunos sectores presenta abundantes playas de arena blanca y gran cantidad de islas, islotes y cayos.

### Clima

Mapa climático de Panamá según la clasificación Koppen

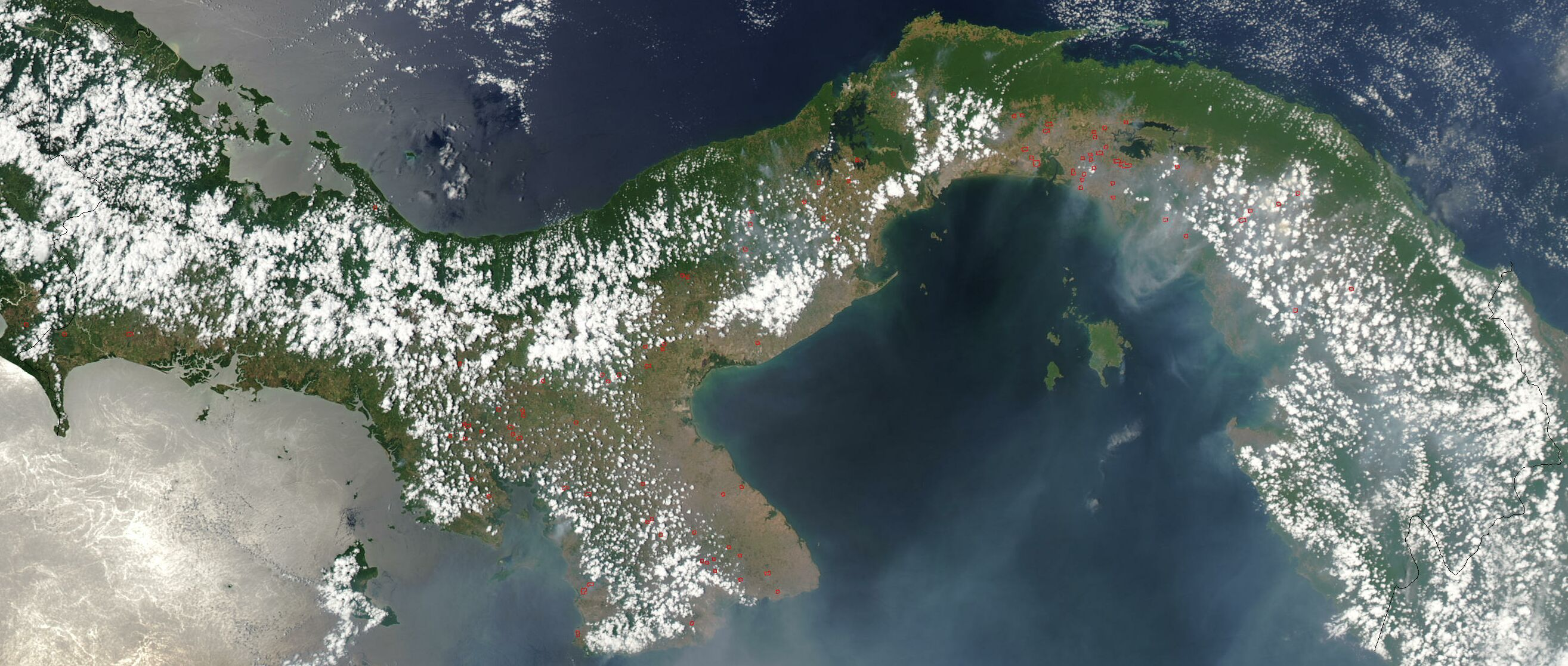
Imagen satelital de Panamá en el 2003.

En general tiene un clima tropical, caluroso durante todo el año en las costas y tierras bajas, modificándose hacia el interior a medida que se gana altitud, siendo las temperaturas agradablemente frescas hacia los 1000 m s. n. m. y frías por encima de 2000 m s. n. m. Las precipitaciones son por lo general altas, con diferencias entre la vertiente del Caribe (3000mm/año en promedio) donde prácticamente no existe estación seca, y la vertiente del Pacífico, que presenta una estación seca muy marcada de diciembre a marzo (1500 mm/año en promedio). Ciertas condiciones locales de exposición, corrientes oceánicas, dirección de los vientos y ubicación a barlovento o sotavento, hacen variar el patrón de precipitación en algunas localidades del país, indistintamente de su ubicación en alguna vertiente, por ejemplo, en algunos puntos de la península de Azuero, en el Pacífico, la precipitación es inferior a 900 mm/año y en algunos puntos de la ciudad de Panamá y la isla de Coiba, también en el Pacífico, supera los 2000 mm/año. En las montañas del interior las precipitaciones son muy altas, registrándose valores superiores a 5000 mm/año.
Los huracanes no constituyen una amenaza para el país por encontrarse al sur de su zona de influencia (sobre los 10° de Latitud Norte).
El anticiclón semipermanente del Atlántico Norte, afecta sensiblemente las condiciones climáticas del país, ya que desde este sistema se generan los vientos alisios del nordeste que en las capas bajas de la atmósfera llegan al país, determinando sensiblemente el clima de la República.
Existe una zona de confluencia de los vientos alisios de ambos hemisferios (norte y sur) que afecta el clima de los lugares que caen bajo su influencia y que para Panamá tiene particular importancia: la Zona de Convergencia Intertropical (ZCIT), la cual se mueve siguiendo el movimiento aparente del sol a través del año. Esta migración norte-sur de la ZCIT produce las dos estaciones (seca y lluviosa) características de la mayor parte del territorio.

### Situación geográfica y relieve
- Hemisferio norte
- Latitud: entre 7° 11′ N y 9° 39′ N
- Longitud: entre 77° 10′ O y 83° 3′ O

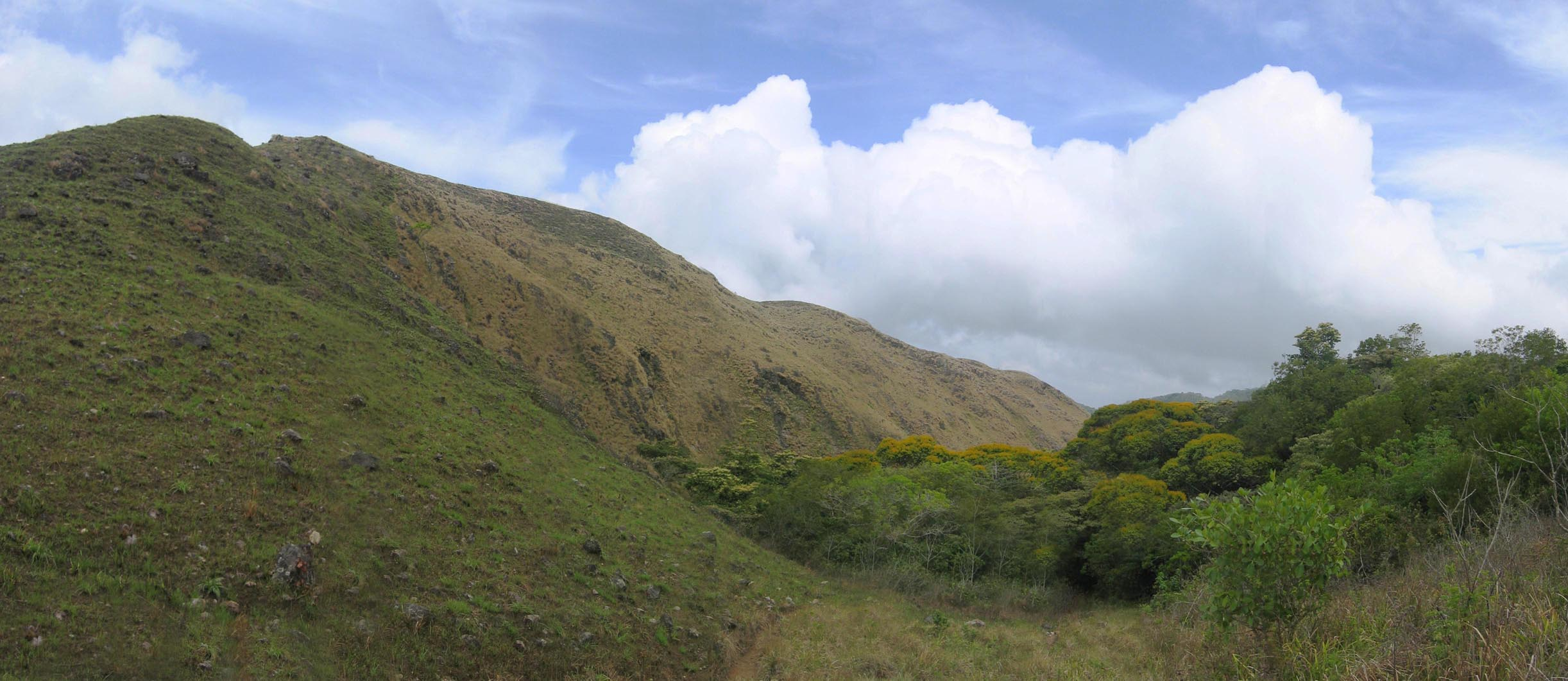
Santa Fe, provincia de Veraguas.

Panamá está ubicada en la zona intertropical próxima al ecuador terrestre.
Es una franja de tierra angosta orientada de este a oeste y bañada en sus costas por el mar Caribe y el océano Pacífico.
Uno de los factores básicos en la definición del clima es la orografía, ya que el relieve no solo afecta el régimen térmico produciendo disminución de la temperatura del aire con la elevación, sino que afecta la circulación atmosférica de la región y modifica el régimen pluviométrico general.

### Oceanografía

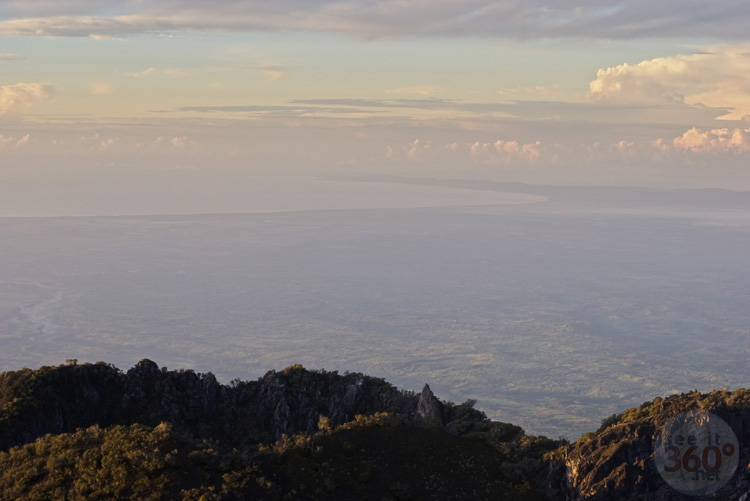
Vista del océano Pacífico desde la cima del volcán Barú, también es posible ver Punta Burica.

Las grandes masas oceánicas del Atlántico y Pacífico son las principales fuentes del alto contenido de humedad característico del país, y debido a lo angosto de la franja que separa estos océanos, el clima refleja una gran influencia marítima. La interacción océano-atmósfera determina en gran medida las propiedades de calor y humedad de las masas de aire que circulan sobre los océanos. Las corrientes marinas están vinculadas estrechamente a la rotación de la tierra y a los vientos.

### Flora y fauna
Es el país más meridional de la región, es también uno de los más biodiversos. Por su cercanía a América del Sur, alberga varias especies sudamericanas como el poncho o capibara (el roedor más grande del mundo), el oso frontino u oso de anteojos, y el guacamayo azul/amarillo (Ara ararauna). Esta causa hace que Panamá posea una mayor biodiversidad que otros países de la región, como El Salvador o Belice, y un mayor número de especies en algunos géneros. Es el primer país de la región en peces (1497, las vecinas Costa Rica y Nicaragua albergan 1254 y 1176 especies respectivamente), en aves (1001 especies) y en mamíferos (229 especies, incluyendo el mayor número de primates de la región) con notables endemismos como el mono aullador de la isla de Coiba (Alouatta coibensis), el agutí o ñeque también de Coiba (Dasyprocta coibae) o el perezoso pigmeo de la isla Escudo de Veraguas (Bradypus pygmaeus). Posee 10 115 especies de plantas, de reptiles 229 especies y de anfibios 179. Según el Índice de Actuación Medioambiental (EPI), Panamá es uno de los países que presentan un adecuado control de la contaminación ambiental.

Flora y fauna de Panamá
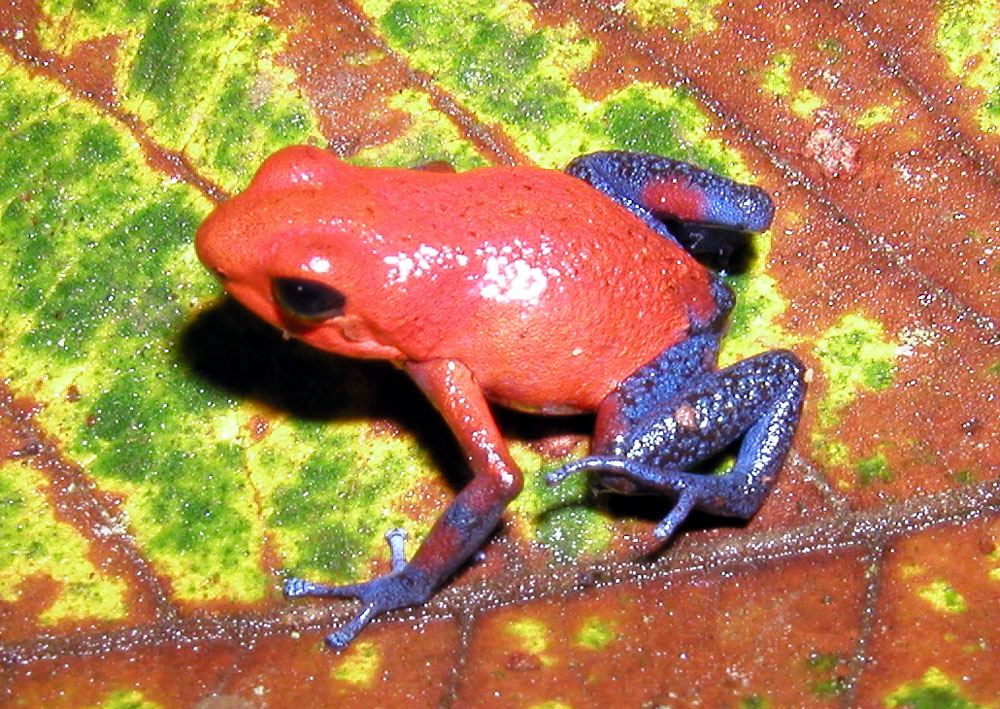
Dendrobates pumilio
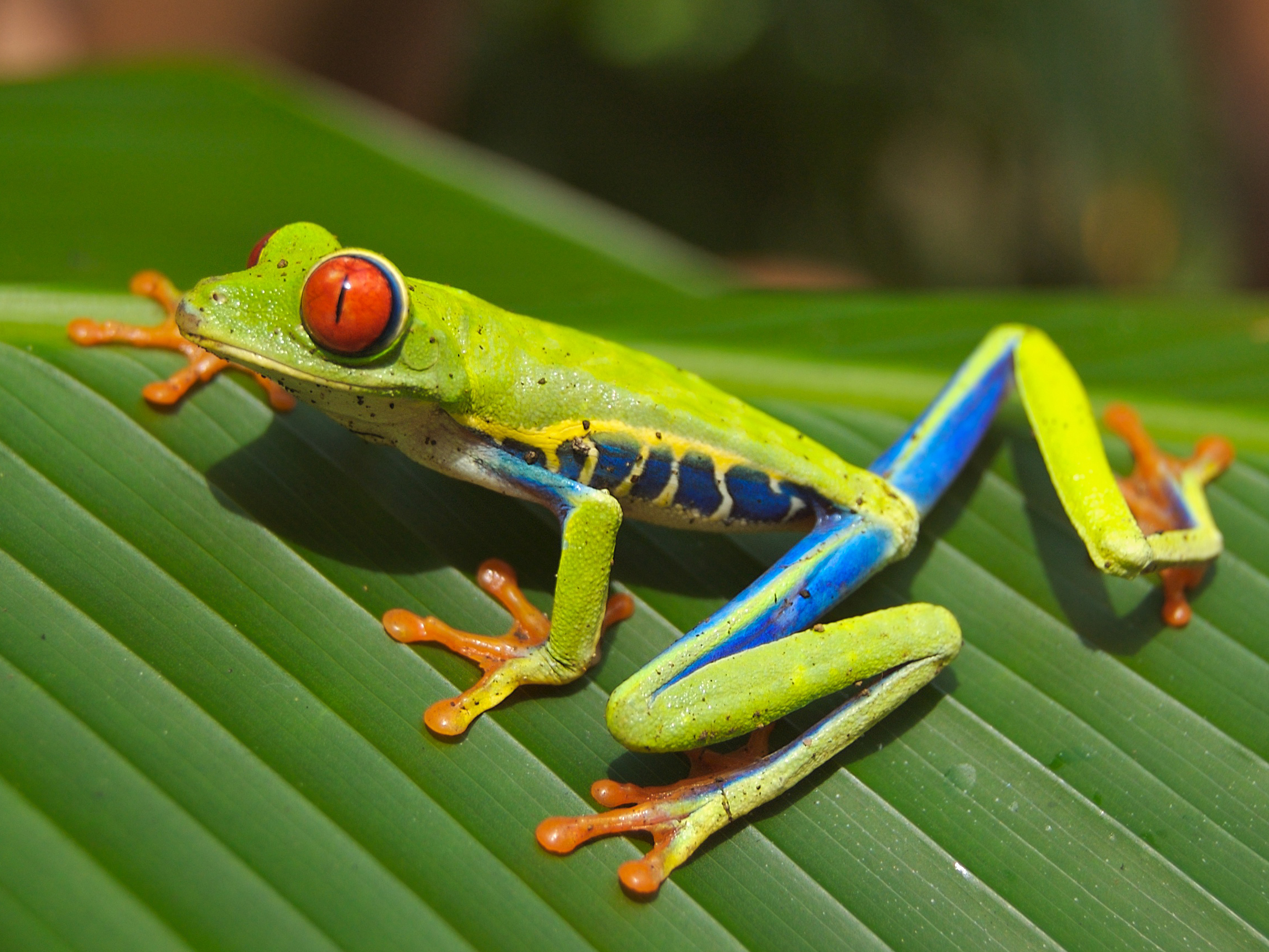
Agalychnis callidryas
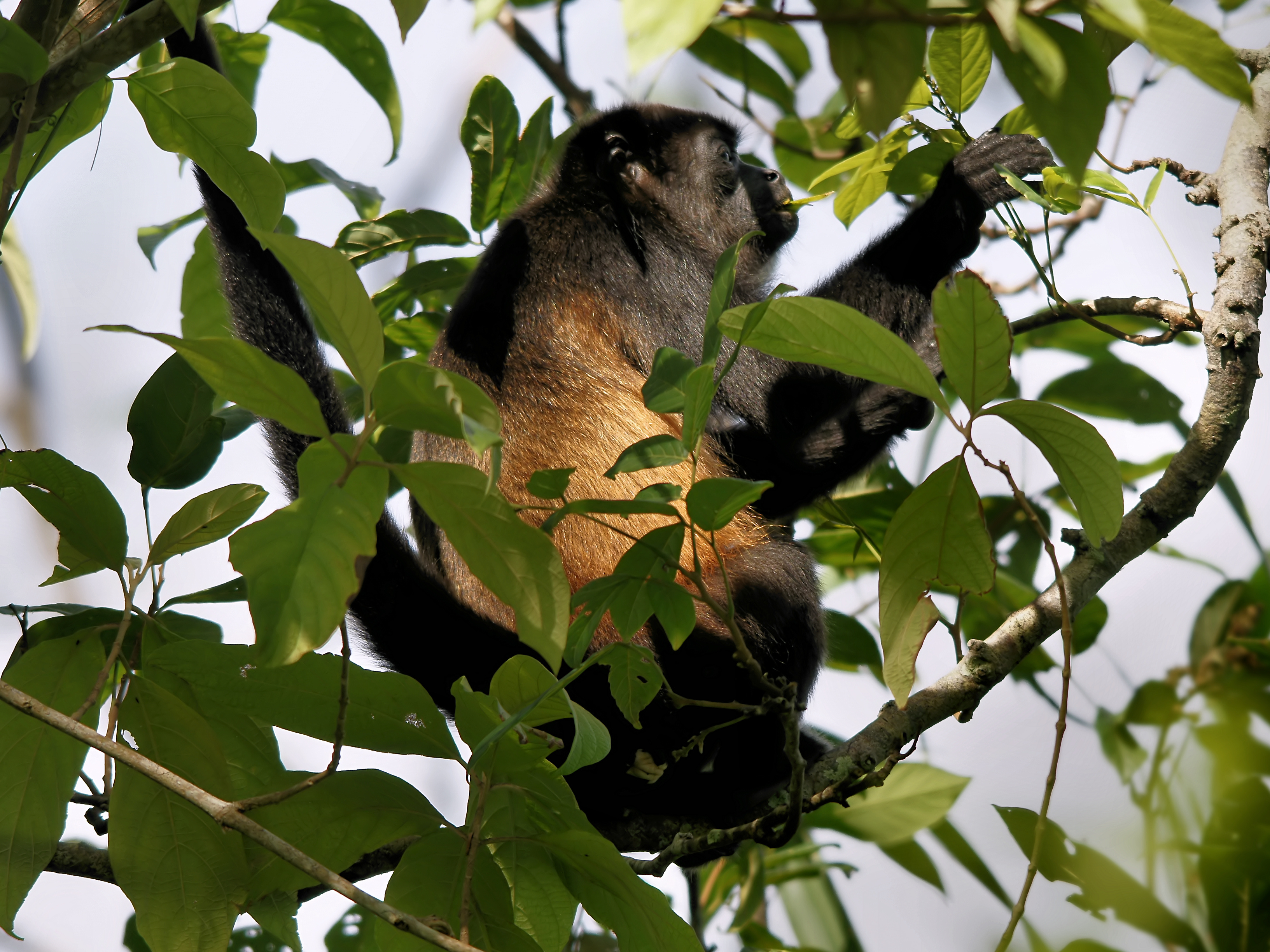
Alouatta palliata
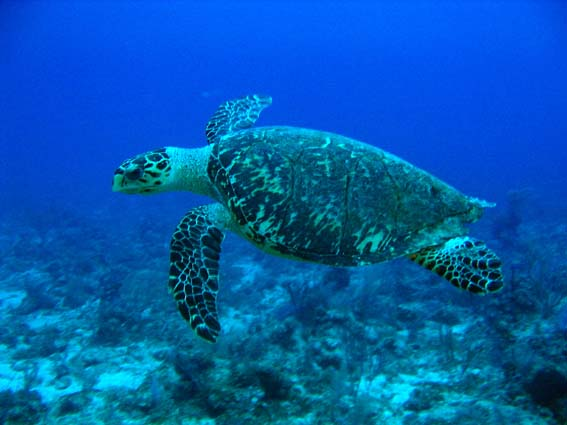
Eretmochelys imbricata
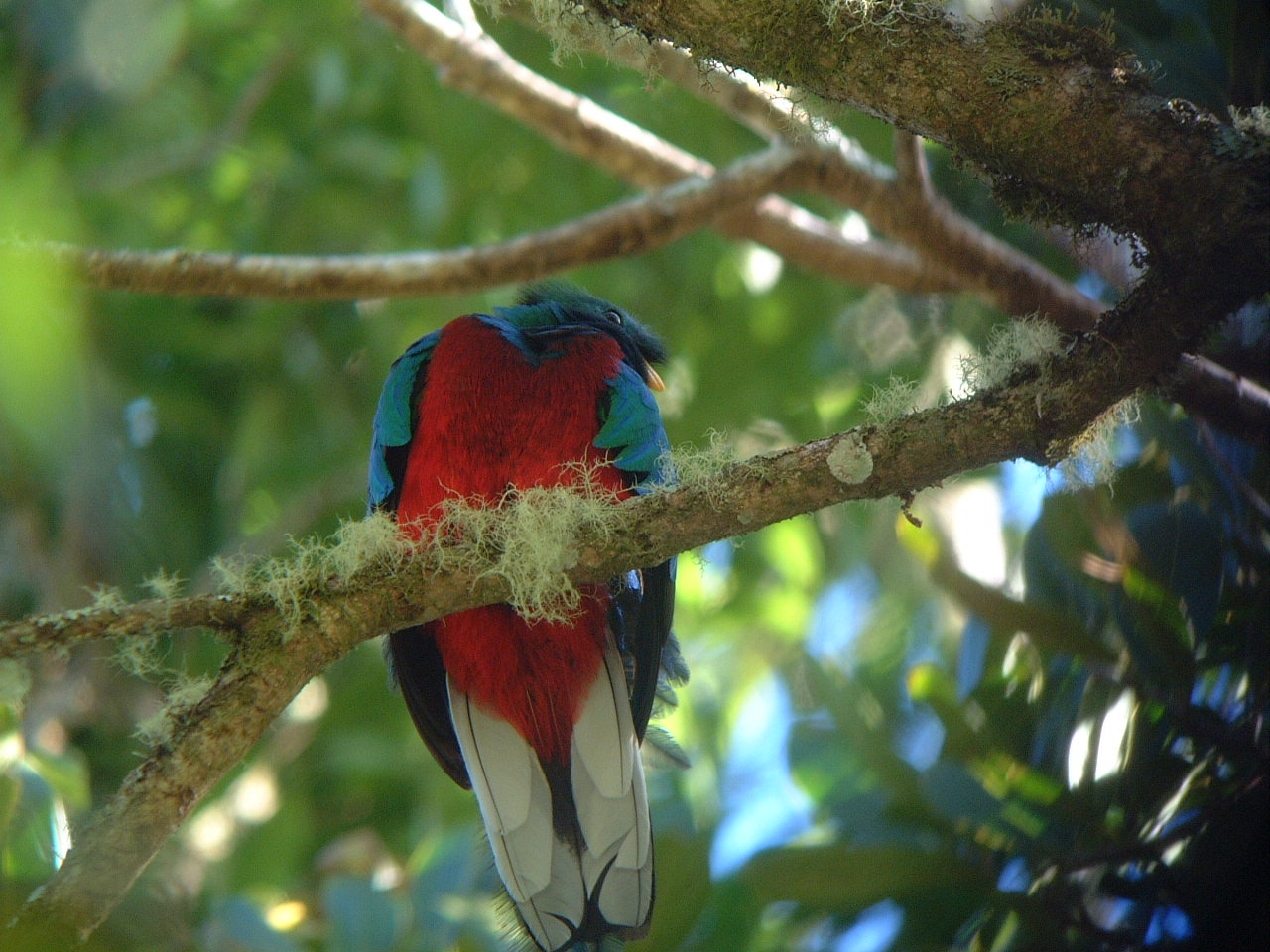
Pharomachrus mocinno
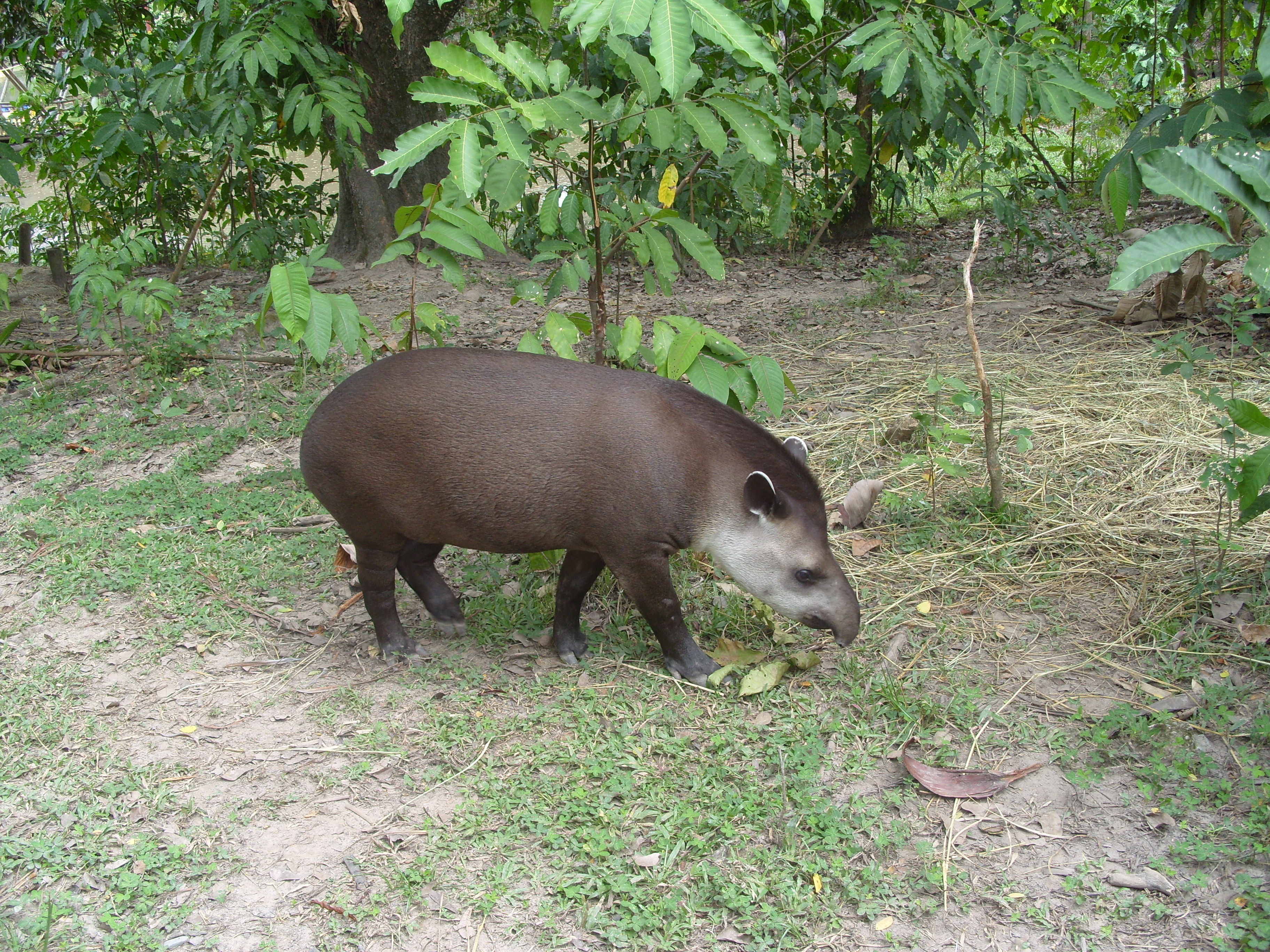
Tapirus bairdii
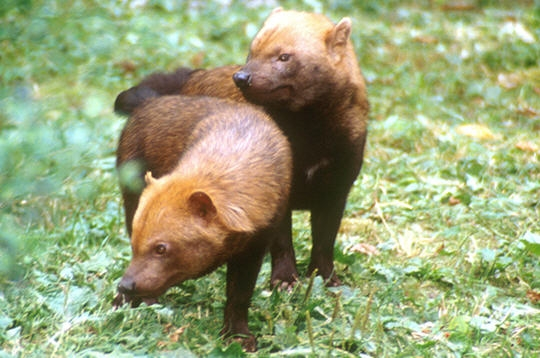
Speothos venaticus
Panthera onca
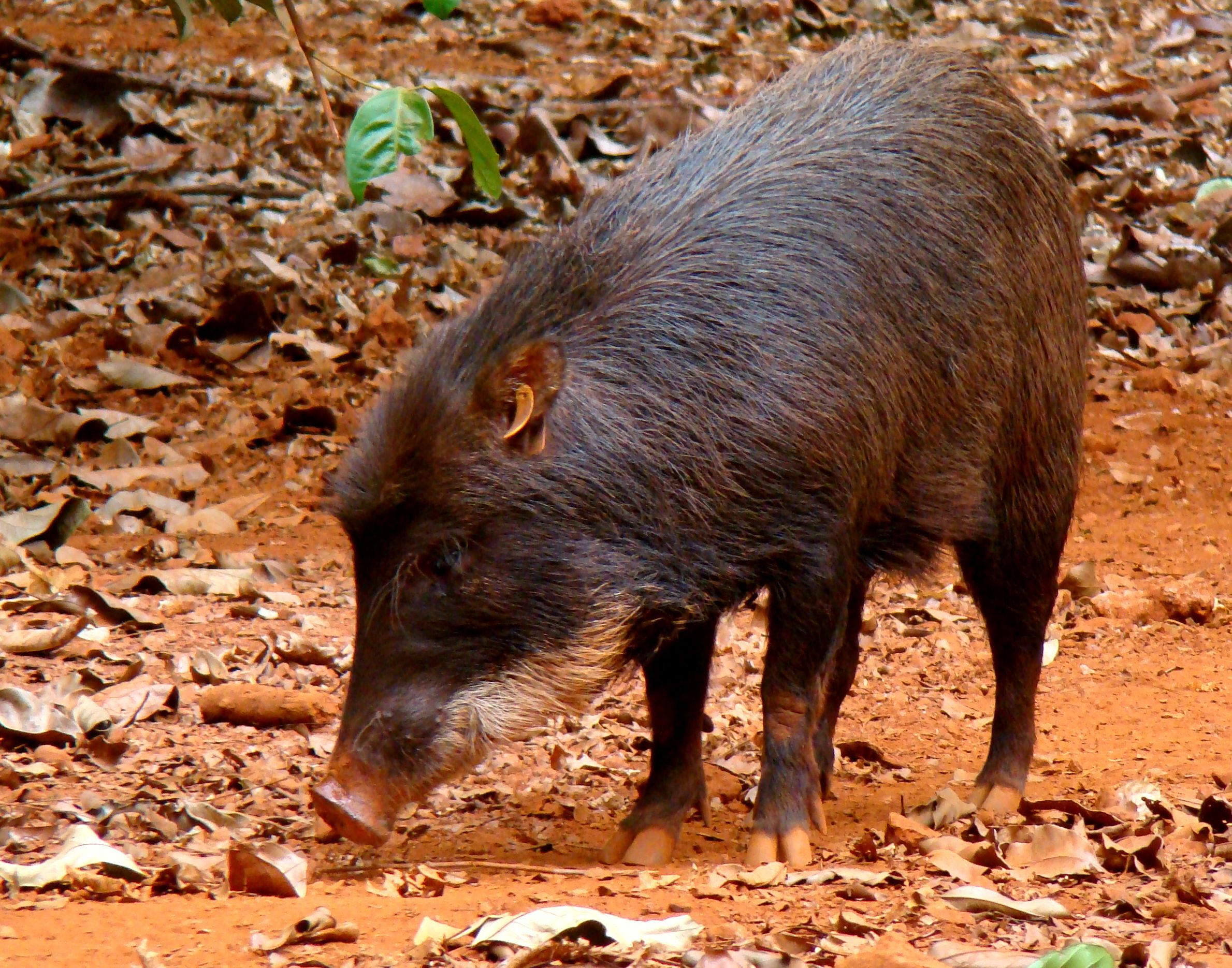
Tayassu pecari
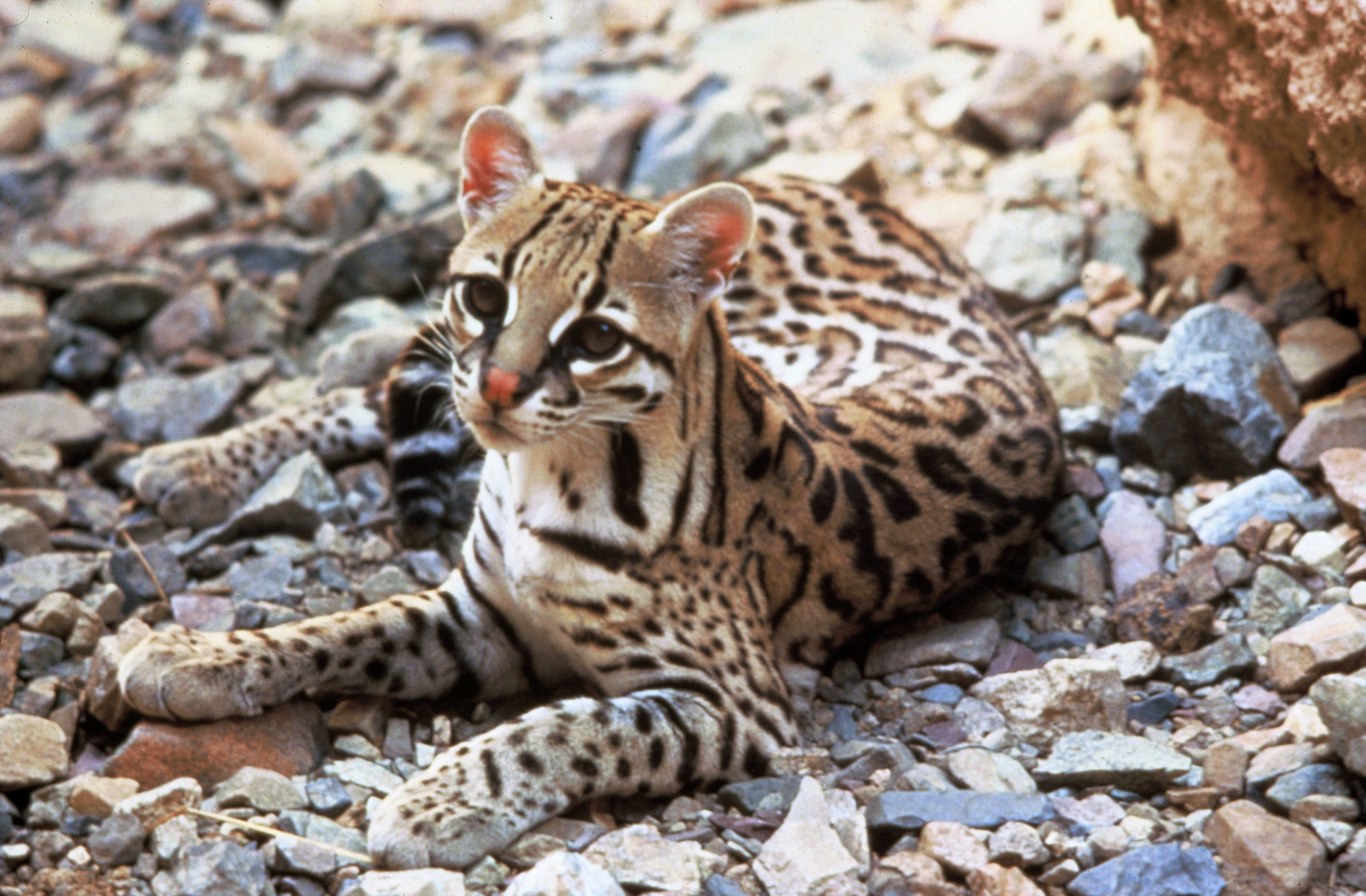
Leopardus pardalis
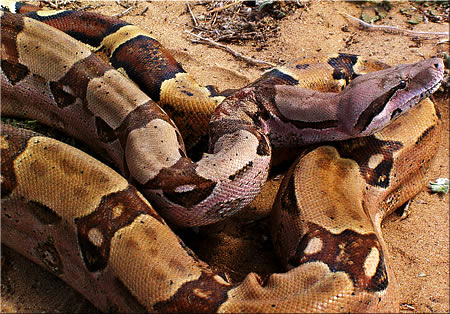
Boa constrictor
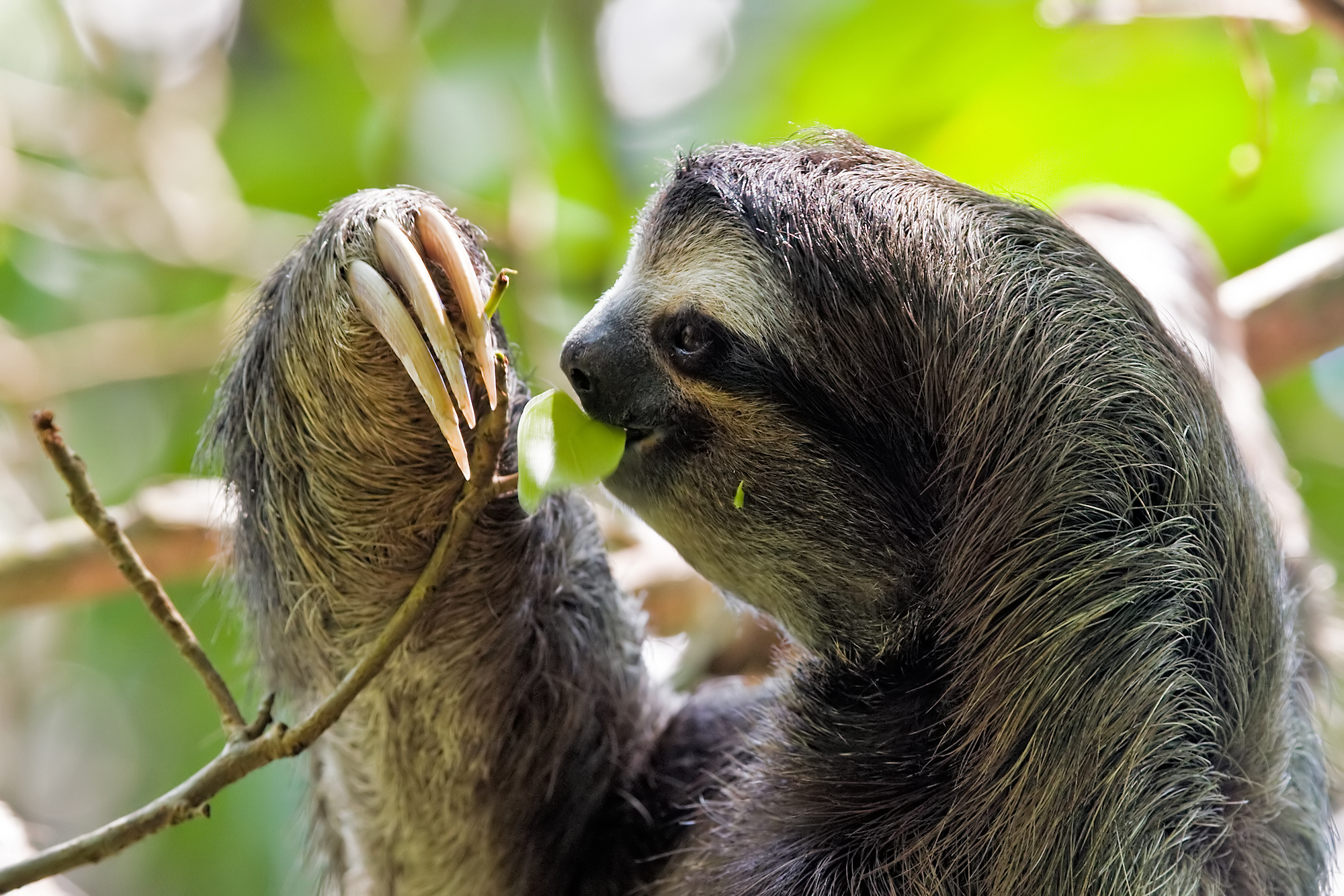
Bradypus variegatus
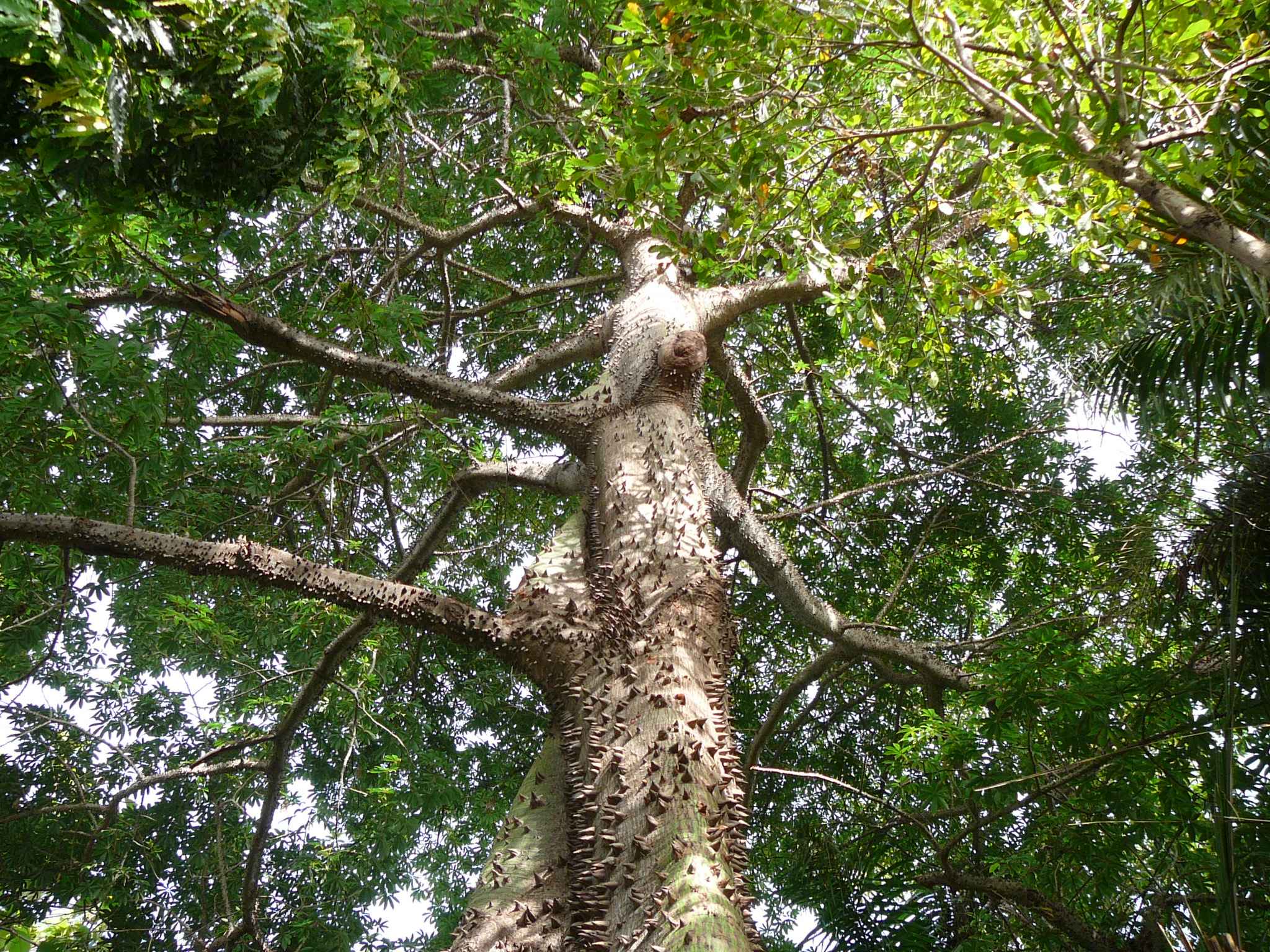
Ceiba pentandra
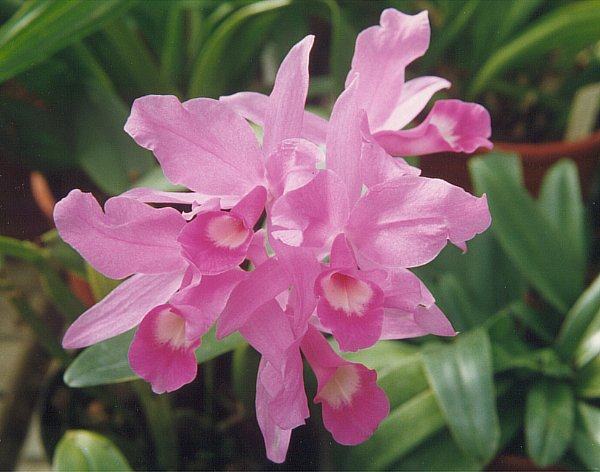
Cattleya skinneri

### Relieve
La mayor parte del territorio panameño está formado por tierras bajas (un 89 %). A este grupo pertenecen; las tierras bajas y llanuras meridionales, las colinas y llanuras del Istmo Central, las depresiones orientales, las tierras bajas y las llanuras septentrionales. Estas tierras están constituidas por rocas ígneas, metamórficas y sedimentarias. El 10 % son tierras altas. La mayor parte de la población panameña habita en tierra caliente baja. A este grupo pertenecen: Volcán Barú, la cordillera Central, el Arco Oriental del Norte, el Arco Oriental del Sur, Macizos y Cadenas Volcánicas del Sur.

### Hidrografía
Su hidrografía está representada por numerosos ríos y lagos. Las características comunes de los cauces de la vertiente del Caribe es que son cortos, ya que nacen de montañas próximas al mar, y permiten generar energía eléctrica. Los de la vertiente del Pacífico son de mayor longitud, muchos de ellos navegables, pues recorren una distancia larga para llegar al océano. Los principales ríos son el Chagres, el Changuinola, el Chucunaque, el Majagua, el Teribe, el San San, el Sixaola y el Tuira.
Principales cuencas hidrográficas de Panamá
| Nombre                                | Provincia              | Superficie (km²) |
| Tuira-Chucunaque                      | Darién                 | 13 400.00        |
| Bayano                                | Panamá                 | 5291.50          |
| Changuinola-Teribe                    | Bocas del Toro         | 2991.90          |
| Santa María                           | Veraguas-Coclé-Herrera | 3079.30          |
| Chagres, Ciri Grande, Trinidad, Gatún | Panamá-Colón           | 3315.20          |
| Grande-Chico                          | Coclé-Veraguas         | 2381.90          |
| Chiriquí                              | Chiriquí               | 2063.90          |

## Economía
| Importaciones de |        |
| País             | %      |
| Japón            | 23.9 % |
| China            | 23.5 % |
| Singapur         | 18.4 % |
| Estados Unidos   | 13.3 % |
| Corea del Sur    | 6.1 %  |

Desarrollo del PIB per cápita Panamá desde 1950

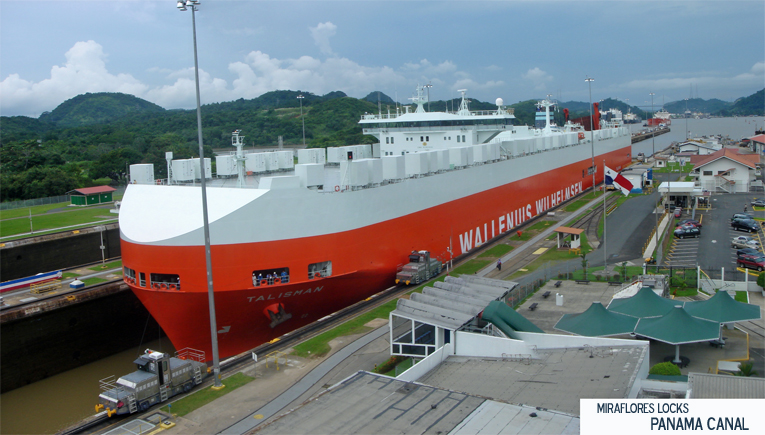
Un barco carguero Panamax atravesando las esclusas de Miraflores del canal de Panamá.

A través de los años la economía panameña y su sistema bancario han sido conocidos internacionalmente como uno de los más sólidos del continente, un componente importante para esta solidez económica, ha sido el estable crecimiento del PIB, que en promedio avanzó un 6.3 % desde mediados de la década de 1990 hasta comienzos de la década de 2010, además de no haber sufrido contracciones desde 1988.
El PIB nominal alcanzó en 2023 los 82 348 millones de dólares, estando entre las quince economías más grandes de Latinoamérica, superado en todos los casos por países con más población. De hecho, si se considera el PIB (nominal) per cápita, en 2023 llegó a los 18 493 dólares por habitante, con lo que Panamá estuvo en segunda posición, por detrás de Uruguay y por delante de Chile. Si se mide por PIB per cápita ajustado al poder adquisitivo en 2023 Panamá es líder en América Latina con 42 738 dólares por habitante, seguido por Chile y Panamá. La inflación o IPC fue del 2,1 % en octubre de 2023.
El modelo económico neoliberal, impuesto durante la década de 1990, ha permitido al país ser de los más globalizados de América Latina durante varios años. Es una economía totalmente dolarizada y sin banco central. La política económica de Panamá se basa en el sector terciario, siendo uno de los países más precoces en utilizar esta política. Este sector representa el 75 % de su producto interno bruto, sin embargo ha existido un aumento significativo del sector industrial y de construcción. Su moneda oficial es el Balboa, el cual es equivalente al dólar estadounidense que circula legalmente en todo su territorio desde (1904).
Durante 2009 Panamá exportó, $16 209 millones de dólares, según la CEPAL, lo que lo convierte en el principal exportador de América Central y el décimo a nivel latinoamericano. Según diversos organismos financieros la economía panameña es considerada de ingresos altos.
Debido al crecimiento sostenido del PIB ocurrido durante los últimos años, organismos como el FMI proyectan que para 2030 el país alcance los $35 000 dólares per cápita PPA acercándose algo más al umbral de ingreso de las economías desarrolladas, situado en torno a los $20 000 per cápita PPA.
El país está clasificado en la categoría de grado de inversión por parte de las empresas calificadoras de riesgo: Standard & Poor's, Moody's y Fitch Ratings.El Índice de Libertad Económica de Panamá en el 2012 fue de 65.2 puntos, ubicándolo en el puesto mundial número 55.
Según el Índice mundial de innovación, a cargo de la Organización Mundial de la Propiedad Intelectual, en 2024, Panamá se ubicó en lugar 82 en innovación entre 133 países del mundo;mientras que en 2023 ocupó el lugar 84 y el lugar 81 en 2022.

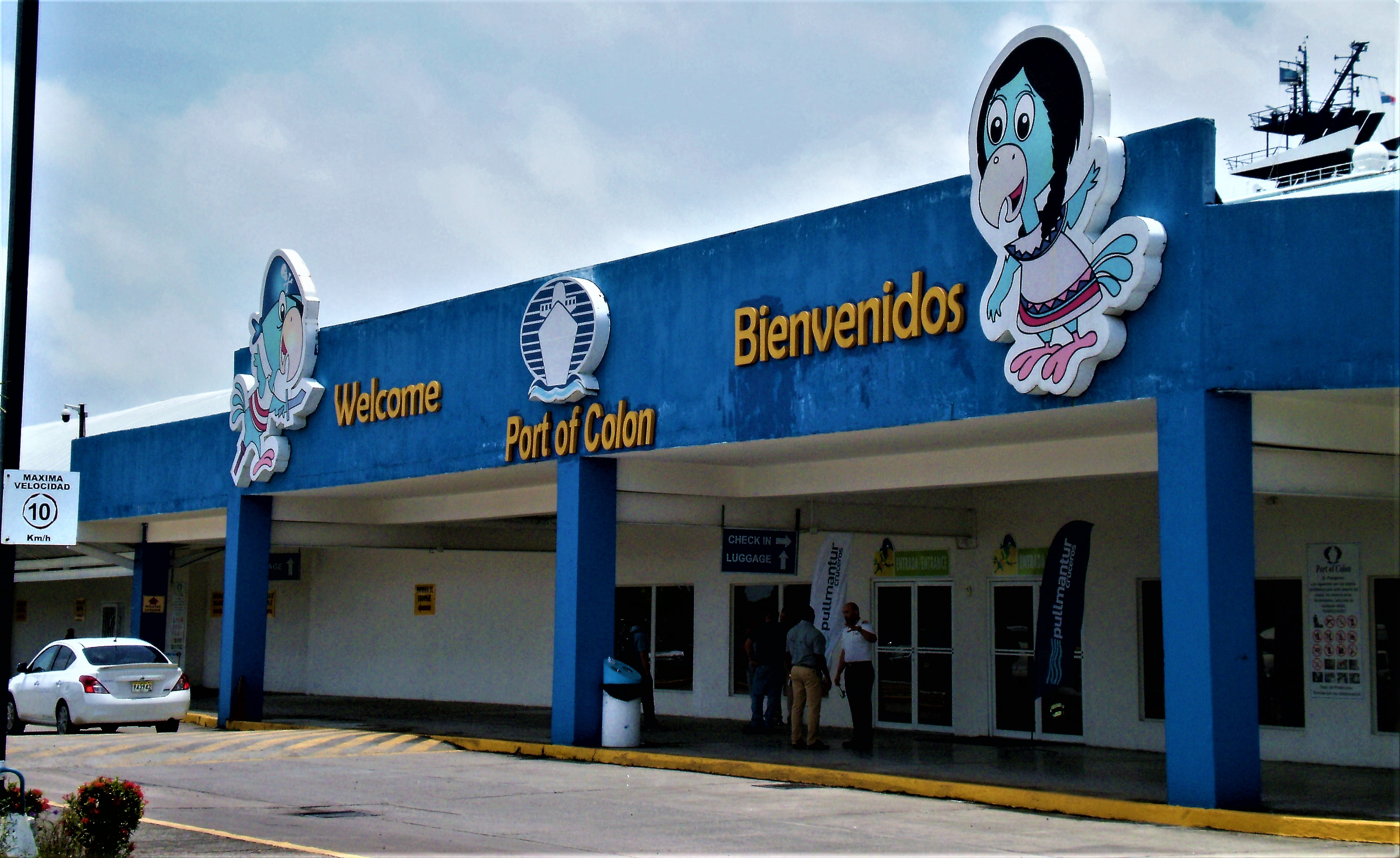
Terminal de Cruceros de Colón.

### Turismo

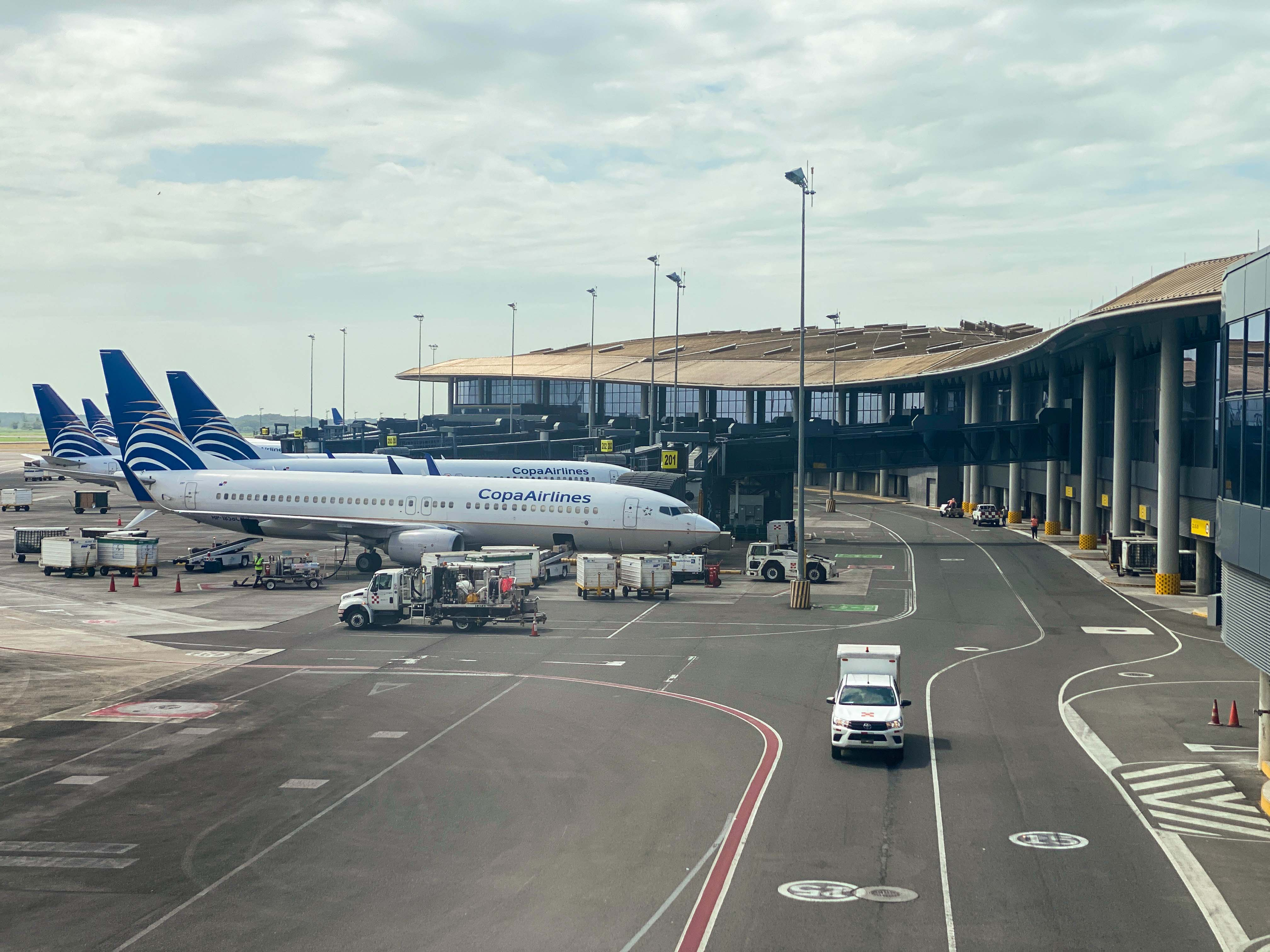
Terminal 2 del Aeropuerto Internacional de Tocumen, aeropuerto más grande de América Central, año 2022

El turismo en Panamá representa una de las principales actividades del país. Las principales áreas del turismo en Panamá se centran en el turismo de negocios, playas y comercio.
La mayor parte de los turistas provienen de Estados Unidos de América, Canadá, Europa, América Central y América del Sur.
Anualmente el turismo genera ganancias aproximadas a 1400 millones de USD.
Esta cifra ha aumentado rápidamente desde que en 2004 arribó el turista millón. 2011 cerró con la llegada del turista 2 millones.
Panamá recibió en el año 2013 cerca de 1 527 228 turistas en el aeropuerto de Tocumen. En Panamá un turista, en promedio, gasta entre 365-385 USD por día, siendo el gasto turístico más elevado de América Central, mientras que el promedio de estadía turística en Panamá oscila entre 6 y 7 días.
Durante el año 2011 Panamá recibió más de 2 millones de turistas, con un crecimiento del 18 % con respecto al 2010. La revista New York Times colocó a Panamá como el mejor lugar para visitar durante el 2012 ya que este país vive un gran momento económico, luego de haber recuperado hace 12 años el control del Canal. Para el diario el sello distintivo del país es la vía interoceánica y su ampliación, que debe finalizar en el 2014, bajo una inversión de miles de millones de dólares.
También destacan la construcción del Waldorf Astoria Panamá, el primer hotel Waldorf Astoria en América Latina, que abrió en marzo de 2013; el Trump Ocean Club, que fue inaugurado en el 2010, y el BioMuseo, un centro de historia natural que abrió sus puertas el 2 de octubre del año 2014; así como el Casco Antiguo de la ciudad, declarado por la UNESCO Patrimonio de la Humanidad en 1997, y el archipiélago de Bocas del Toro, que se ha convertido en una parada popular de mochileros.
Según el reporte de la Contraloría General de la República, Migración y Estadísticas de la Autoridad de Turismo de Panamá, el turismo aportó un 8 % al crecimiento del PIB en 2016 y aumentó en un 9 % las plazas de empleo en el país siendo los visitantes de América del Sur los que más ingresaron por el Aeropuerto de Tocumen en el período de enero a octubre de 2016.

## Desigualdad
Panamá es uno de los países más desiguales de América Latina, el país es el tercero, solo superado por Brasil y Honduras, según el Banco Mundial, el BID indica que aunque la desigualdad se ha reducido en Panamá, lo ha hecho a un ritmo notablemente inferior al de otros países de América Latina.
En lo que parece ser una paradoja, Panamá continúa siendo una de las naciones más desiguales en Latinoamérica, pese a tener una de las economías más dinámicas de la región, según el Banco Interamericano de Desarrollo (BID).
Es el tercer país latinoamericano con mayores desigualdades territoriales en producto interno bruto (PIB) per cápita, lo cual resulta muy llamativo, habida cuenta del tamaño del país y que, además, no tiene grandes accidentes orográficos que dificulten los vínculos económicos entre sus territorios, afirma un estudio de la entidad crediticia internacional. 
En El Salvador o Uruguay, por ejemplo, las desigualdades son una tercera parte de las de Panamá.
Los economistas panameños se muestran en desacuerdo con las comparaciones del BID, señalando que «no podemos compararnos con países como Honduras, Guatemala, Colombia y Venezuela, toda vez que por supuesto que somos superiores, nuestro ingreso es igual al de Uruguay y al de Chile, por lo que esa es la única comparación viable».
El BID indica que aunque la desigualdad se ha reducido, lo ha hecho a un ritmo notablemente inferior al de otros países de América Latina, pese a que el crecimiento de éstos ha sido mucho menor.
Entre 2007 y 2017, afirma el organismo multilateral, por cada punto porcentual de aumento del PIB el índice de Gini se ha reducido un 0.05 % en el país , frente a un 0.28% en promedio regional.

## Infraestructuras

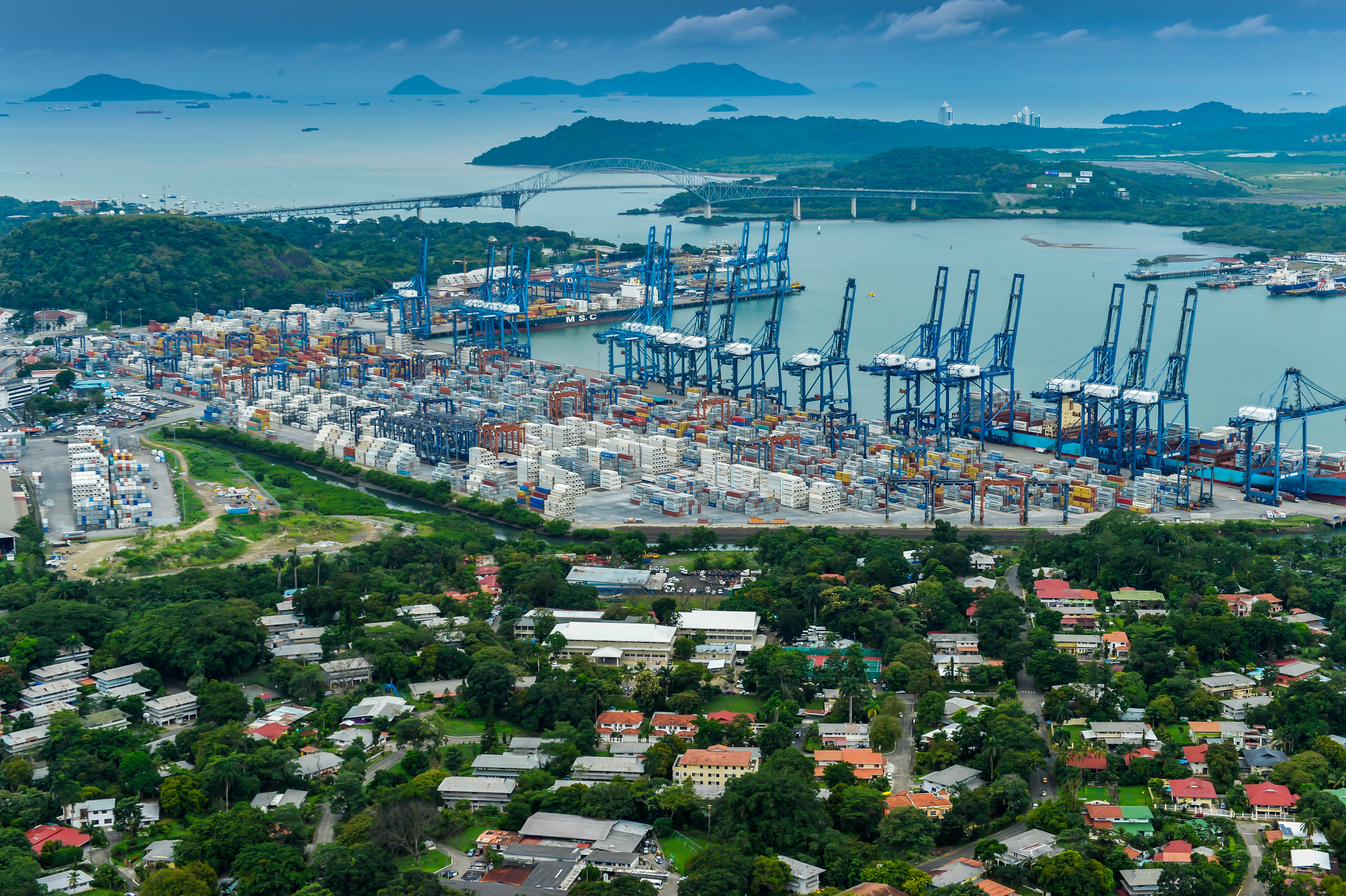
Vista aérea del puerto de Balboa en 2016.

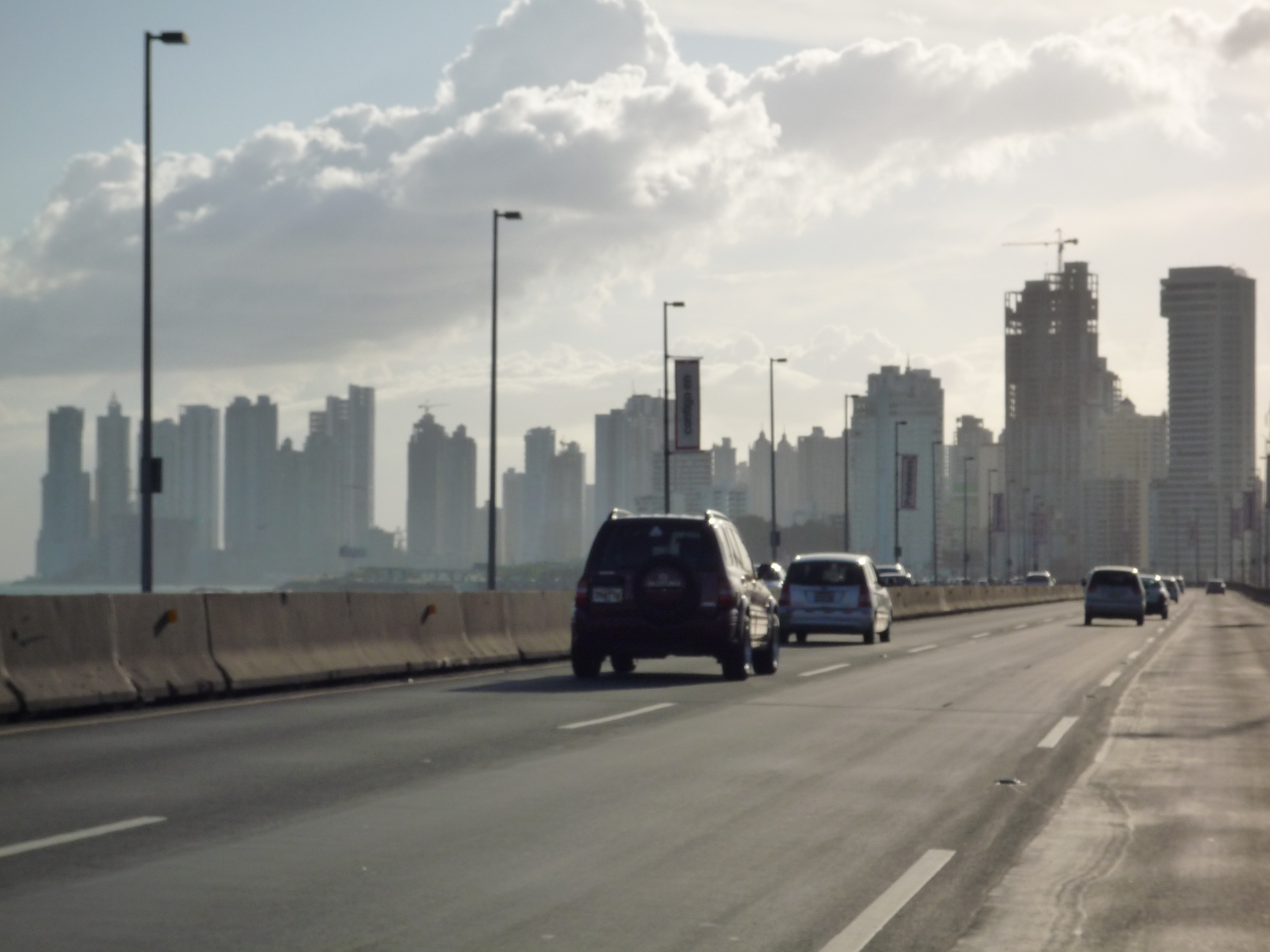
El Corredor Sur es una importante autopista que recorre el sur de la periferia de la ciudad de Panamá.

La principal obra de infraestructura del país es el canal de Panamá, empezado a construir en 1869 por un consorcio francés.
El país invirtió 5250 millones de dólares en la ampliación de esta vía.
En el siglo XIX también se destacó la construcción del ferrocarril transístmico, que facilitó la comunicación interoceánica.
La Línea 1 del Metro de Panamá, que une la gran estación de autobuses de Albrook con San Isidro en la zona norte de la Ciudad de Panamá, se inauguró el 5 de abril de 2014, siendo así el primer metro de América Central. Actualmente cuenta con dos líneas en funcionamiento.

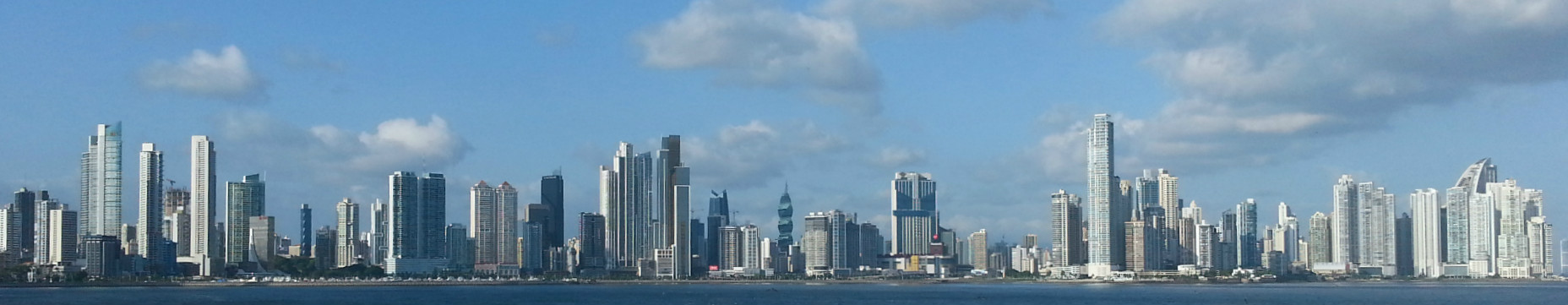
Panorámica de los rascacielos de Ciudad de Panamá.

### Telecomunicaciones
En 1974 fue creado el Instituto Nacional de Telecomunicaciones (INTEL), el cual tenía la tarea de planificar, dirigir, mejorar, extender y proveer los servicios de telecomunicaciones. Con la Ley 5 de 1995, se reforma este ente gubernamental. El proceso termina en 1997 con la privatización al venderse el 49 % de sus acciones a Cable & Wireless (C&W), compañía de origen británico. El resto de las acciones se reparte entre el Gobierno (49 %), y los empleados (2 %). Este reparto otorgó a C&W el régimen de exclusividad hasta el 2 de enero de 2003. Panamá cuenta con cuatro sistemas de fibra óptica que se extienden por todo el país. Estas redes submarinas dan al país cuatro conexiones internacionales por alta banda ancha, rutas troncales de fibra óptica, reemplazando el sistema de alimentación mediante enlace por satélite.
Telefonía móvil
Durante 1995 se introdujeron modificaciones en la Ley 17 de 1991, con el fin de someter a licitación pública la banda A de telefonía móvil. En enero de 1996, el gobierno adjudica la banda A de telefonía celular a la compañía BCS de Panamá (Bellsouth), luego vendida a Telefónica opera bajo el nombre de "Tigo Panamá". En 1997 C&W crea una subsidiaria para la telefonía móvil llamada (C&W móvil). Una década más tarde, en 2008, dos compañías más ganarían licitaciones para ofrecer este servicio:
- Digicel Panamá S.A.[153]
- Claro Panamá S.A.[154]

Conformando así cuatro compañías que ofrecen el servicio de telefonía móvil.
Mientras que el promedio de abonados por cada 100 habitantes al servicio de telefonía celular en América Latina y el Caribe fue 106.9, en los países en desarrollo 77.8 y en el mundo 85.7, en Panamá 203.9 según dicho Informe. La proporción de Panamá es equivalente a reconocer que cada habitante en promedio contó con dos celulares o teléfonos móviles.
Internet
Las primeras conexiones de internet comienzan en junio de 1994, mediante RedHUCyT (Red Hemisférica Interuniversitaria de Información Científica y Tecnológica) y PANNet, (Red Académica y de Investigación Nacional).
Sin embargo, el salto definitivo a una utilización masiva de este medio se hace gracias la creación de Intered Panamá en 1995, a raíz de la Ley de Reestructuración de INTEL. El servicio de internet es ofrecido por diversas compañías de nivel nacional e internacional, como:
- Columbus Networks
- C&W Panamá
- Tigo
- Wipet[156]
- Mobilnet

entre otras.
También es ofrecido el servicio de internet público, conocido como Red Nacional de Internet en áreas como parques públicos, colegios, hospitales y bibliotecas de todo el país.
Para comienzos de la década de 2000, existían cerca de 45 000 usuarios, los cuales representaban una penetración del 1.5 %.
Para inicios de la década de 2010, se estima existen unos 959 900 usuarios, los cuales representan un crecimiento del 2033 % y alcanzan una penetración del 43 %.
Según la Unión Internacional de Telecomunicaciones, Panamá es el país con mayor número de suscriptores a internet de América Central.
Panamá es la economía con mayor penetración de Internet en América Central, ya que el 42,7 % de la población contó con acceso a Internet según un Informe preparado por la Unión Internacional de Telecomunicaciones con datos de 2011, y el tercero de Latinoamérica, superado solo por Chile (53,9 %) y Brasil (45 %). Panamá ocupó el 70.º puesto entre 177 países evaluados y cuenta con una mayor proporción de usuarios conectados a Internet que la media de América Latina y el Caribe (38,8 %), países en desarrollo (24,4 %) y el mundo (32,5 %), según el mismo informe.

### Medios de comunicación
Prensa
Panamá cuenta con siete diarios de circulación nacional: La Prensa, Mi Diario, La Estrella de Panamá, El Siglo, Crítica, Día a Día, Panamá América., P.M. y Metro libre. El primer diario del istmo fue publicado por Mariano Arosemena en 1820.
Radio
En Panamá existen en todo el país 184 frecuencias de radiodifusión comercial autorizadas por la Autoridad de los Servicios Públicos de la República de Panamá en la banda FM y 101 en la banda de AM.
La primera estación de radio AM comercial panameña autorizada, inició el 25 de diciembre de 1934.
Televisión
En 2009 Panamá adoptó los estándares europeos de DVB-T (Digital Video
Broadcasting) para la televisión digital terrestre.
Existen más de diez canales de televisión que ofrecen el servicio en televisión abierta para todo el país. Entre estos: TVN, RPC, FETV, NEX, TV Max, Telemetro, Mas 23, SerTV, Viva, Oye TV, Plus Canal 35 y Hosanna Visión.
Además de otros canales que solo brindan el servicio en televisión por suscripción. Estos son: Cable Onda Sports, Eco TV, BTV Panamá, COS FC. 
El primer canal de televisión abierta en Panamá fue el canal de las fuerzas armadas de los Estados Unidos SCN Canal 8, que comenzó a transmitir el 6 de mayo de 1956, y el primer canal panameño fue RPC lanzado en marzo de 1960, opera en el canal 4 de la ciudad de Panamá.
Ya en 1961 la ABC de origen estadounidense en conjunto con empresarios panameños, fundan TVN, la cual opera en el canal 2 de Panamá, además de su señal en formato HDTV.
El 13 de octubre de 1981, inicia transmisión Telemetro como un canal especializado en películas. Durante sus inicios transmitía de 4:00 a. m. a 10:00 p. m. Opera en la frecuencia VHF 13, a partir de 2009 transmite 24 horas y de 2011 transmite en formato HDTV. El 31 de octubre de 2012, inicia transmisiones NEX, siendo este un canal con programación Generalista. 
En la actualidad existen 3 conglomerados de medios televisivos, siendo Corporación Medcom el más grande con 6 canales. Otro conglomerado importante en el país es TVN Media, que cuenta con 2 canales y Compañía Digital de Televisión cuenta con 3 canales. También se encuentra el Sistema Estatal de Radio y Televisión la cual opera el canal estatal panameño (SerTV).

## Demografía

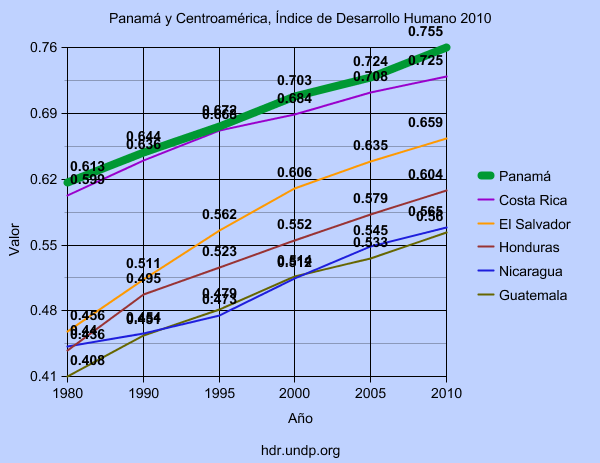
Índice de desarrollo humano panameño comparado con cinco países centroamericanos.

En el año 2016, Panamá tiene una población de 4 015 813 habitantes, convirtiéndose en uno de los países menos poblado del continente americano.
Entre 1950 y 2010 la población pasó de 839 000 habitantes a los 4.1 millones de habitantes.
Más del 70 % de los panameños habita en áreas urbanas y la mitad habita en la ciudad de Panamá y zonas conurbadas. Por su parte el 30 % de la población tiene menos de 14 años, el 63.6 % tiene entre 15 y 64, y el 6.4 % tiene más de 64 años.[actualizar]
Está clasificado dentro de los países que poseen desarrollo Humano alto, con una puntuación de 0.795 (2019), que lo ubica en el puesto 58 de 169 países, siendo el país con mejor desarrollo humano en América Central y el cuarto en América Latina.
La tasa de alfabetismo alcanzó en 2014 un 97,5 %. Por su parte la tasa de escolarización es del 96.4 %, con un máximo de 97.1 % en la provincia de Colón y un mínimo de 86.8 en la Comarca de Guna Yala.

### Grupos étnicos
Panamá es uno de los países étnicamente más diversos del mundo. Su población está compuesta por mestizos, mulatos, negros, blancos, indígenas y de diversos orígenes nacionales: chinos, hindúes, españoles, estadounidenses, colombianos, italianos, argentinos, griegos, franceses, árabes, judíos, nicaragüenses, costarricenses, hondureños, mexicanos, venezolanos, antillanos, dominicanos, chilenos, entre otros. Además habitan siete grupos amerindios. En lo relativo a la distribución étnica, el 65 % de los panameños son mestizos, el 16 % son mulatos y negros, el 13 % indígenas y el 6 % blancos.

### Sociedad
Hasta principios del siglo XX, la sociedad panameña estaba dividida en clases alta y baja inamovibles. Pero desde la década de 1970, el país ha logrado crear predominantes clases medias. Sin embargo en Panamá persiste la pobreza y la desigualdad social, pese a una notable reducción de la pobreza y desempleo en los últimos años y al alto índice de desarrollo humano logrado en las últimas dos décadas. Para 2017, la pobreza cubrió a un 14 % de la población, ubicándose por debajo de la media latinoamericana de un 31,4 %.

### Idioma
Aunque el país es mayoritariamente monolingüe en idioma español, que es la lengua nacional y oficial del país, se hablan numerosas lenguas indígenas. Además del español, se reconocen como idiomas oficiales indígenas al ngäbe, buglé, kuna, emberá, wounaan, naso tjerdi y bri bri. Los inmigrantes, además del idioma español, hablan sus propios idiomas. El árabe es hablado por las colonias sirias y libanesas en la provincia de Colón. El inglés es el idioma extranjero de mayor uso y demanda, y es hablado por afroantillanos de la costa atlántica del país y en Ciudad de Panamá. 

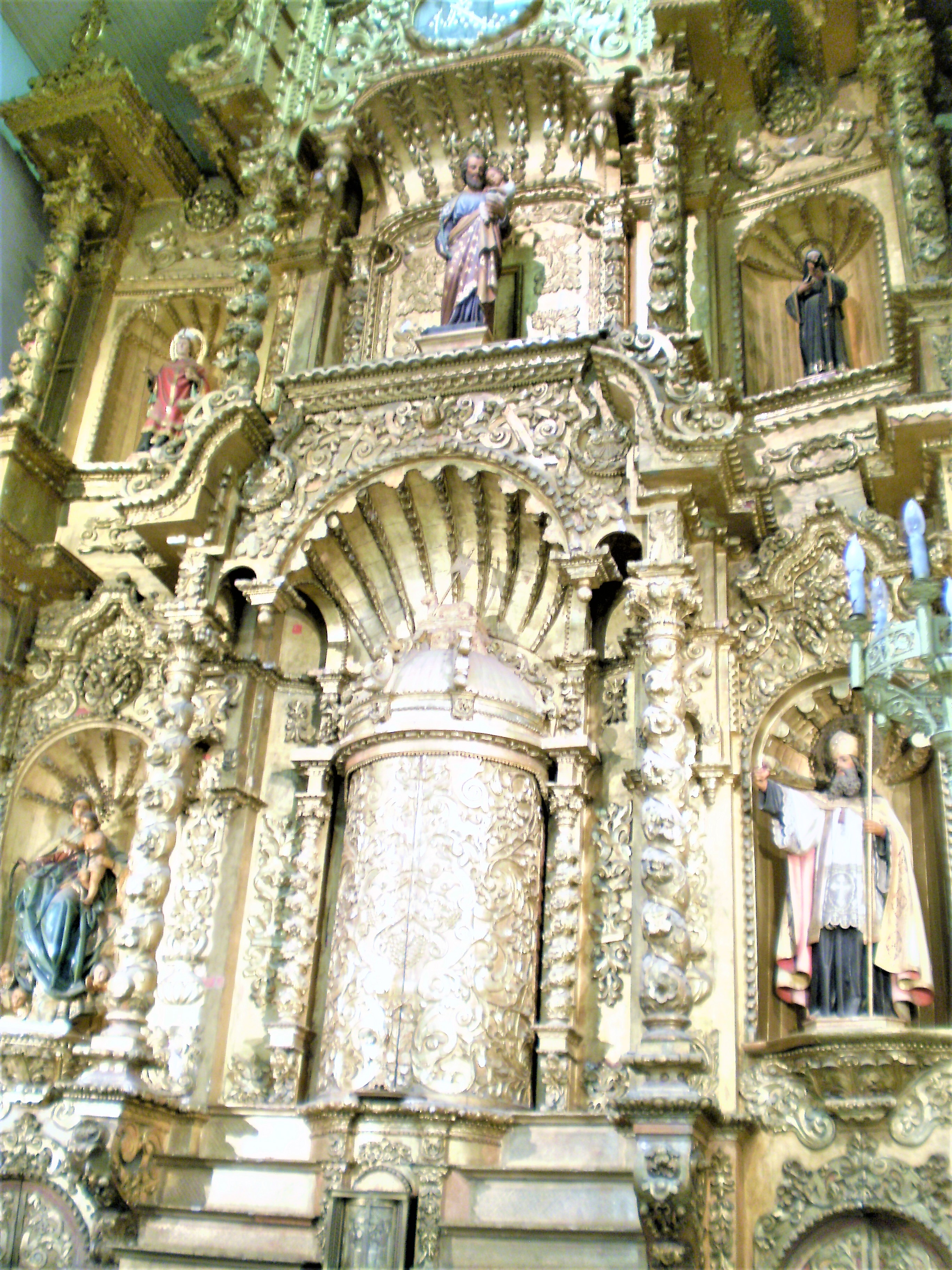
Iglesia de San José, conocida por su Altar de Oro (centro histórico de la Ciudad de Panamá).

### Religión

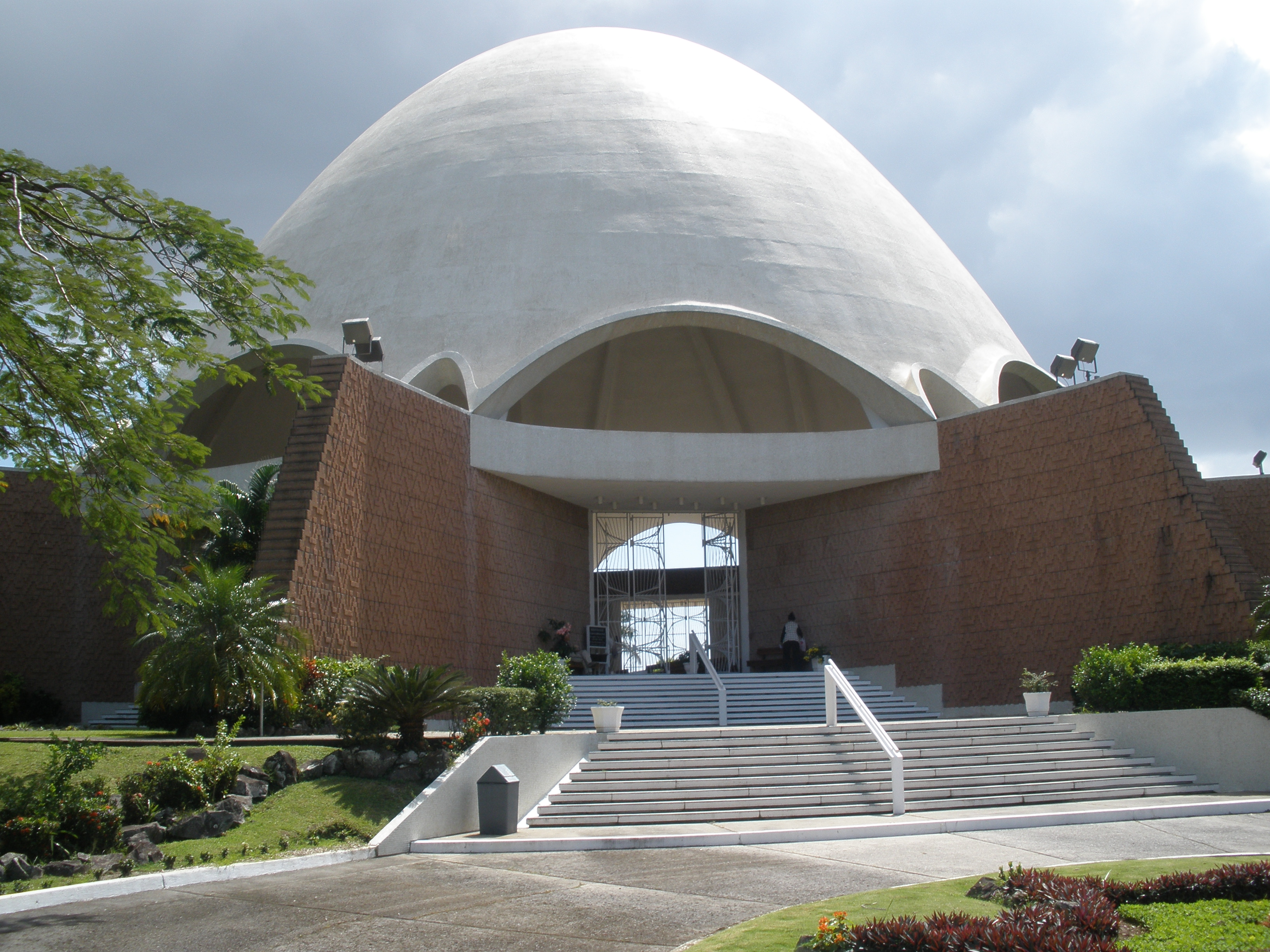
Templo Bahá'í en San Miguelito.

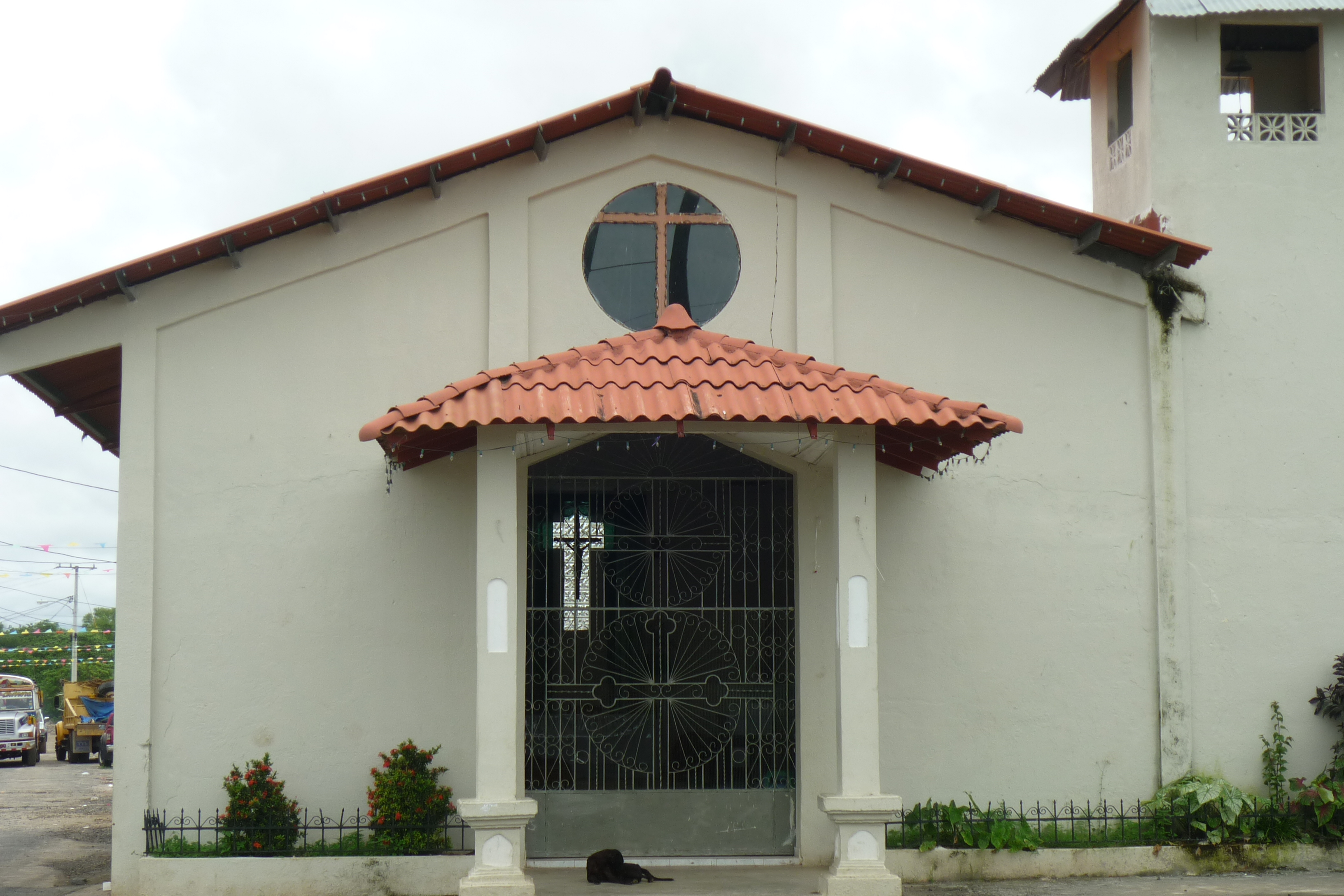
Iglesia católica ubicada en la población costera de Puerto Caimito, tipo de iglesia común en el interior de Panamá

Por su diversidad cultural, en el país se práctica una amplia gama de religiones; sin embargo, desde aproximadamente 30 años no se conoce con precisión la cantidad de los asiduos a cada grupo debido a que la Contraloría General de la República de Panamá ha obviado preguntar en los tres últimos censos, es decir, en 30 años, la religión que profesa cada habitante del país.
Las cifras que se manejan hasta ahora indican que la religión católica es la que predomina, seguida de los evangélicos, los adventistas, los testigos de Jehová y los mormones.
Según una encuesta realizada en junio de 2017 por Pew Forum, se reflejan los siguientes datos:
- Católicos: 76%
- Protestantes: 21 %
- Otra: 3 %
- Ateos o agnósticos: 6 %

Es común encontrar religiones orientales como el judaísmo, el budismo, el hinduismo, el islam, la fe bahá'í, entre otras.
La Constitución Nacional establece que «es libre la profesión de todas las religiones así como el ejercicio de todos los cultos, sin otra limitación que el respeto a la moral cristiana y el orden público».
El 31 de julio de 2016 Panamá es anunciada como sede de la XXXIV edición de la Jornada Mundial de la Juventud 2019 del 22 al 27 de enero de 2019 en la Ciudad de Panamá.

### Sanidad
La sanidad panameña es regida por el Ministerio de Salud de Panamá. Por su parte el sistema de salud público es administrado por dos entidades distintas:
- Ministerio de Salud de Panamá (MINSA)
- Caja de Seguro Social de Panamá (CSS).

Los hospitales y los centros de atención primario que son administrados por el MINSA reciben fondos de partidas presupuestarias del estado.
Historia reciente
En 1941, durante el gobierno de Arnulfo Arias Madrid se crea la Caja de Seguro Social. Esta etapa se caracteriza por una creciente participación del Estado en los problemas de Salud Pública, pero sin una planificación adecuada y con la consecuente duplicidad de actividades y servicios.
En 1969, durante el gobierno de José María Pinilla (régimen militar) se crea el Ministerio de Salud.
Durante las décadas de 1960, 1970 y 1980, el sistema sanitario panameño tuvo un desarrollo considerable, sobre la base del Ministerio de Salud y la Caja de Seguro Social, a los que se fue agregando un sector privado.
Este crecimiento se hizo a partir de un gasto estatal elevado, especialmente durante la década de 1970, cuando el gasto sanitario se mantuvo sobre el 10 % de un presupuesto nacional, lo que produjo el aumento gasto por persona entre 1970 (34.7 dólares) y 1980 (57 dólares).
A finales de la década de 1980, se detuvo esta tendencia tanto por la crisis económica de 1982-1984 como por la crisis del Estado de 1988-1989, que hicieron caer el gasto social notablemente. Como resultado, en 1988 el gasto por persona se había reducido a (solo 18.4 dólares).
Durante las últimas dos décadas el sistema de salud ha sido criticado por muchos debido a la duplicidad de funciones y a la ineficiencia. A pesar de ello, la sanidad es accesible para casi todas las personas del área urbana y área rural no indígena.
Esperanza de vida
Para 2007, la esperanza de vida en Panamá alcanzó los 76 años según la OMS, y en 2009 aumentó a los 77 años, en 2018 fue de 78.4 años y solamente es superado en la región por Costa Rica, con 80.2 años, y Chile que tiene un promedio de vida de 79.9 años. para 2007 fue de 75.8 años según datos de la ONU. Según la OMS las panameñas tienen una esperanza de 78 años, la cual es la tercera mejor en América Latina. Por su parte los panameños tienen una esperanza de vida de 74 años, la segunda más alta de América Latina.
Se espera que durante el siglo XXI la población panameña sufra un proceso de envejecimiento, con el aumento de la población de la tercera edad. En el siguiente tabla se muestra este proceso, cifras en millones de personas.
| Año  | Población total | Población mayor de 60 años | Porcentaje |
| 2000 | 2 840 000       | 234 000                    | 8.2 %      |
| 2025 | 4 239 000       | 597 000                    | 14.1 %     |
| 2050 | 5 002 000       | 1 114 000                  | 22.3 %     |

### Educación

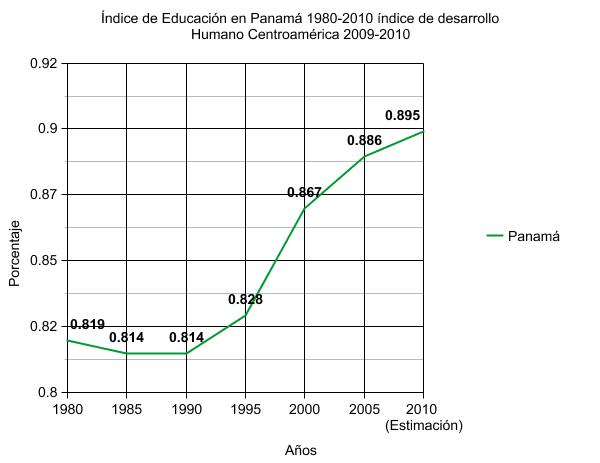
Índice de Educación en Panamá, basados en el índice de desarrollo humano Centroamérica 2009 - 2010.

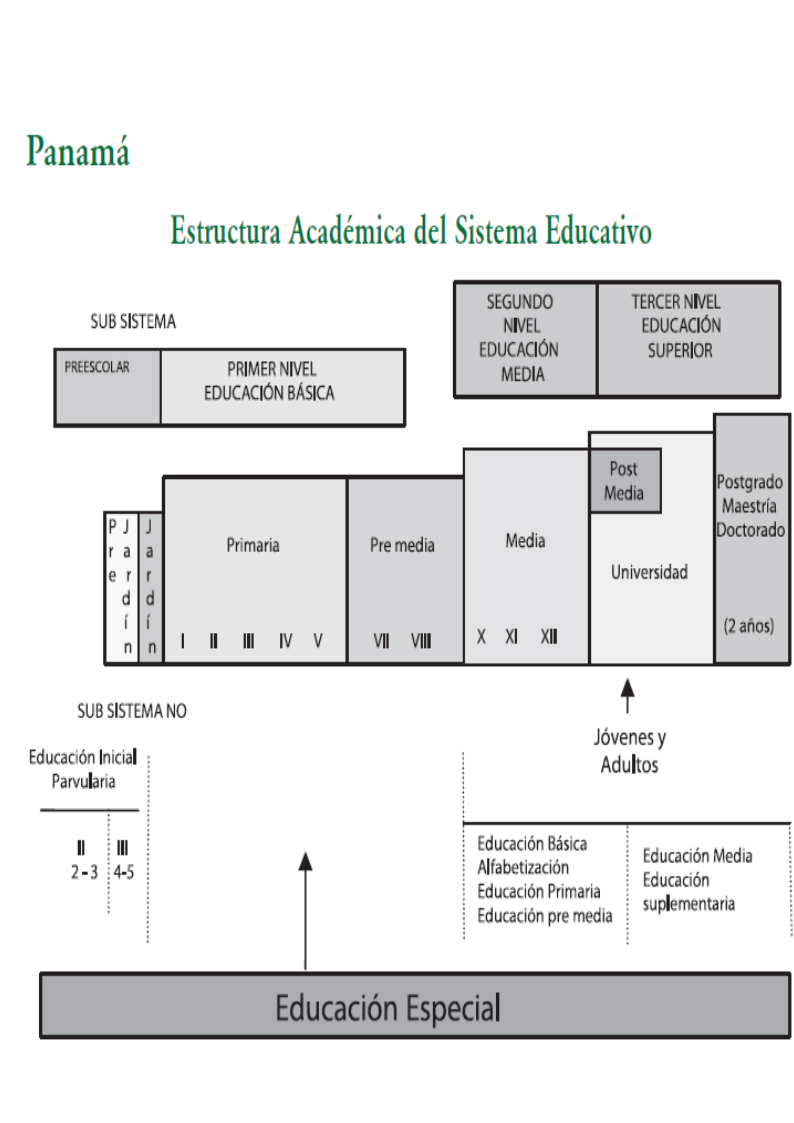
Estructura de los niveles educativos en Panamá.

El sistema educativo panameño se basa en la Ley orgánica de educación, promulgada en 1946.
El sistema educativo panameño está estructurado en cuatro niveles de enseñanza: preescolar, primaria, secundaria y terciaria o universitaria. Los niños de 4 a 5 años de edad pueden acceder a la educación preescolar. La educación primaria o básica está dirigida a niños de 6 a 11 años de edad, mientras que la educación secundaria se divide en dos etapas: premedia (para jóvenes de 12 a 14 años de edad) y media (para jóvenes de 15 a 17 años de edad).
Los niveles primario y secundario del sistema educativo son regidos por el Ministerio de Educación de Panamá (Meduca), mientras que la educación superior está comandada universidades estatales: la Universidad de Panamá, Universidad Autónoma de Chiriquí, Universidad Tecnológica de Panamá, Universidad Marítima Internacional de Panamá y la Universidad Especializada de las Américas. Los programas de estudios de las restantes universidades son fiscalizados y aprobados por estas dos instituciones. El país cuenta con una tasa bruta de matriculación de 79.7 %, lo que lo convierte en el líder de la región centroamericana. Según el nuevo método de cálculo su índice de educación promedió en 2010 un 0.718.
Estructuras regionales

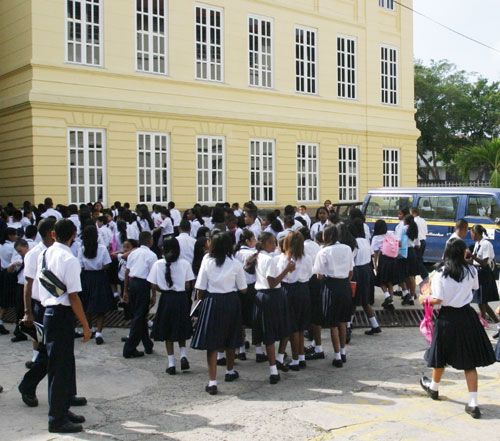
El Instituto Nacional de Panamá fue una de las primeras escuelas de educación medias fundadas.

El decreto ejecutivo 141, de 1997, crea las regiones educativas escolares que establece el modelo de organización administrativa descentralizada para las direcciones regionales.
Las cuales son:
- Bocas del Toro
- Chiriquí
- Coclé
- Colón
- Comarca Emberá-Wounaan
- Comarca Guna Yala
- Comarca Ngäbe-Buglé
- Darién
- Herrera
- Los Santos
- Panamá Centro
- Panamá Este
- Panamá Norte
- Panamá Oeste
- San Miguelito
- Veraguas

Datos educativos
| Alfabetismo (2014) | Población con educación primaria completa | Población con educación secundaria completa (2017) | Tasa de matriculación en educación primaria (2009) | Tasa de matriculación en educación secundaria (2009) | Tasa de matriculación en educación terciaria (2009) | Tasa de repetición (2009) |
| 97.5 %             | 98 %                                      | 92.3 %                                             | 111.2 %                                            | 71.2 %                                               | 45 %                                                | 5.3 %                     |

## Cultura

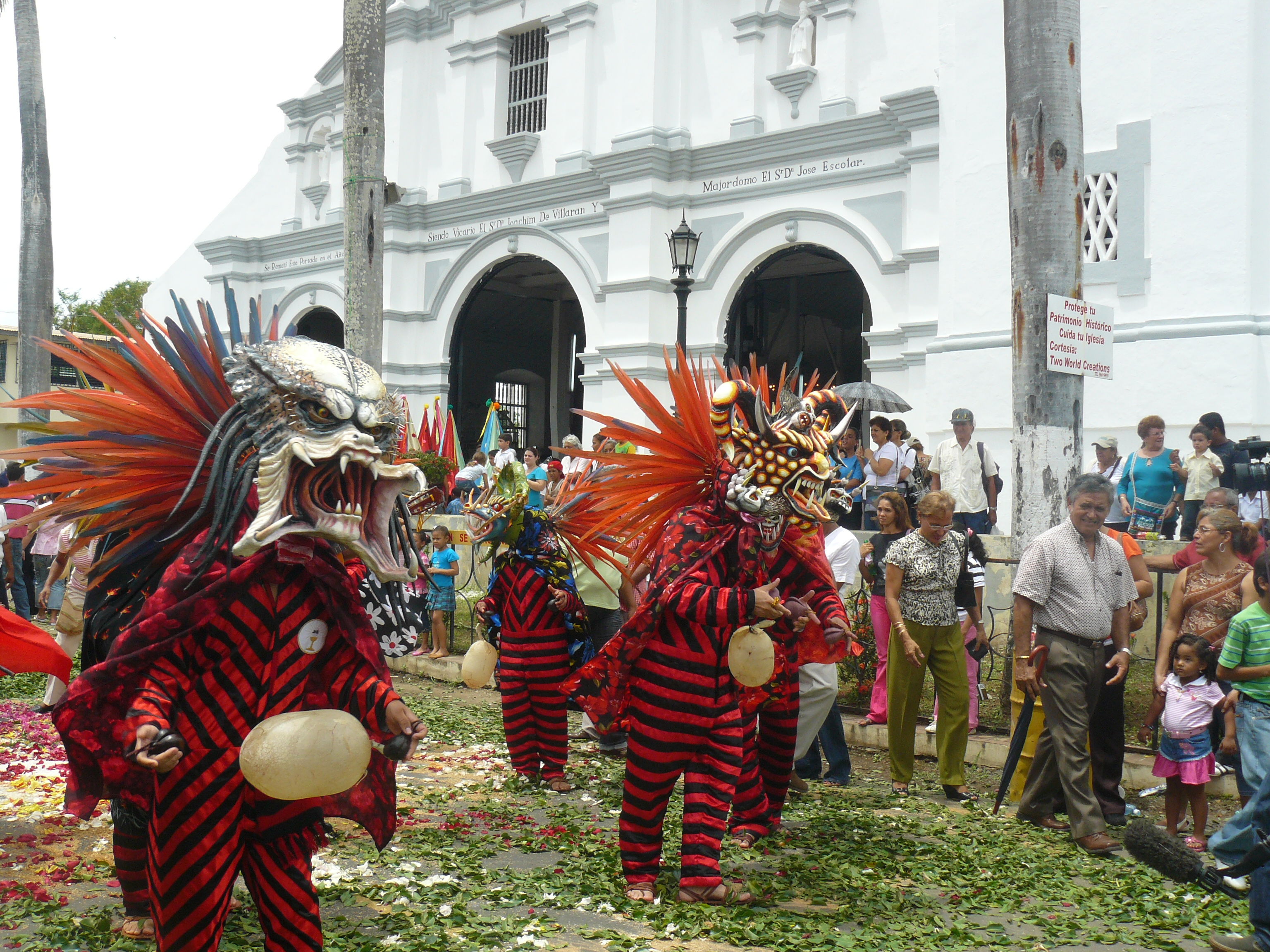
Diablicos sucios en la celebración del Corpus Christi.

En Panamá existen siete culturas indígenas que practican costumbres ancestrales. También hay museos, sitios arqueológicos y tres ciudades históricas coloniales con fortalezas, iglesias y conventos que datan de los siglos XVI al XIX.

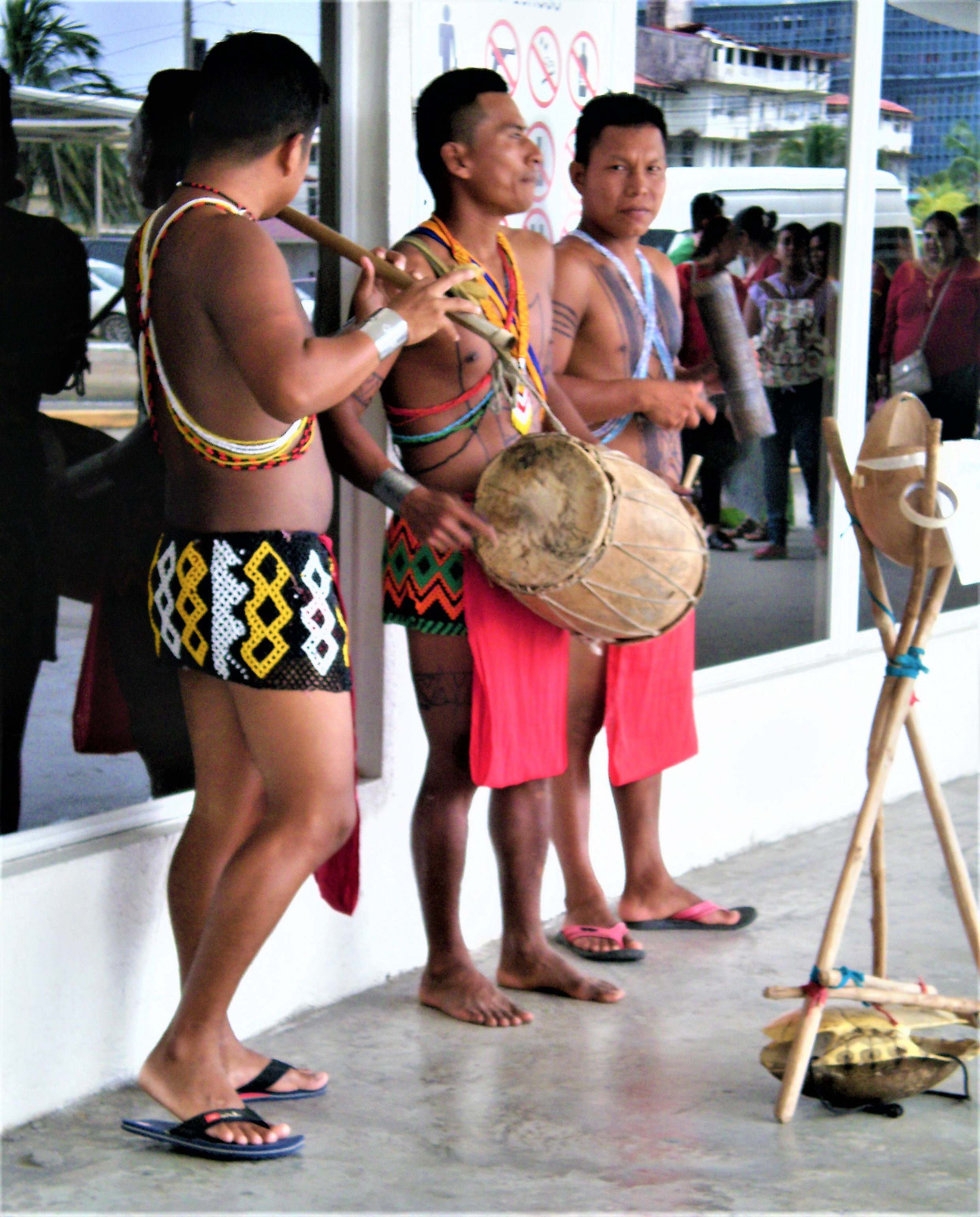
Aborígenes de la cultura embera tocando su música en el puerto de Colón.

El folclore varía en cada región y está representado por el traje típico, la pollera, la comida y platos tradicionales, así como la música y el baile.
Los carnavales son una de las fiestas principales de Panamá, especialmente en Panamá, Las Tablas, Chitré y Herrera.
Arte y costumbre popular tienen un escenario de encuentro en las famosas ferias y festivales azuerenses, tomando como referencia de que en esa región (la península de Azuero) es donde más se dan manifestaciones típicas y se guarda celosamente las tradiciones. Entre los más famosos están la celebración del Corpus Christi, una de las principales fiestas del folklore panameño, el desfile de Mil Polleras, etc.

## Deporte

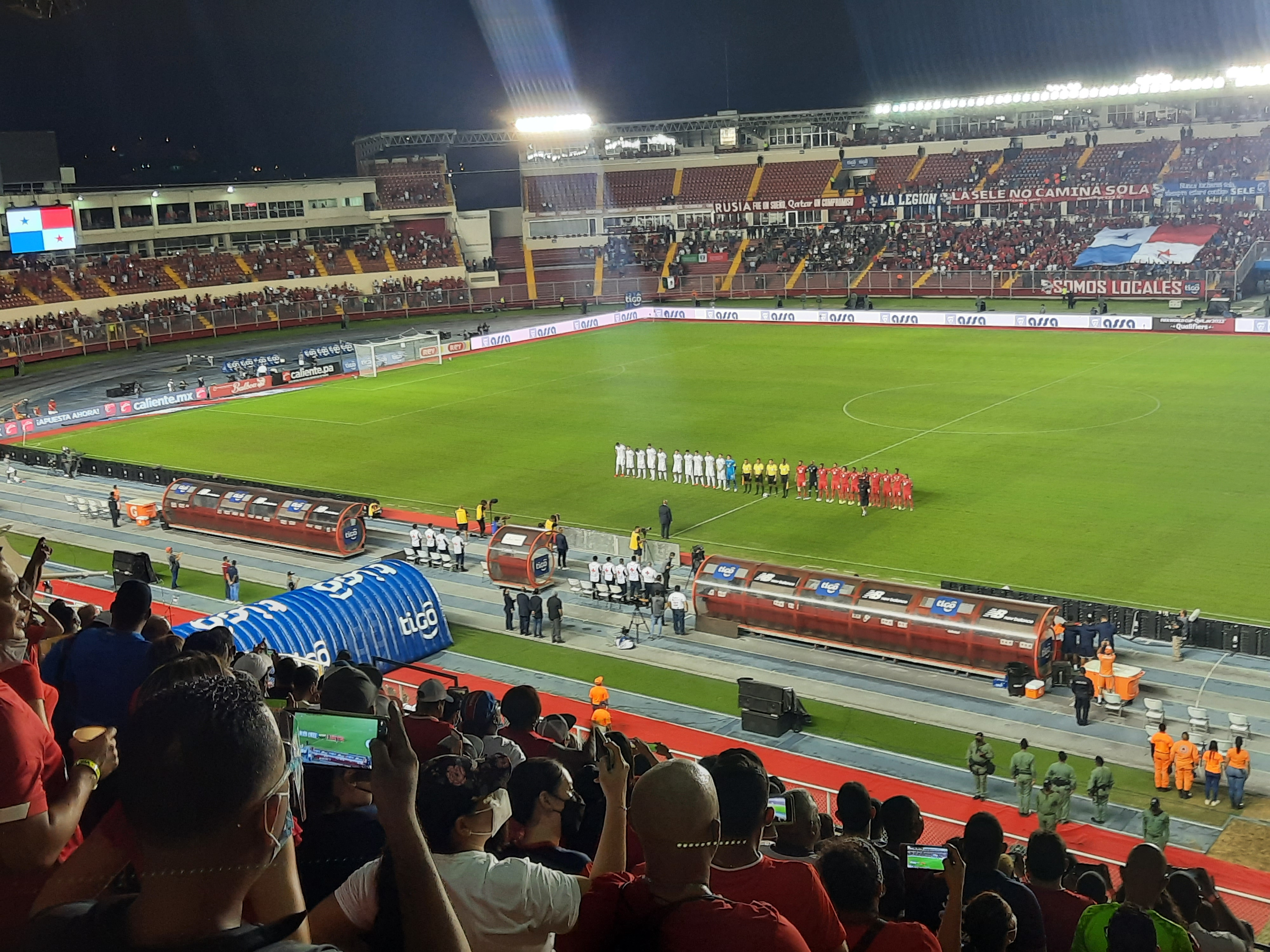
Juego eliminatorio en Rommel Fernández

El fútbol es el deporte más popular en Panamá. Algunos futbolistas destacados internacionalmente como Luis Ernesto Tapia, Armando Dely Valdés, Rommel Fernández, Julio César Dely Valdés, Jaime Penedo, Román Torres, Felipe Baloy, Blas Pérez, Luis Tejada; en la actualidad se destacan Luis Mejía, Michael Murillo, Alberto Quintero, Gabriel Torres, Harold Cummings y Adalberto Carrasquilla. El estadio más grande del país adoptó el nombre del futbolista Rommel Fernández cuando falleció en España en 1993 víctima de un accidente de tráfico. La selección nacional ha logrado el mayor éxito de su historia al lograr clasificarse como equipo participante en la Copa Mundial de Fútbol de 2018, en el que debutó ante Bélgica el 18 de junio. 

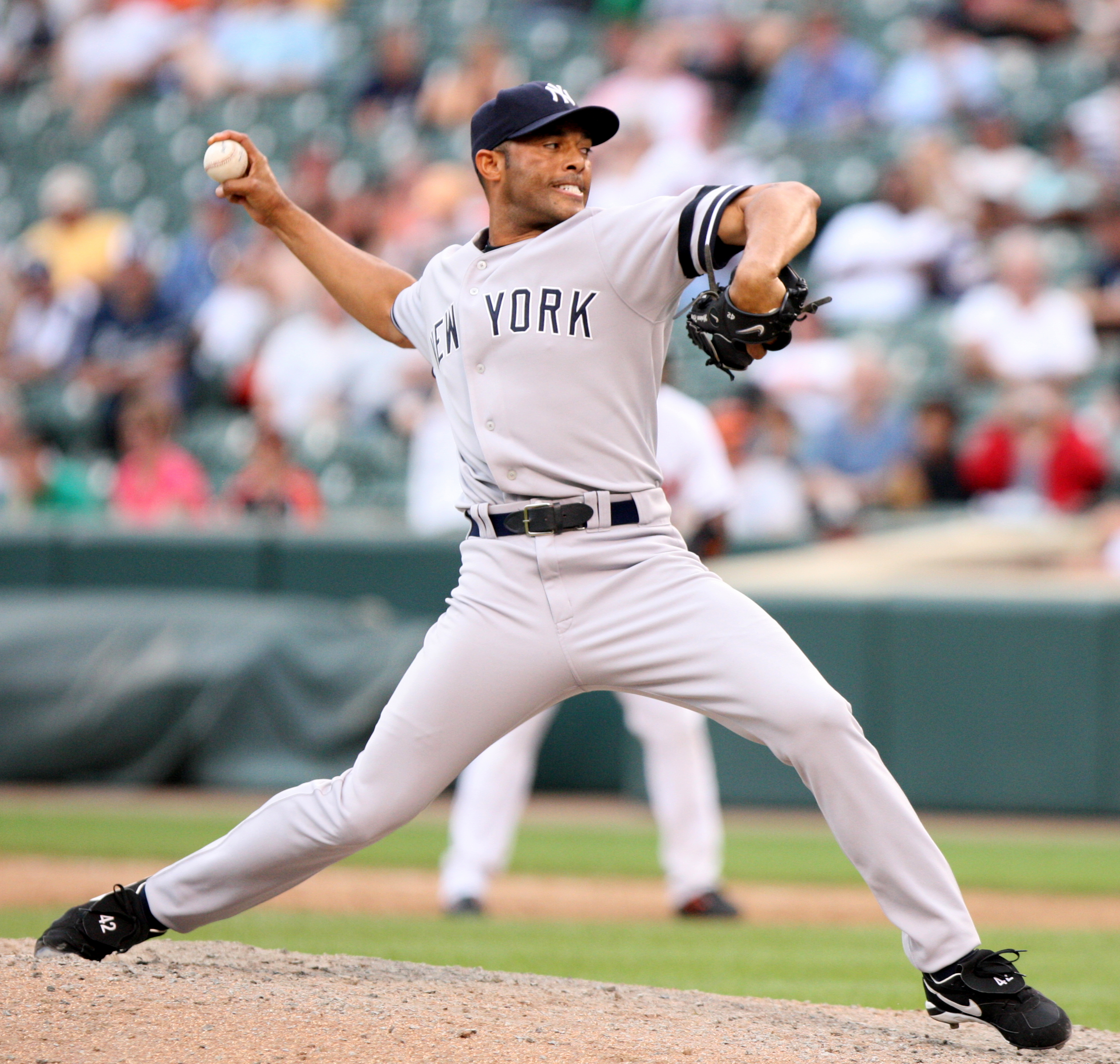
Mariano Rivera en los New York Yankees.

El béisbol es el deporte nacional de Panamá y el segundo deporte más popular. Varios peloteros panameños han actuado en las Grandes Ligas de Béisbol, como Humberto Robinson, primer panameño en debutar en la MLB; Rod Carew, Mariano Rivera (ambos miembro del Salón de la Fama de Estados Unidos), Carlos «Calicho» Ruiz, Juan Berenguer, Manny Sanguillén, Roberto Kelly, Ben Oglivie y Carlos Lee, el panameño con más jonrones en la «Gran Carpa». En la actualidad se destacan Iván Herrera, Justin Lawrence, José «Chema» Caballero y Miguel Amaya, todos ellos jugadores activos en las Grandes Ligas. En la Copa Mundial de Béisbol, Panamá consiguió un subcampeonato en el 2003 y un tercer lugar en 1945 y 2005, además, fue sede del campeonato en 2011. El país cuenta con el Campeonato Nacional de Béisbol Mayor que es la liga más popular y la Liga Profesional de Béisbol de Panamá (LPBP) en el que el campeón representa a Panamá en la Serie del Caribe, en la que también juegan los campeones de las ligas de Colombia, Cuba, México, Puerto Rico, República Dominicana y Venezuela. Este torneo ha sido ganado en 1950 y 2019 por escuadras panameñas.
El baloncesto tiene también una gran popularidad, sobre todo en la Ciudad de Panamá y Colón; varias figuras han destacado, como Rolando Blackman, considerado como el mejor jugador panameño de la historia, Davis Peralta Jr., Kevin Daley, Stuart Gray y Rolando Frazer; en la actualidad se destacan Iverson Molinar y Donovan Mitchell. La selección nacional ha participado en varias ocasiones de la Copa Mundial de Baloncesto y obtuvo una medalla de bronce en los Juegos Panamericanos de 1967.

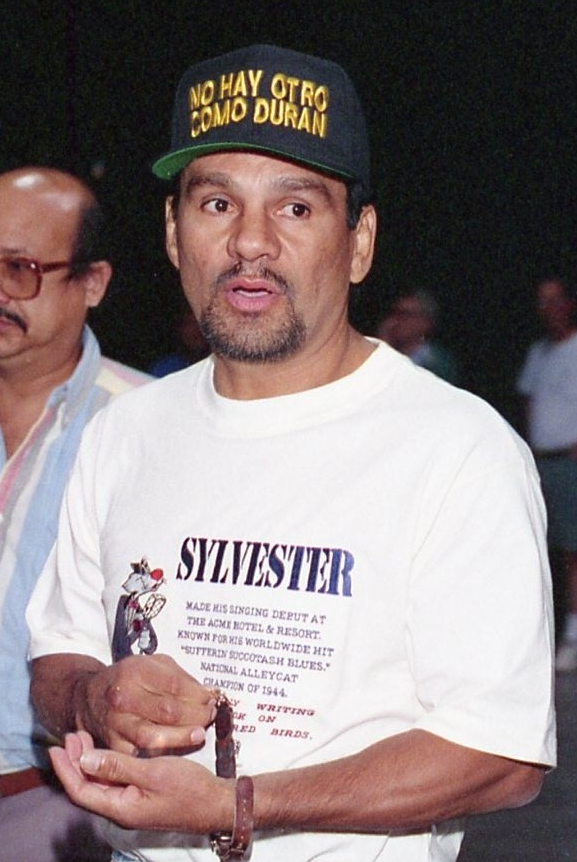
Roberto «Mano de Piedra» Durán en 1994.

El boxeo es una de las disciplinas más practicadas, entre los exponentes más importantes de este deporte están Alfonso Teófilo Brown (Panamá Al Brown), Roberto Durán, Eusebio Pedroza, Ismael Laguna e Hilario Zapata. En el boxeo femenino destaca Atheyna Bylon, medalla de oro en el Campeonato Mundial de Boxeo Aficionado en 2014 y medalla de plata en los Juegos Olímpicos de París 2024.
El atletismo es otra modalidad popular en la Ciudad de Panamá y en la provincia de Colón; el único medallista de oro olímpico panameño (Pekín 2008) es nativo de esa provincia; Irving Saladino, uno de los mejores saltadores de longitud del mundo. Otros atletas destacados son Lloyd LaBeach quien ganó dos medallas de bronce en los Juegos Olímpicos de Londres 1948 en los 100 y 200 metros lisos y Alonso Edward, subcampeón de los 200 metros en los campeonatos del mundo de Berlín 2009, y es el poseedor del récord continental de dicha prueba.
- Panamá en los Juegos Olímpicos
- Selección de béisbol de Panamá
- Liga de Béisbol de Panamá
- Béisbol Profesional de Panamá
- Selección de fútbol de Panamá
- Liga Panameña de Fútbol
- Selección de baloncesto de Panamá
- Liga Panameña de Baloncesto

## Clasificaciones internacionales
La clasificación se muestra en el orden de la posición del índice de Panamá con respecto la clasificación de los países evaluados en cada categoría. El año mostrado junto con el indicador refleja la fecha de los datos utilizados en la evaluación según lo reporta cada fuente, y no necesariamente corresponde al año de publicación.
| Índice (año)                           | Autor / Fuente                     | Año publicación | Países | Posición Mundial(1) | Posición A.L.(2) |
| Desempeño Ambiental (2008)             | Universidad de Yale                | 2008            | 149    | 32.º                | 5.º              |
| Índice De Globalización (2009)         | Latin Business Chronicle           | 2009            | 24     | N/A                 | 1.º              |
| Libertad de prensa mundial (2007)      | Reporteros sin fronteras           | 2007            | 169    | 39.º                | 2.º              |
| Índice de Democracia                   | The Economist                      | 2007            | 167    | 44.º                | 5.º              |
| Índice Global de Paz                   | The Economist                      | 2008            | 140    | 48.º                | 4.º              |
| Índice de Calidad de Vida Mundial      | The Economist                      | 2007            | 111    | 34.º                | 4.º              |
| Índice de Prosperidad Legatum          | Instituto Legatum                  | 2008            | 104    | 51.º                | 7.º              |
| Competitividad Turística (2009)        | Foro Económico Mundial             | 2009            | 133    | 55.º                | 4.º              |
| Percepción de la corrupción (2008)     | Transparencia Internacional        | 2008            | 180    | 85.º                | 10.º             |
| Índice de Libertad Económica           | The Wall Street Journal            | 2008            | 162    | 55.º                | 5.º              |
| Desarrollo humano (2010)               | Naciones Unidas (PNUD)             | 2010            | 182    | 54.º                | 4.º              |
| Competitividad Global (2009)           | Foro Económico Mundial             | 2009-10         | 133    | 59.º                | 4.º              |
| Índice de Satisfacción de Vida (4)     | Banco Interamericano de Desarrollo | 2008            | 24     | N/A(4)              | 2.º              |
| Índice De desarrollo Financiero (2009) | Foro Económico Mundial             | 2009            | 55     | 29                  | 1.º              |
| Séptimo Estudio Global de E-gobierno   | Universidad Brown                  | 2007            | 198    | 55.º                | 6.º              |
| Índice de Calidad de Vida              | International Living               | 2009            | 195    | 44.º                | 3.º(5)           |
| Índice Mundial de Brecha de Géneros    | Foro Económico Mundial             | 2009            | 134    | 43.º                | 3.º              |
| Índice Global de Bienestar (2014)      | Gallup & Healthways                | 2014            | 135    | 1.º                 | 1.º              |

(1) Posición con respecto al total de países evaluados.
(2) Posición con respecto a los países evaluados de América Latina (No incluye Puerto Rico).
(3) Debido a que el Coeficiente de Gini usado en la clasificación corresponde a años diferentes, la posición de un país es solo una referencia, ya que estrictamente no es posible hacer comparaciones entre países por la dispersión de las fechas de los datos.
(4) El Índice de Satisfacción de Vida fue calculado por el Banco Interamericano de Desarrollo para los 24 países miembros del BID en América Latina y el Caribe, con base en la Encuesta Mundial de Gallup (Gallup World Poll) 2006 - 2007 y el  World Development Indicators, por lo tanto, es un índice regional.
(5) En el Índice de Calidad de Vida 2009, Panamá empató con 65 puntos junto con Costa Rica, Estonia, Bulgaria, Brasil y Dominica.